# Bildtafel der chemischen Elemente
Eine kleinere Version mit Periodensystem ist unter Vorlage:PSE in Bilderform zu finden.

## Legende
|  | Von diesem Element gibt es zurzeit kein Bild. Es ist jedoch denkbar, ein derartiges Bild zu erstellen.                                         |
|  | Von diesem Element gibt es kein Bild, da es entweder zu schnell zerfällt oder in zu geringen Mengen herstellbar ist, um ein Bild zu erstellen. |

## Tafel

### Chemische Elemente der ersten Periode

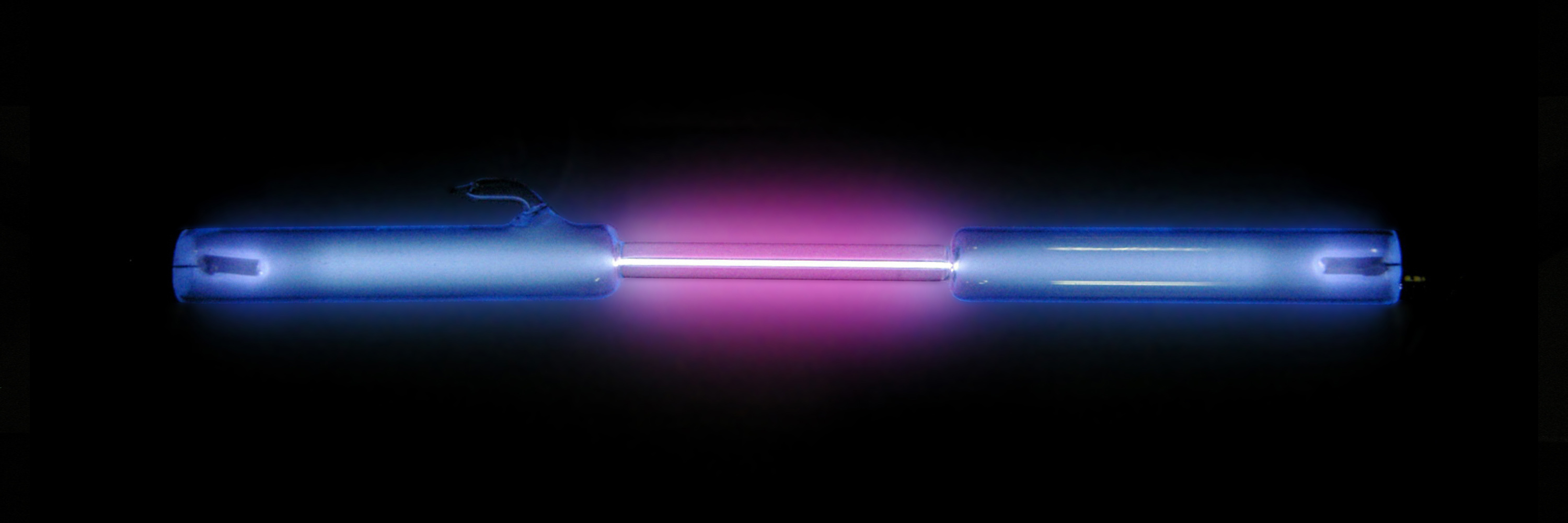
(1) Wasserstoff
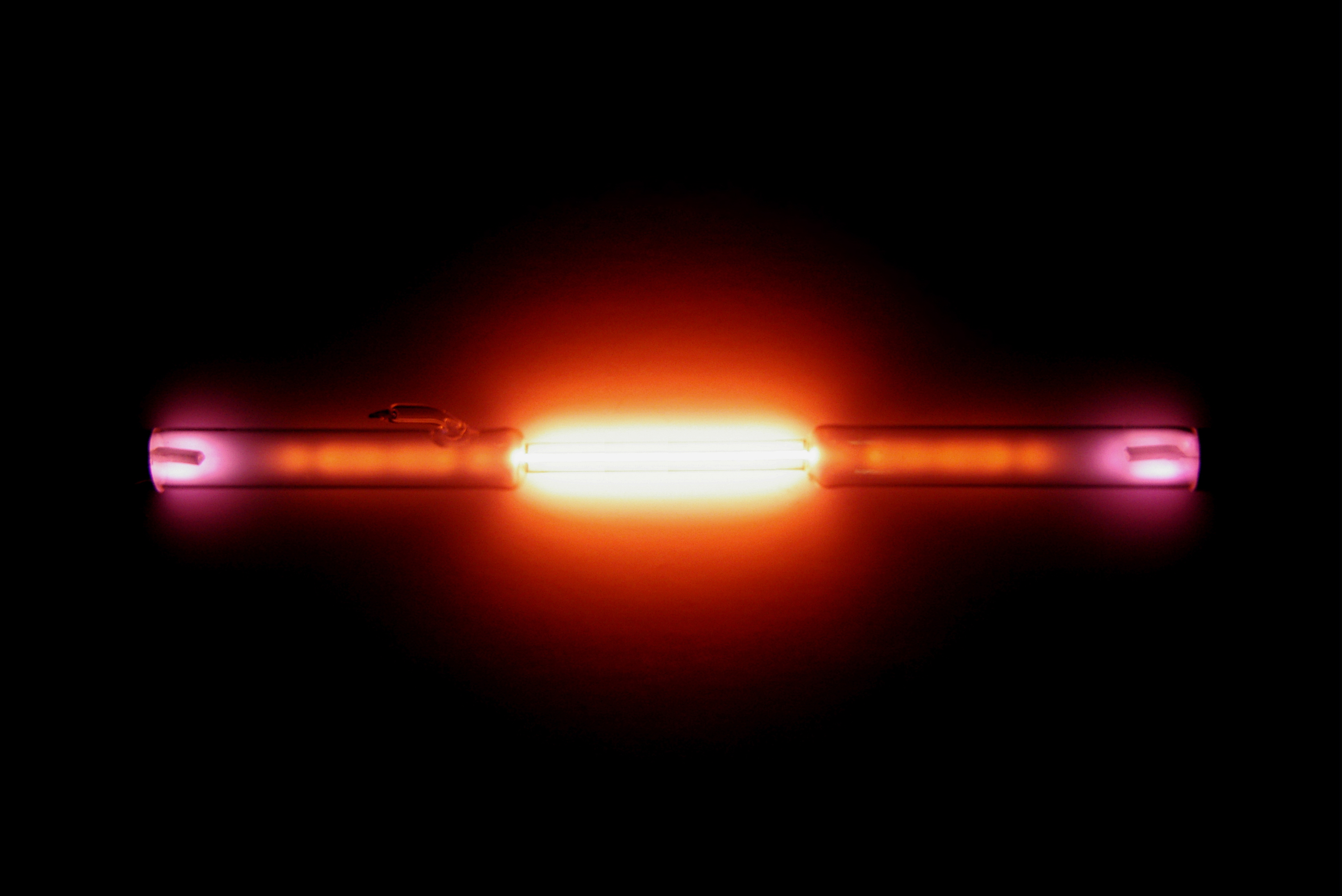
(2) Helium

### Chemische Elemente der zweiten Periode

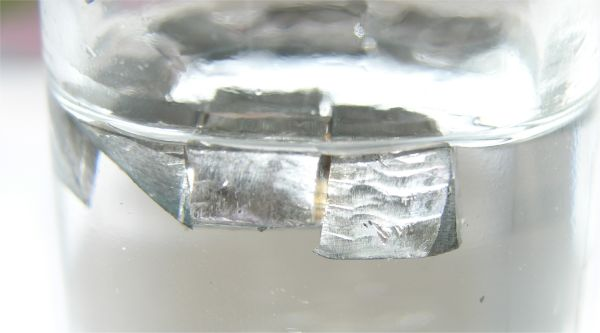
(3) Lithium
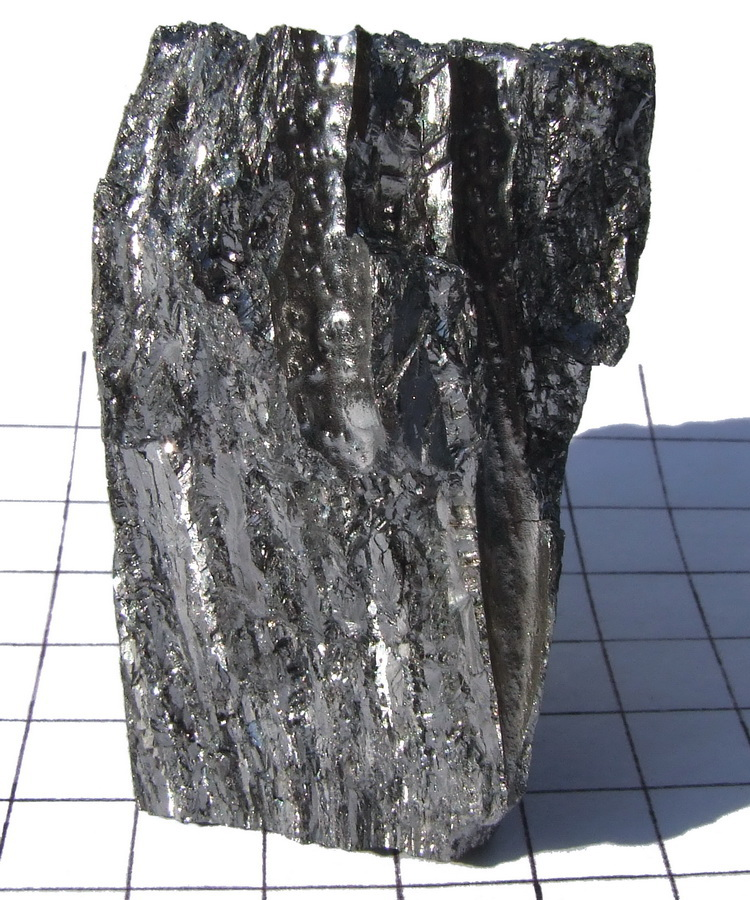
(4) Beryllium
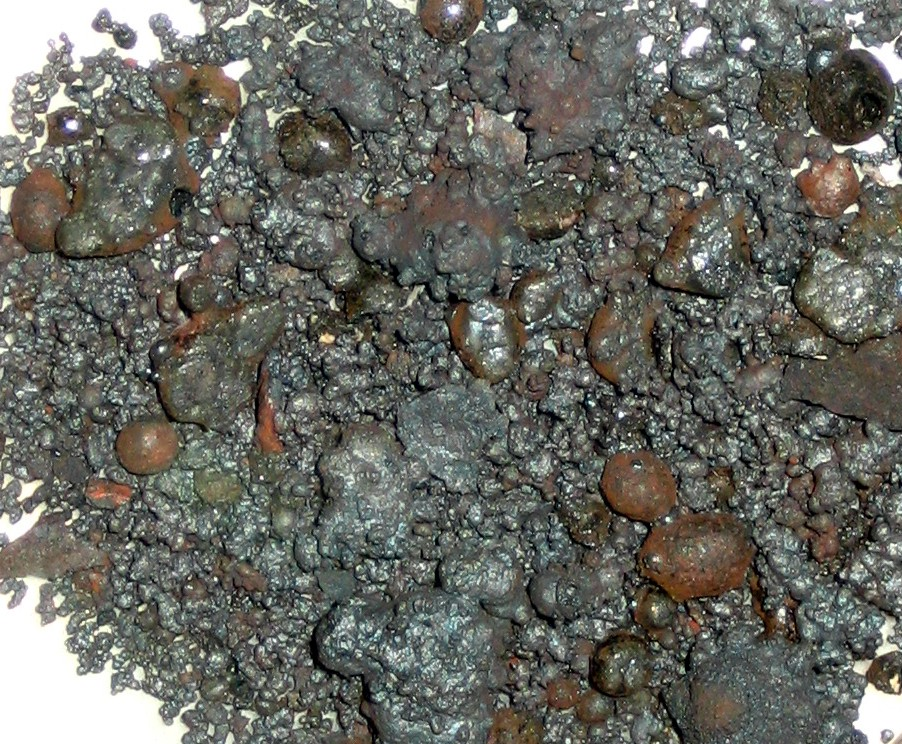
(5) Bor
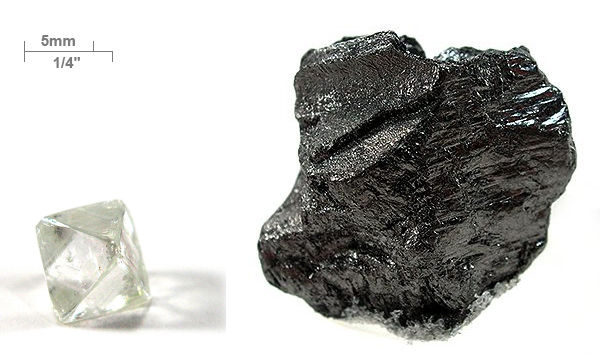
(6) Kohlenstoff
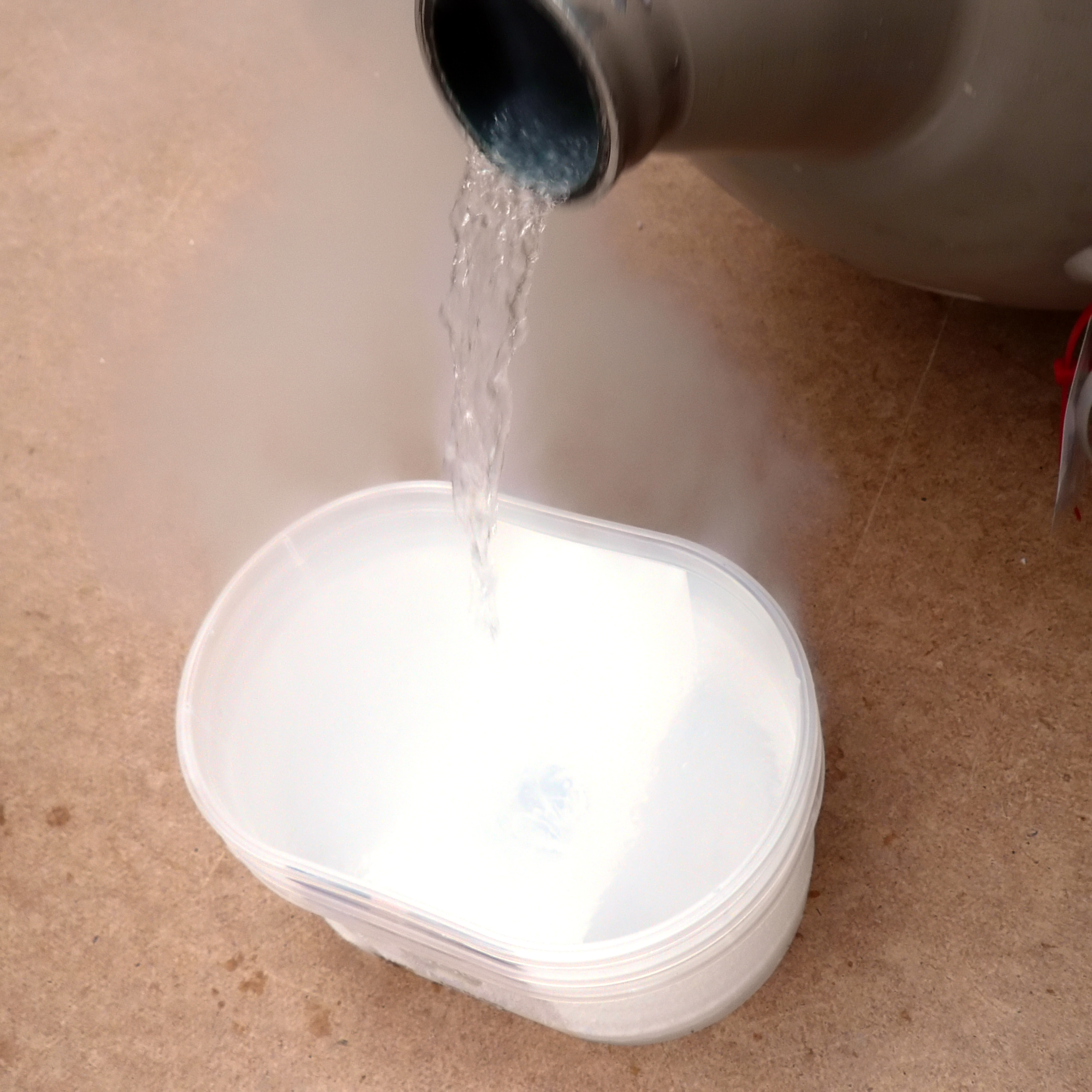
(7) Stickstoff
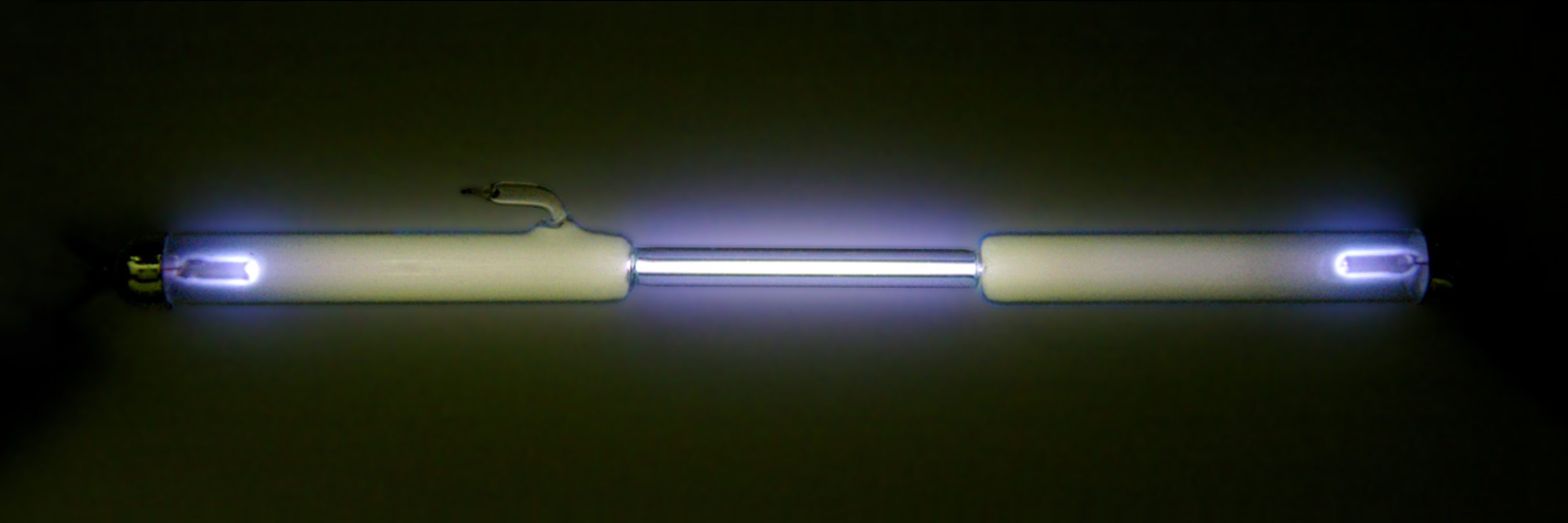
(8) Sauerstoff
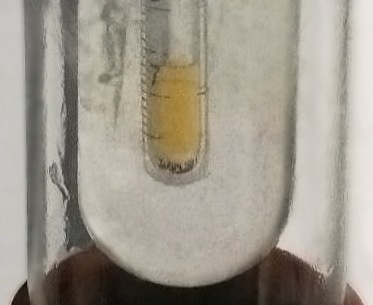
(9) Fluor
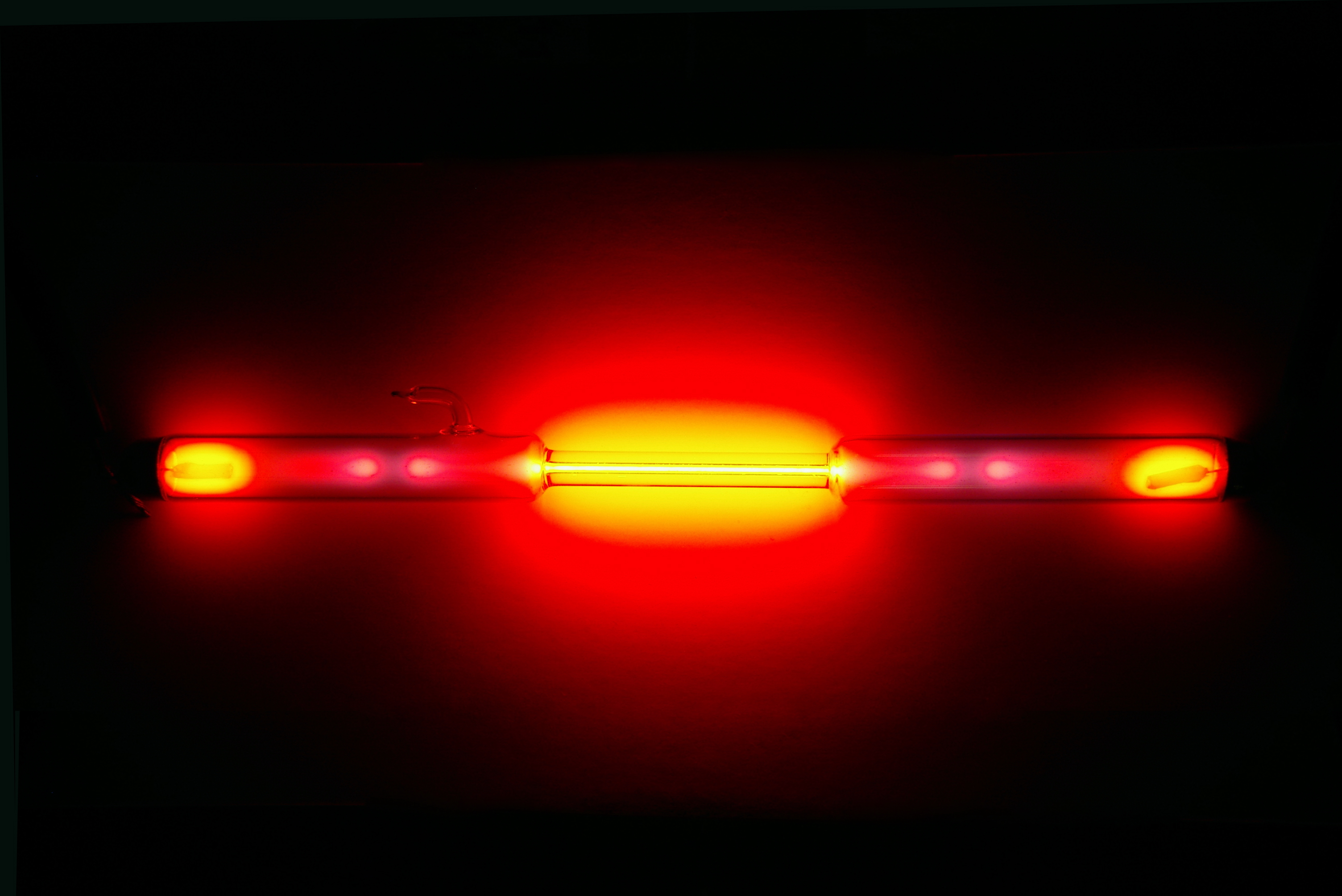
(10) Neon

### Chemische Elemente der dritten Periode

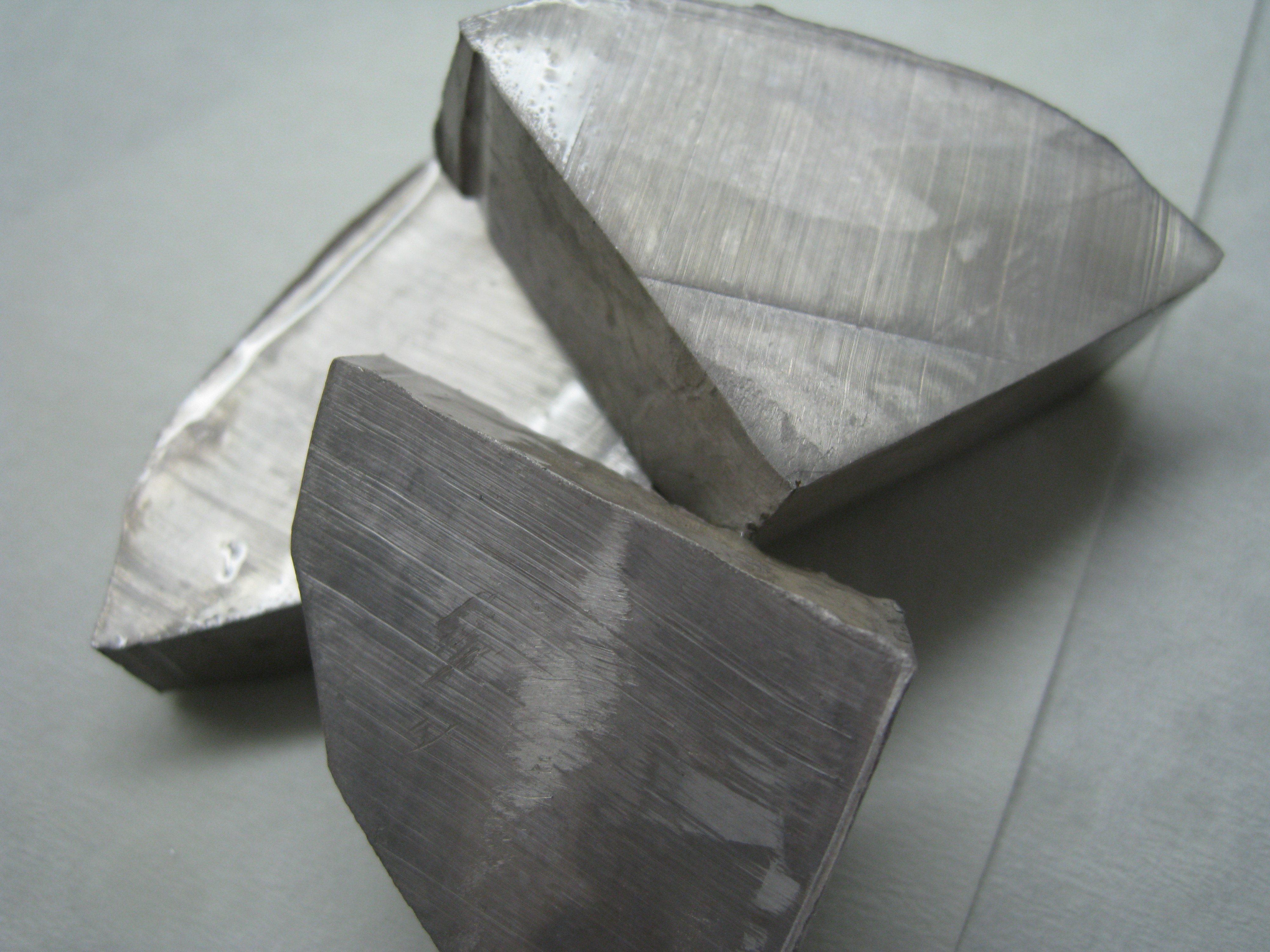
(11) Natrium
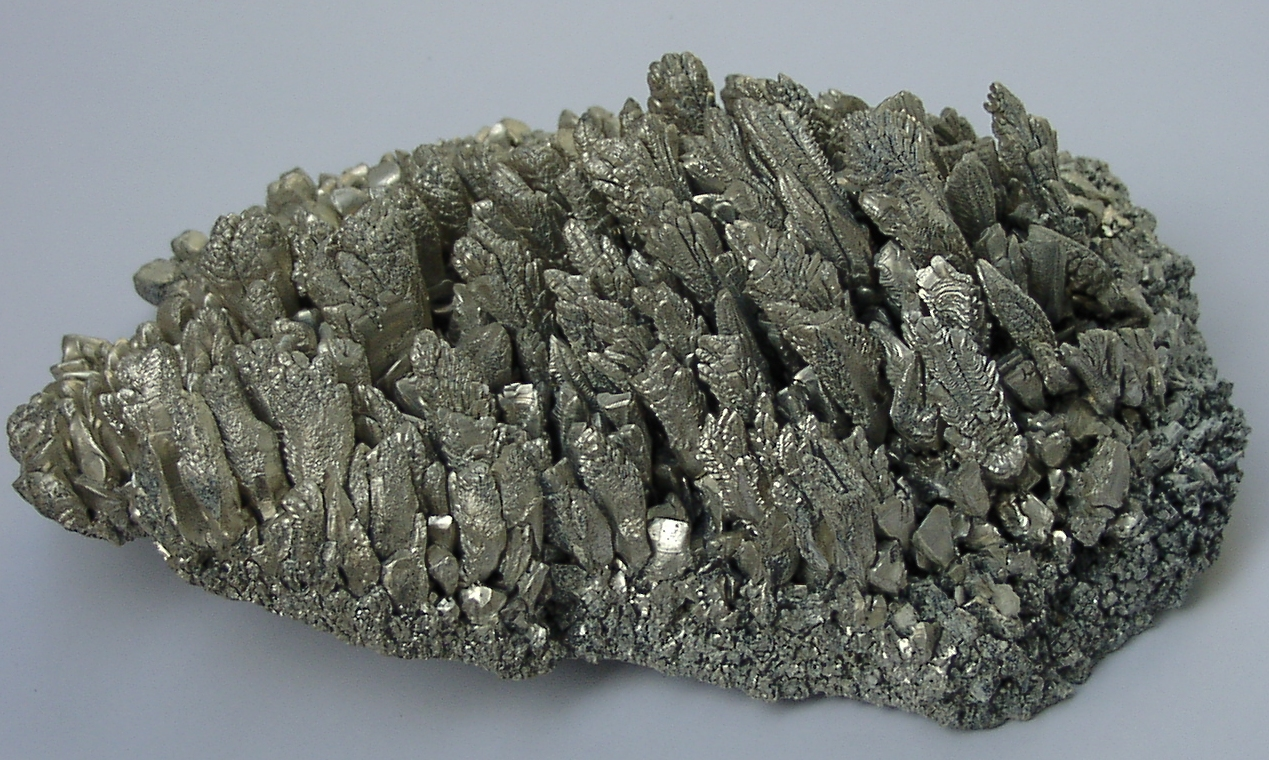
(12) Magnesium
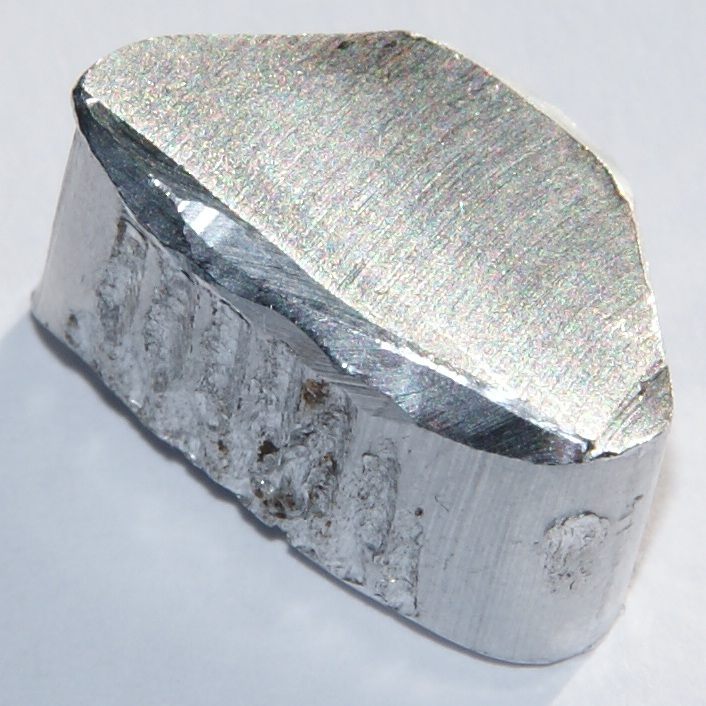
(13) Aluminium
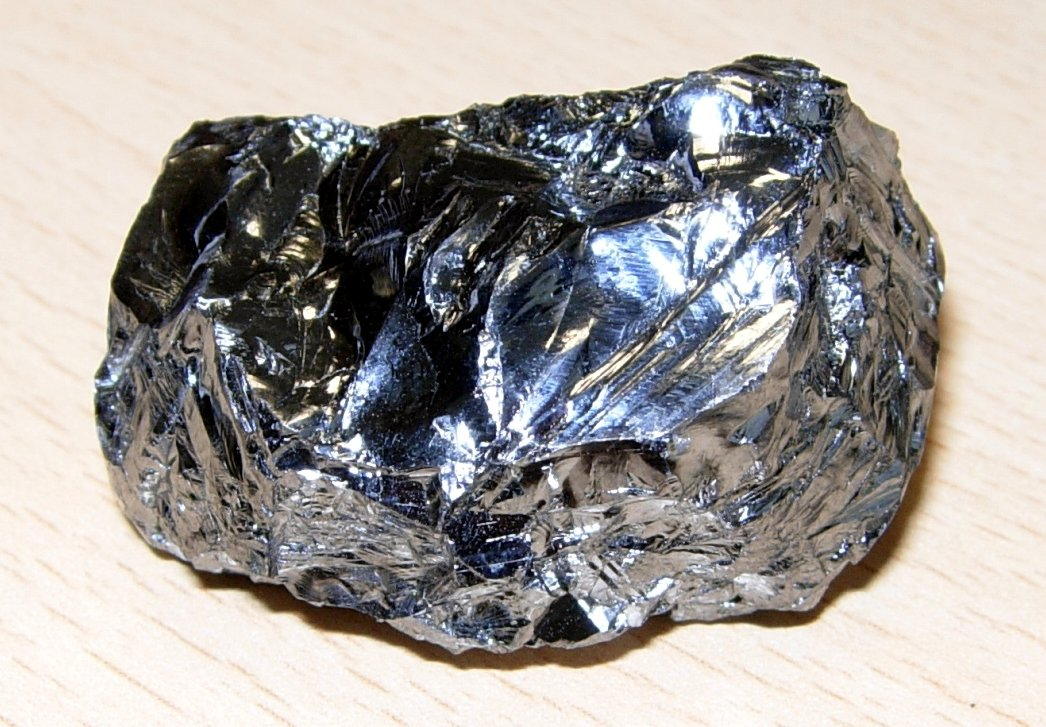
(14) Silicium
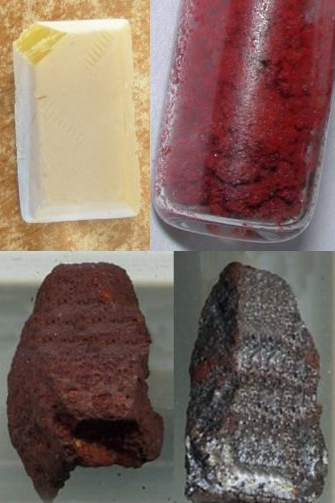
(15) Phosphor
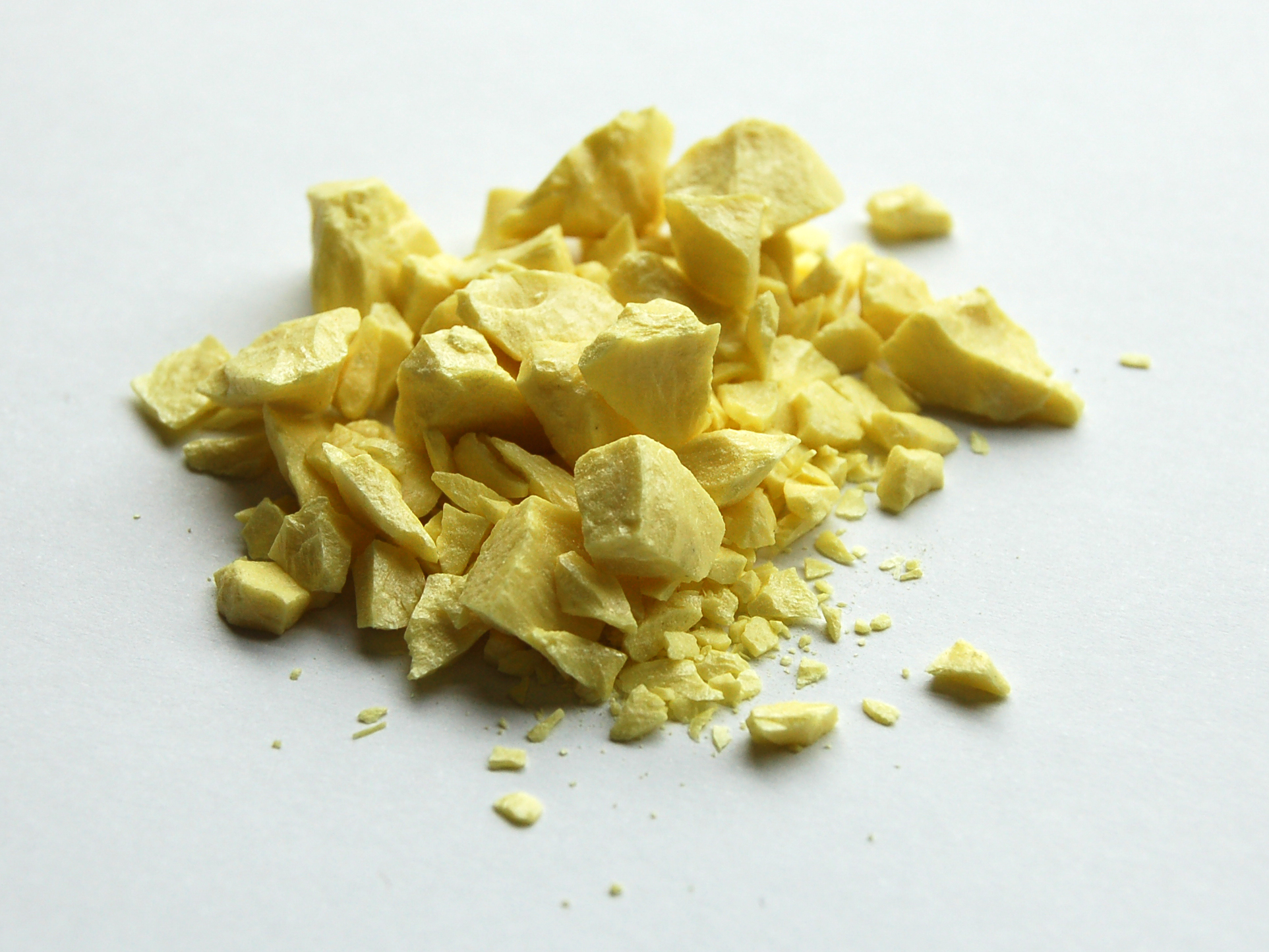
(16) Schwefel
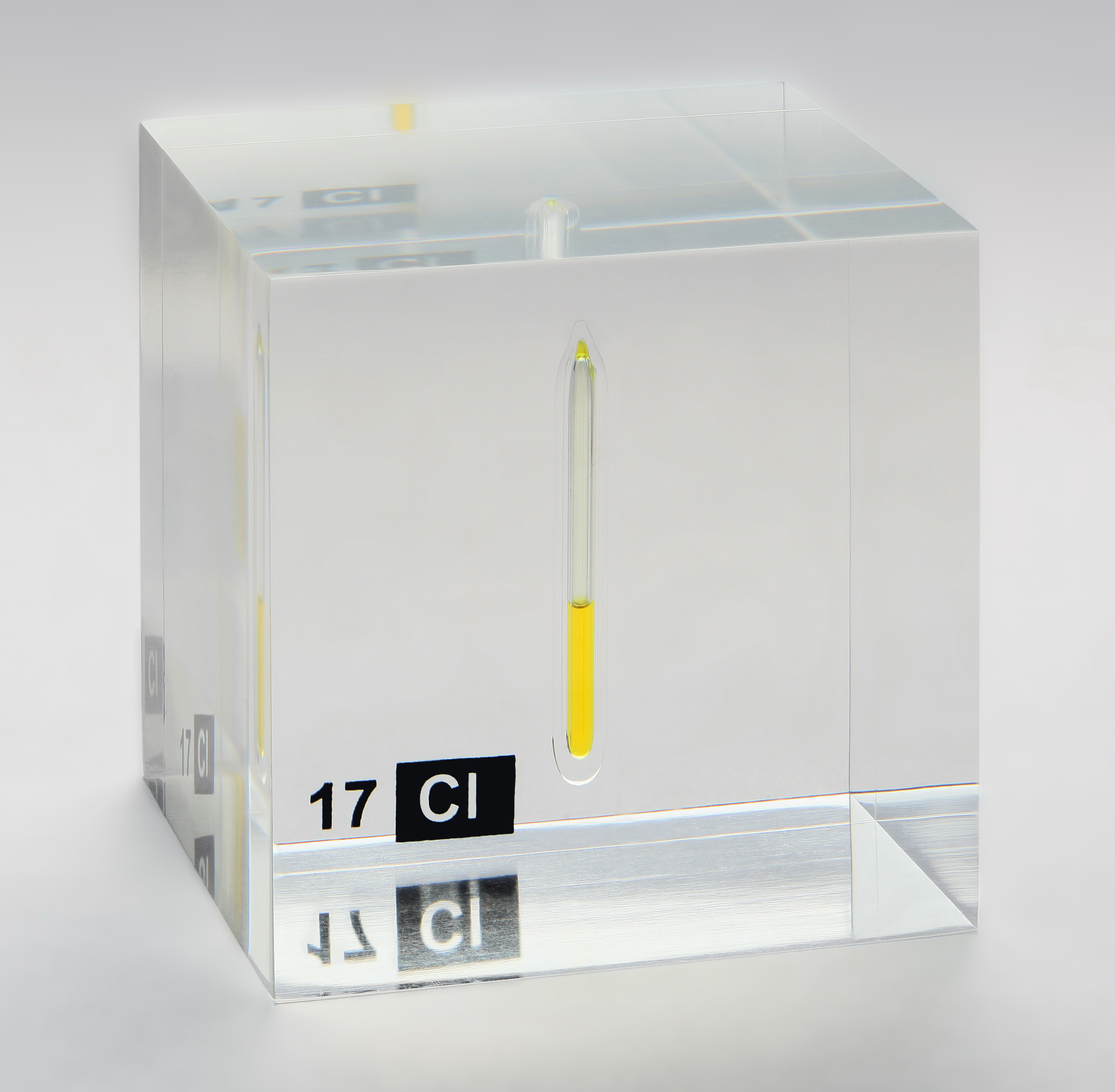
(17) Chlor
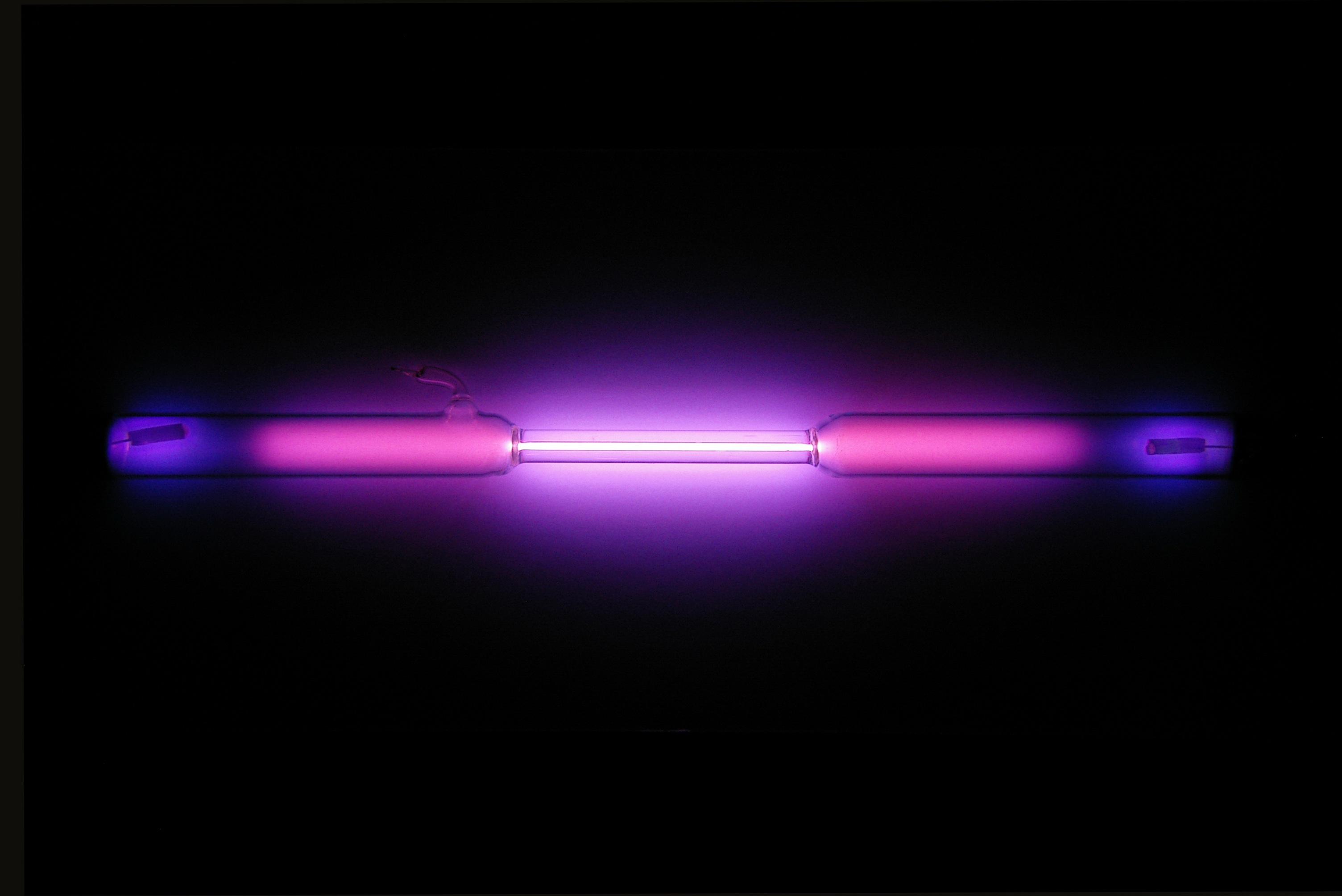
(18) Argon

### Chemische Elemente der vierten Periode

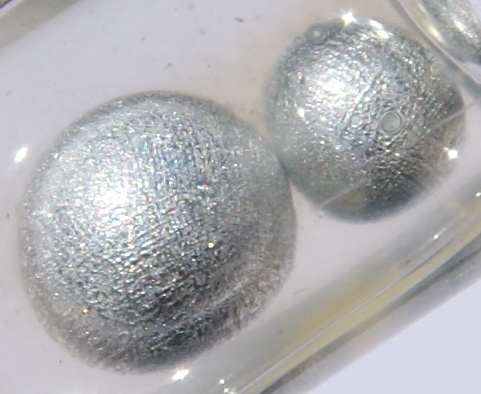
(19) Kalium
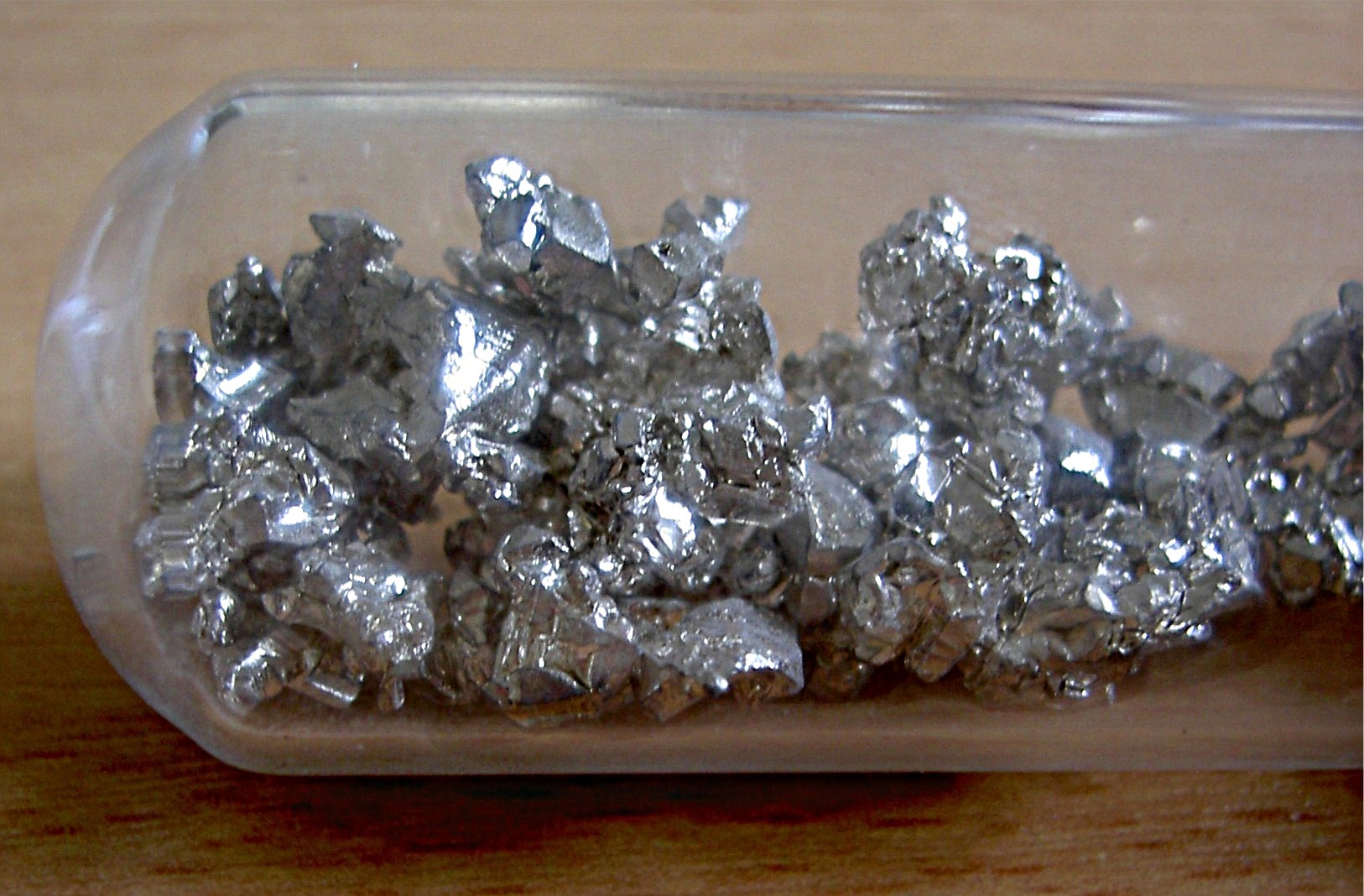
(20) Calcium
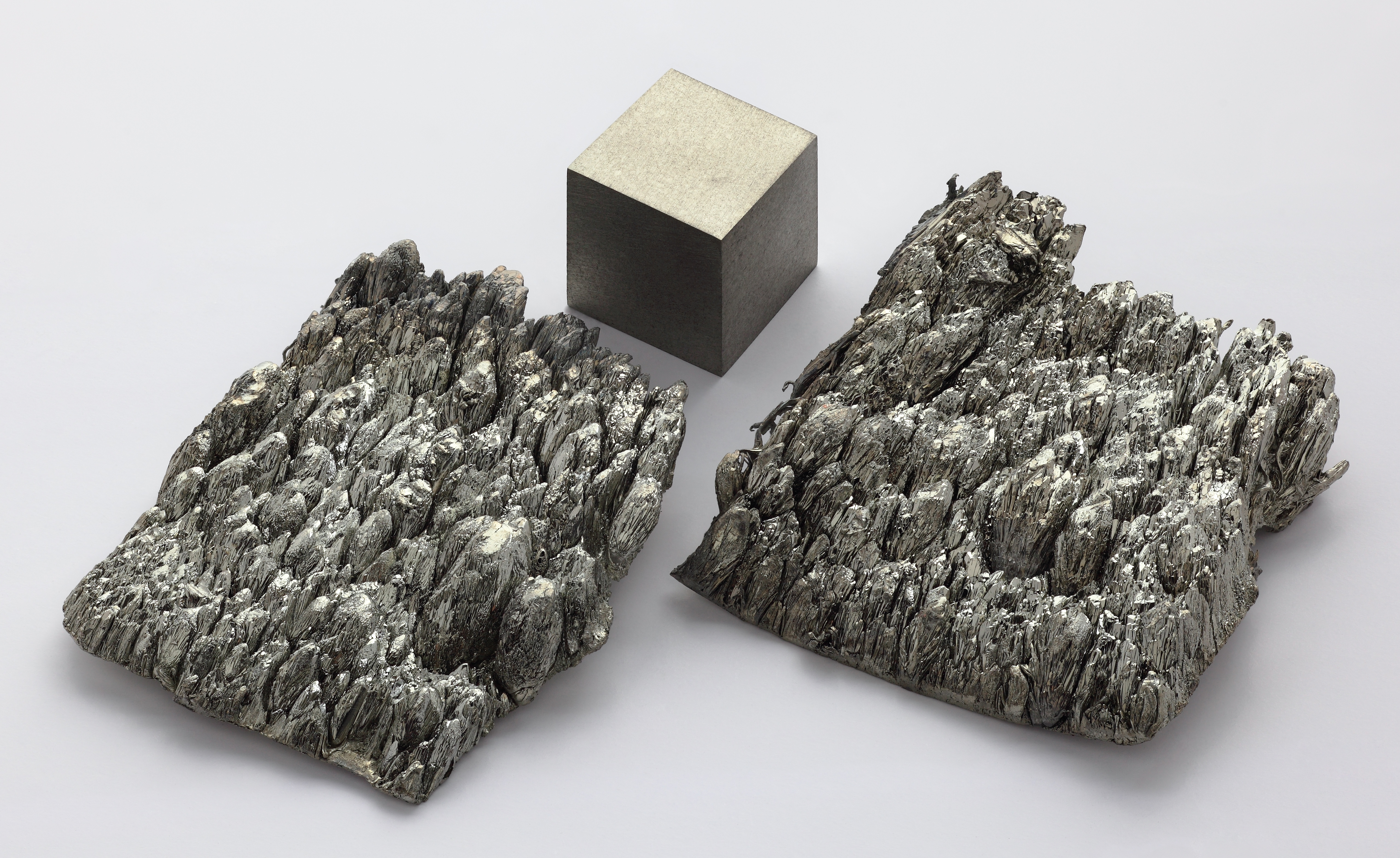
(21) Scandium
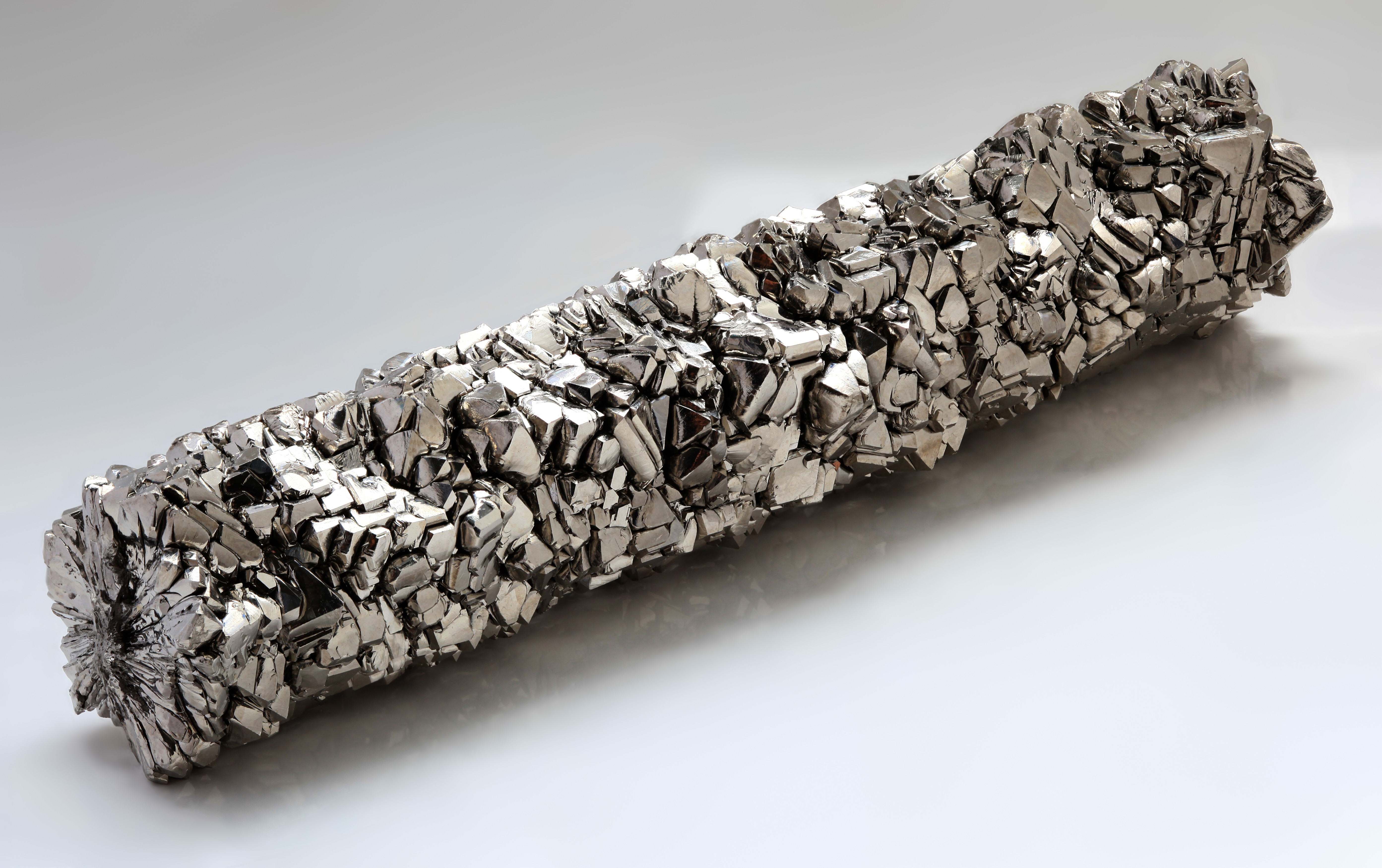
(22) Titan
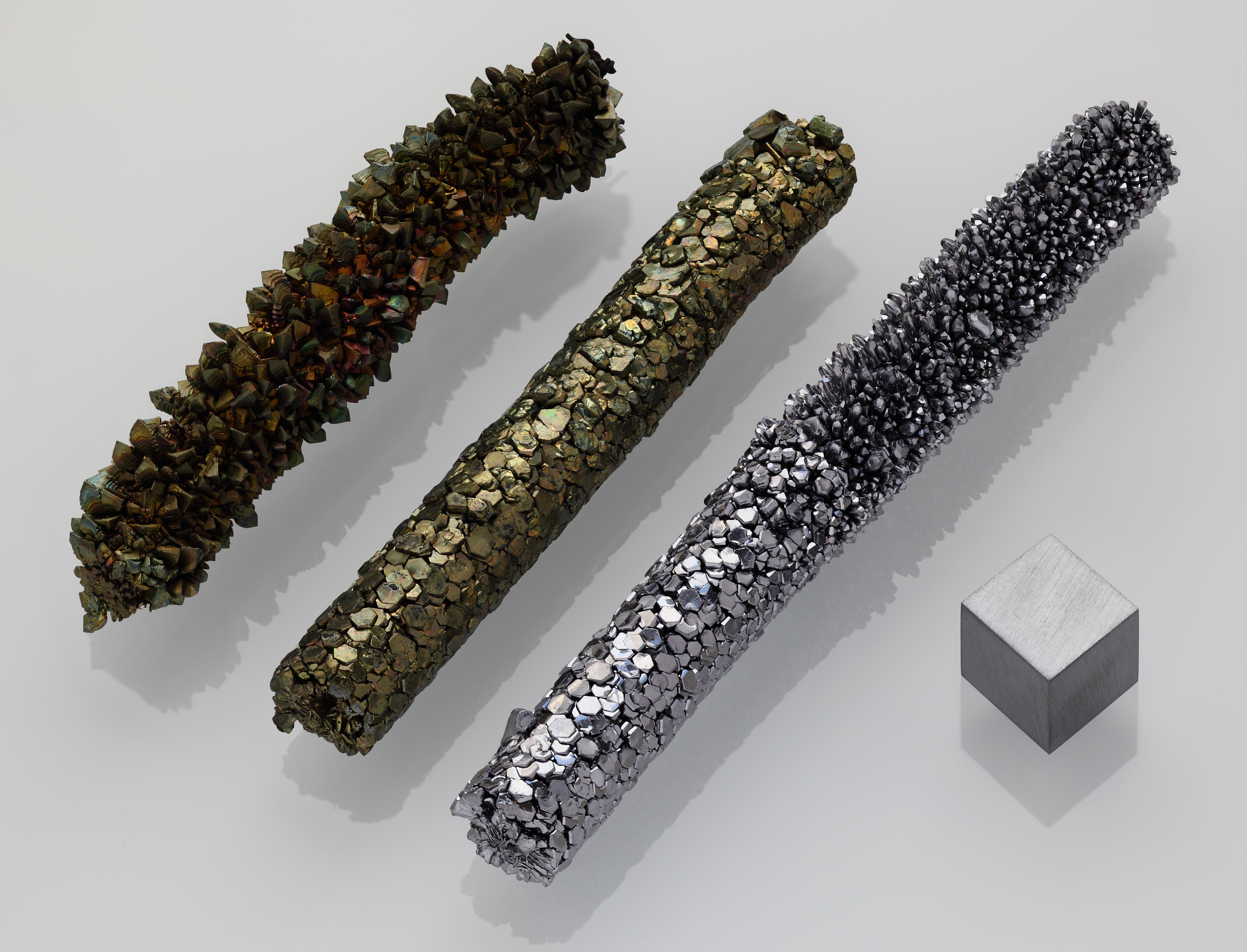
(23) Vanadium
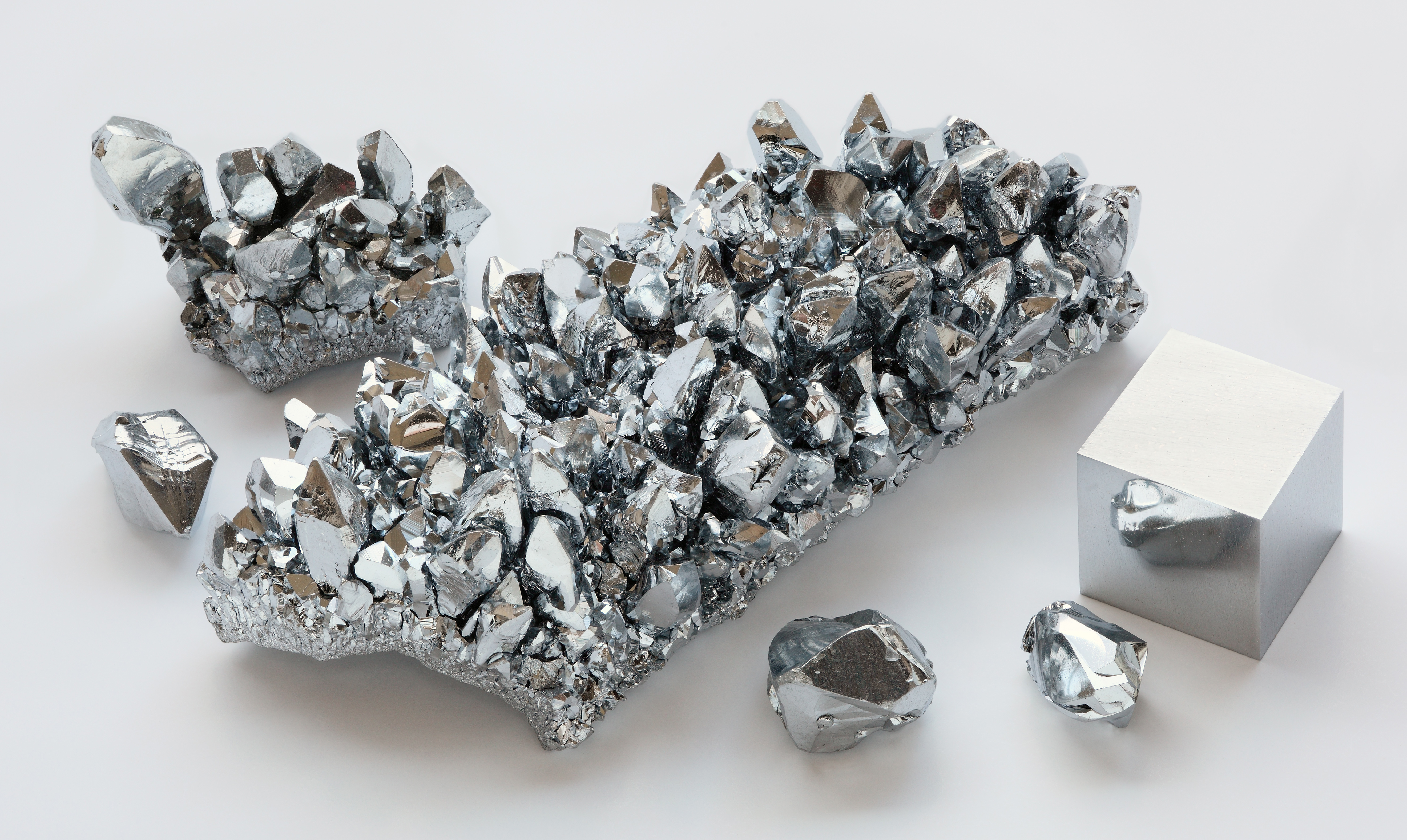
(24) Chrom
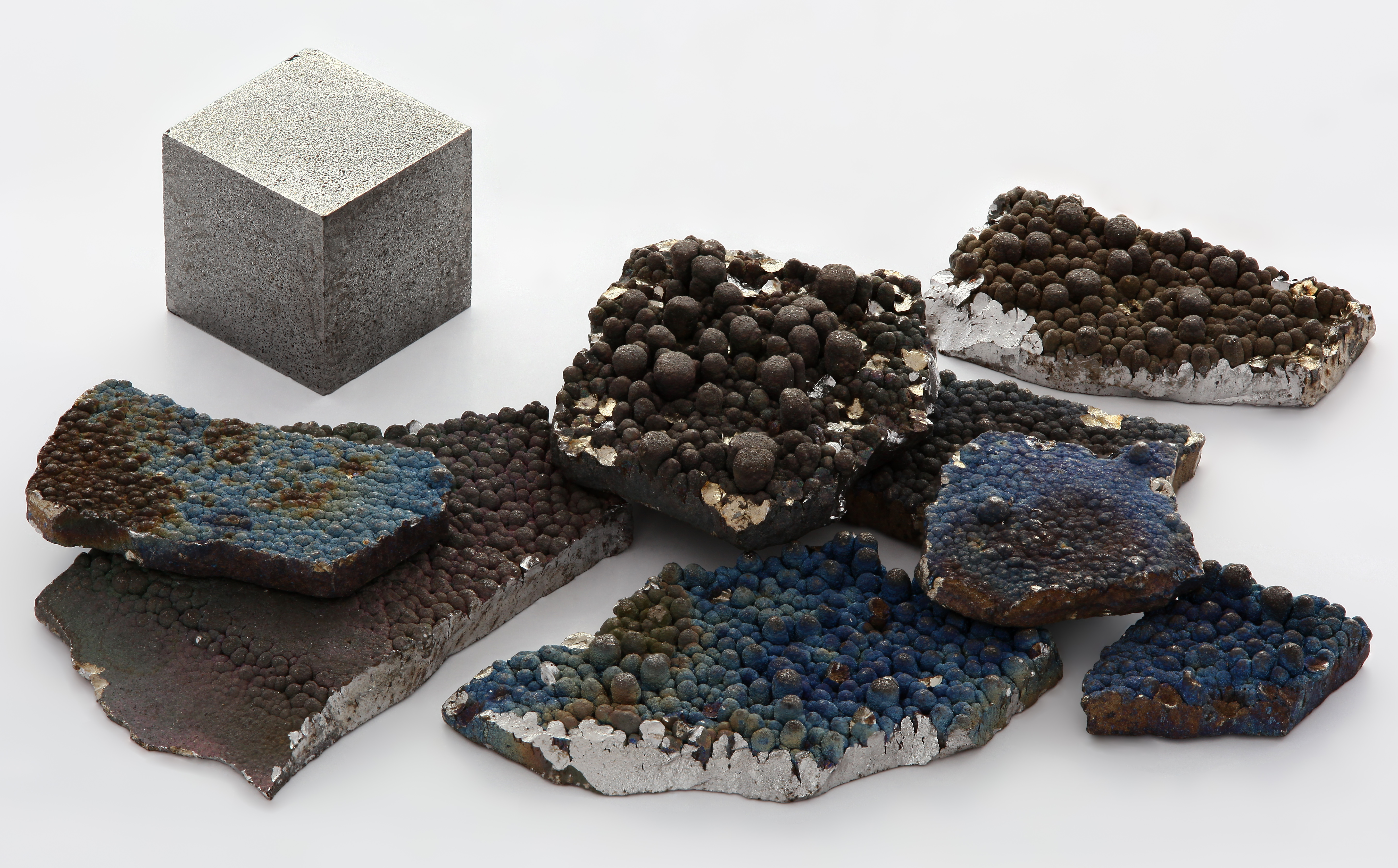
(25) Mangan
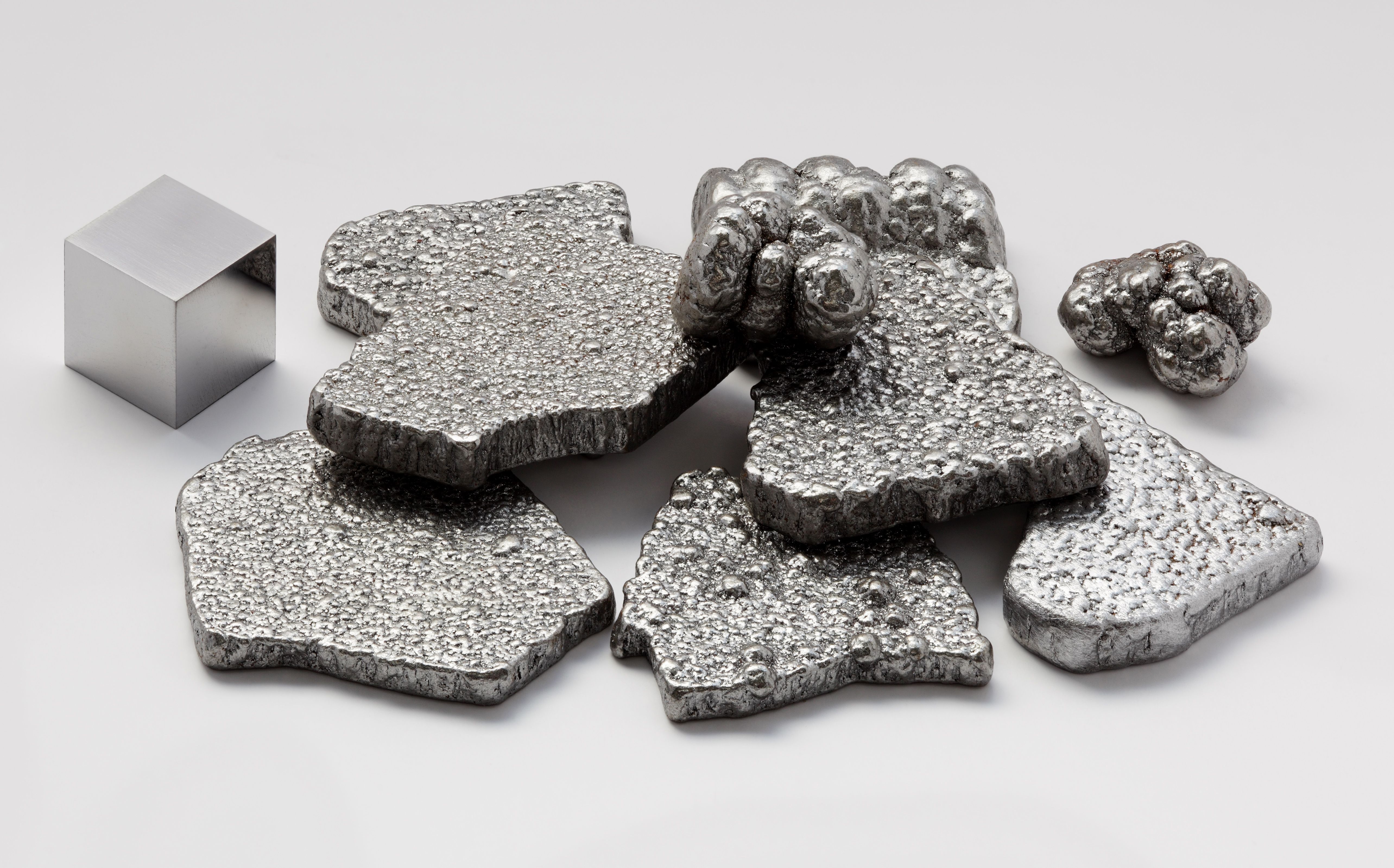
(26) Eisen
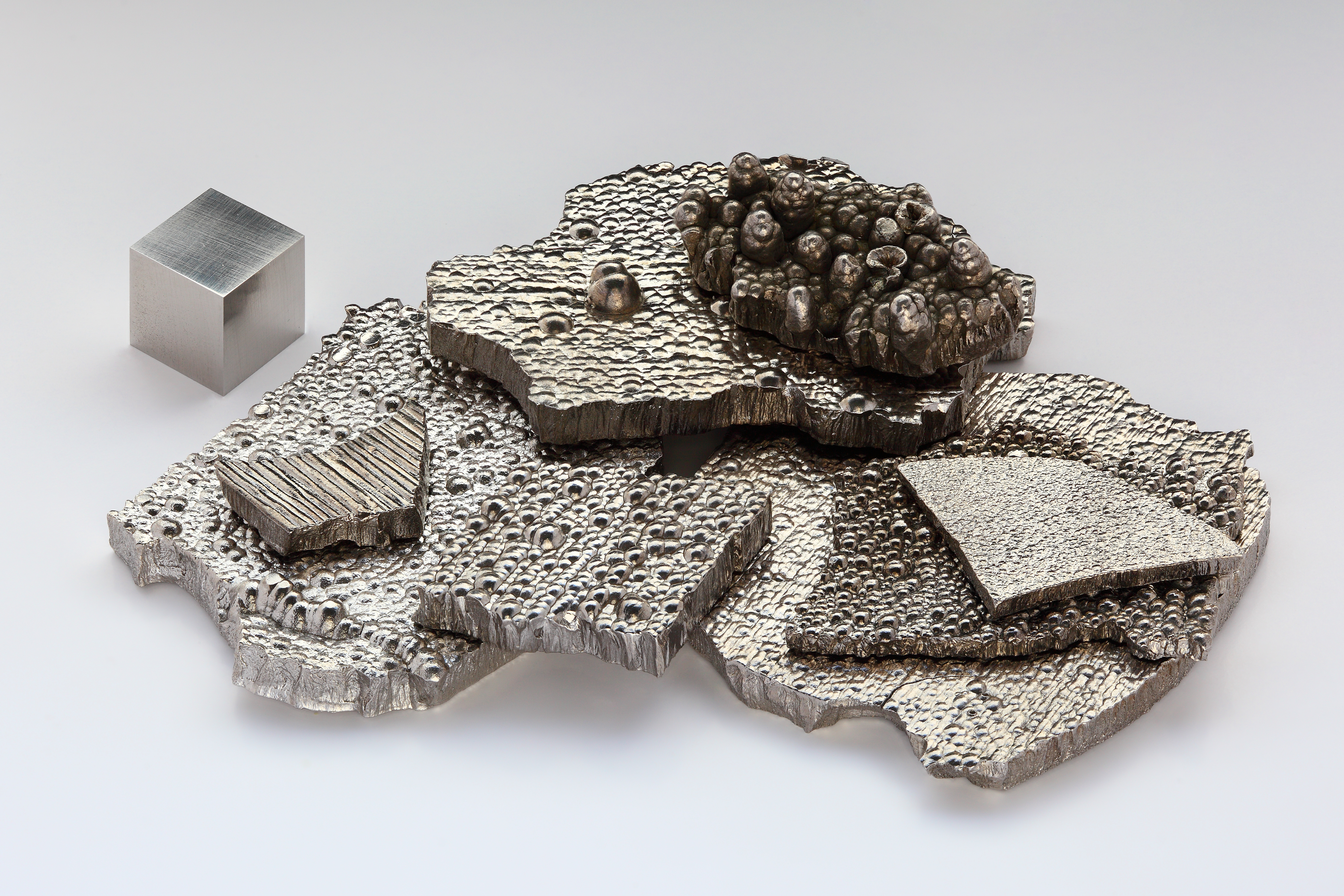
(27) Cobalt
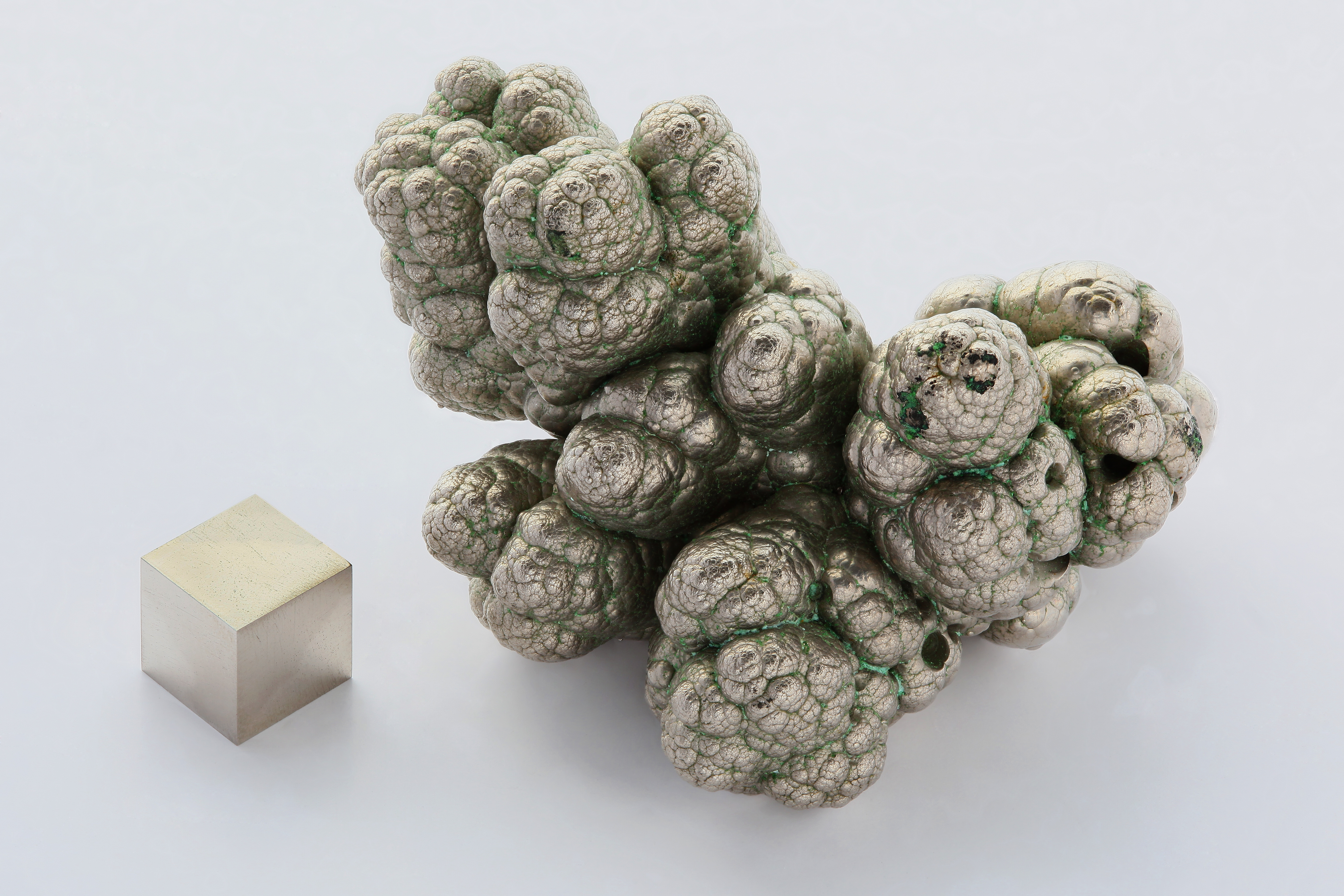
(28) Nickel
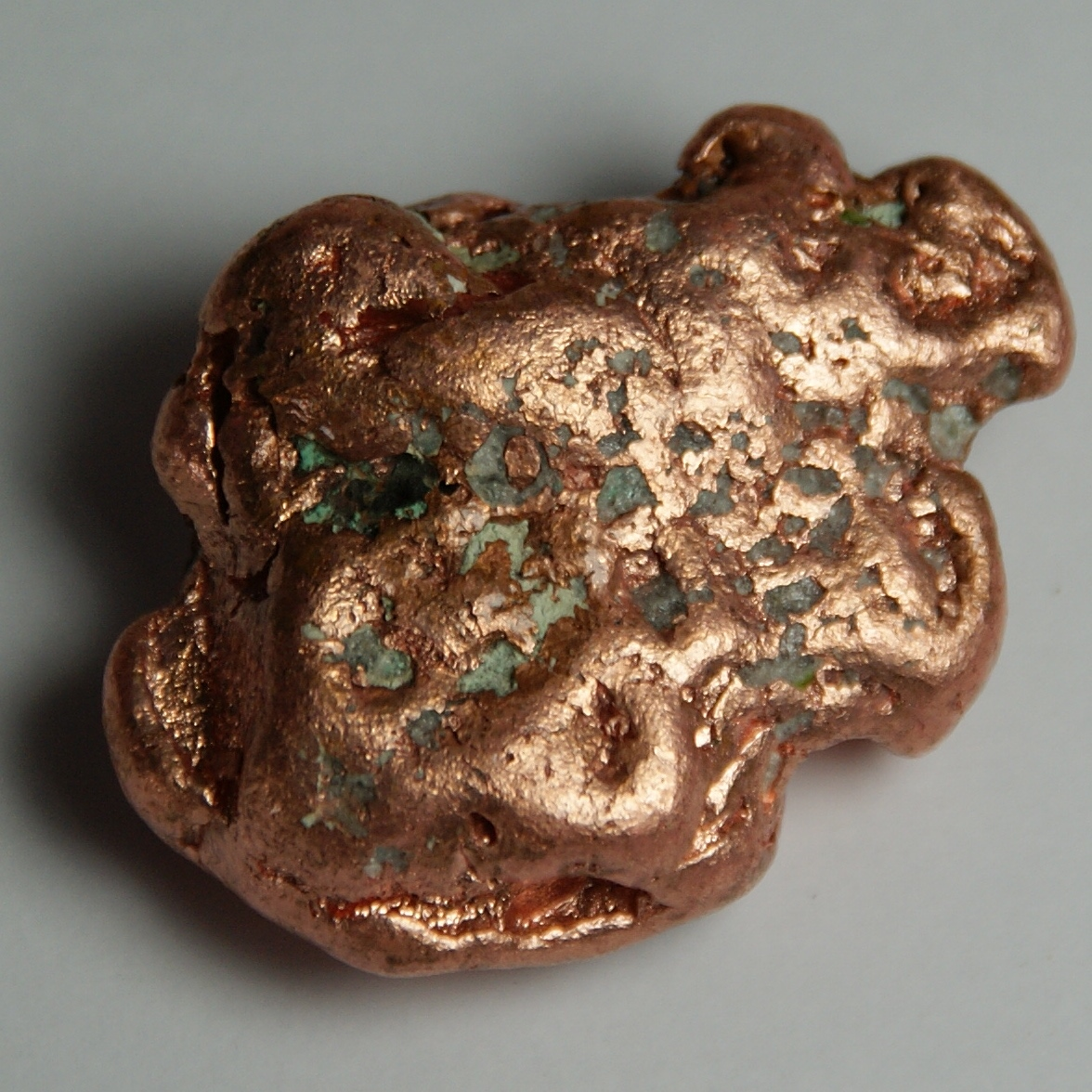
(29) Kupfer
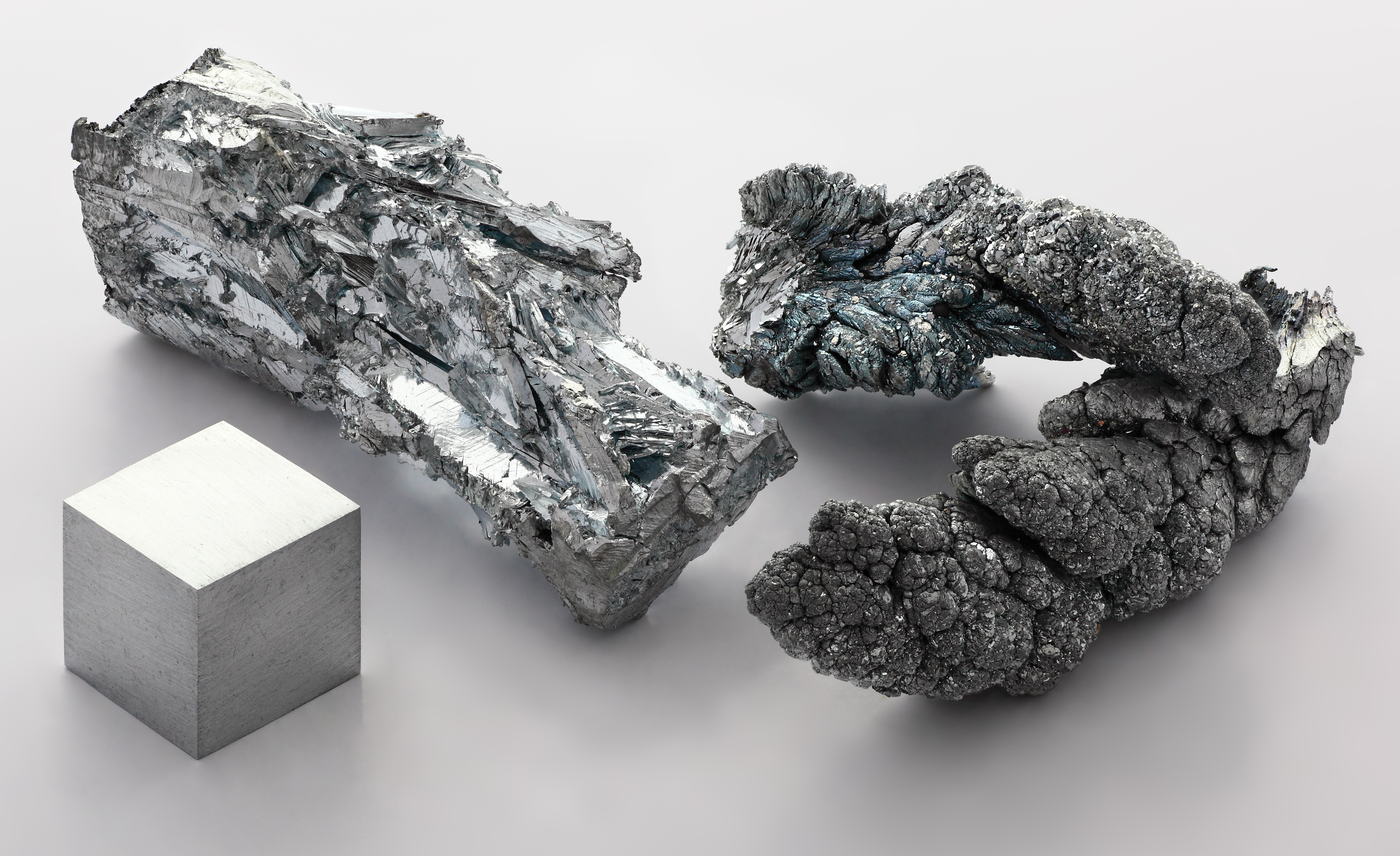
(30) Zink
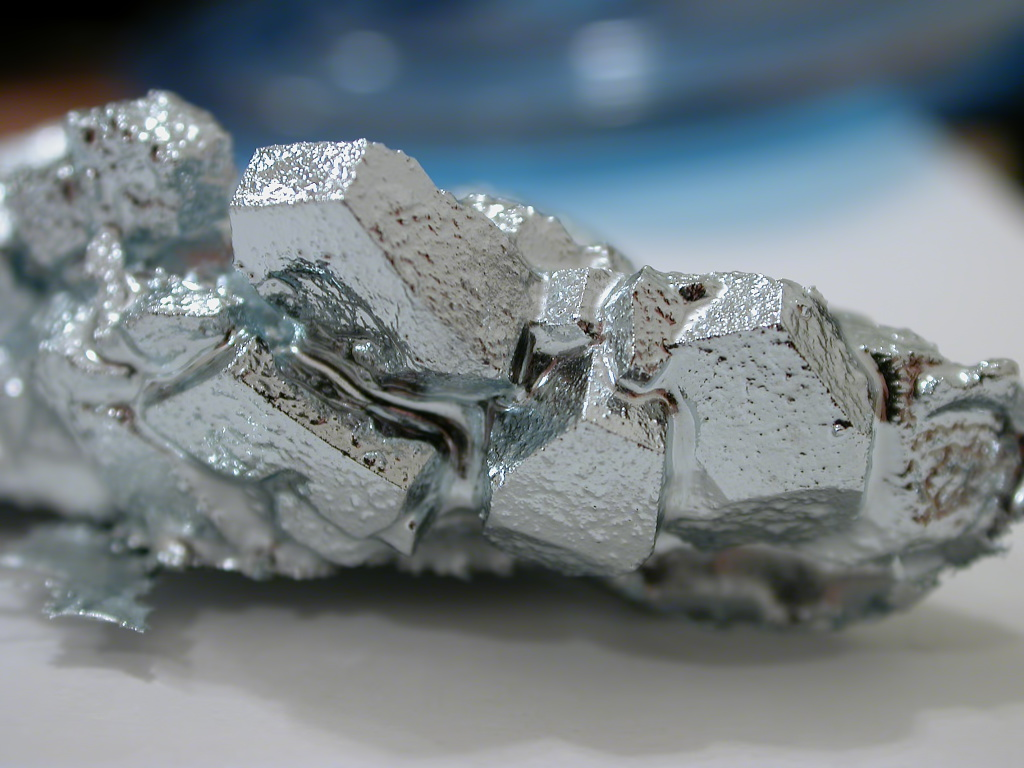
(31) Gallium
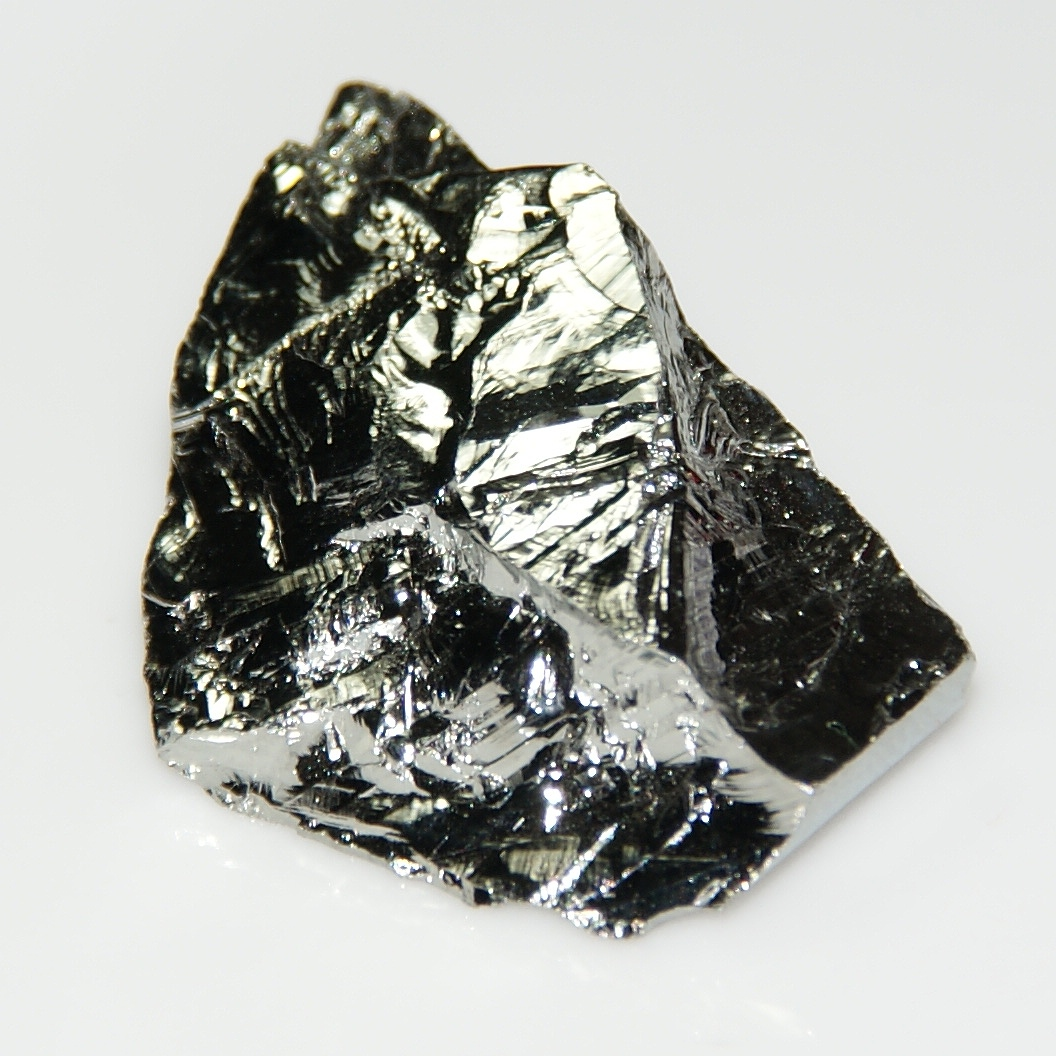
(32) Germanium
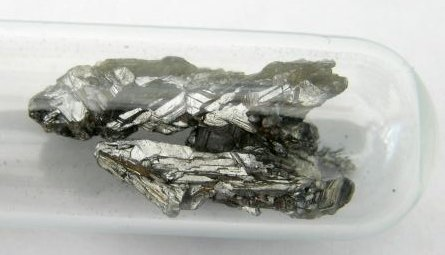
(33) Arsen
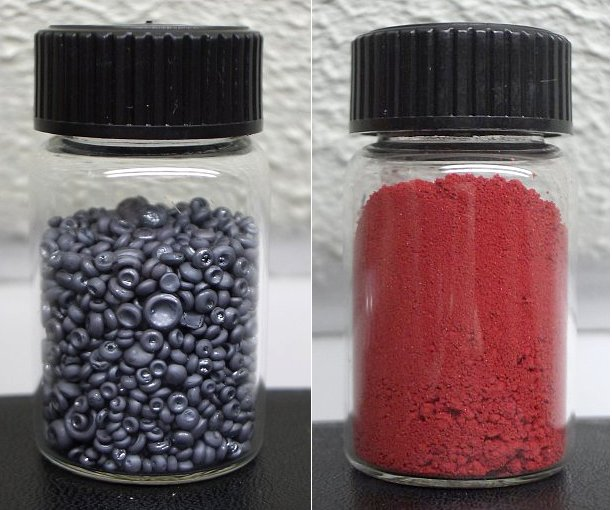
(34) Selen
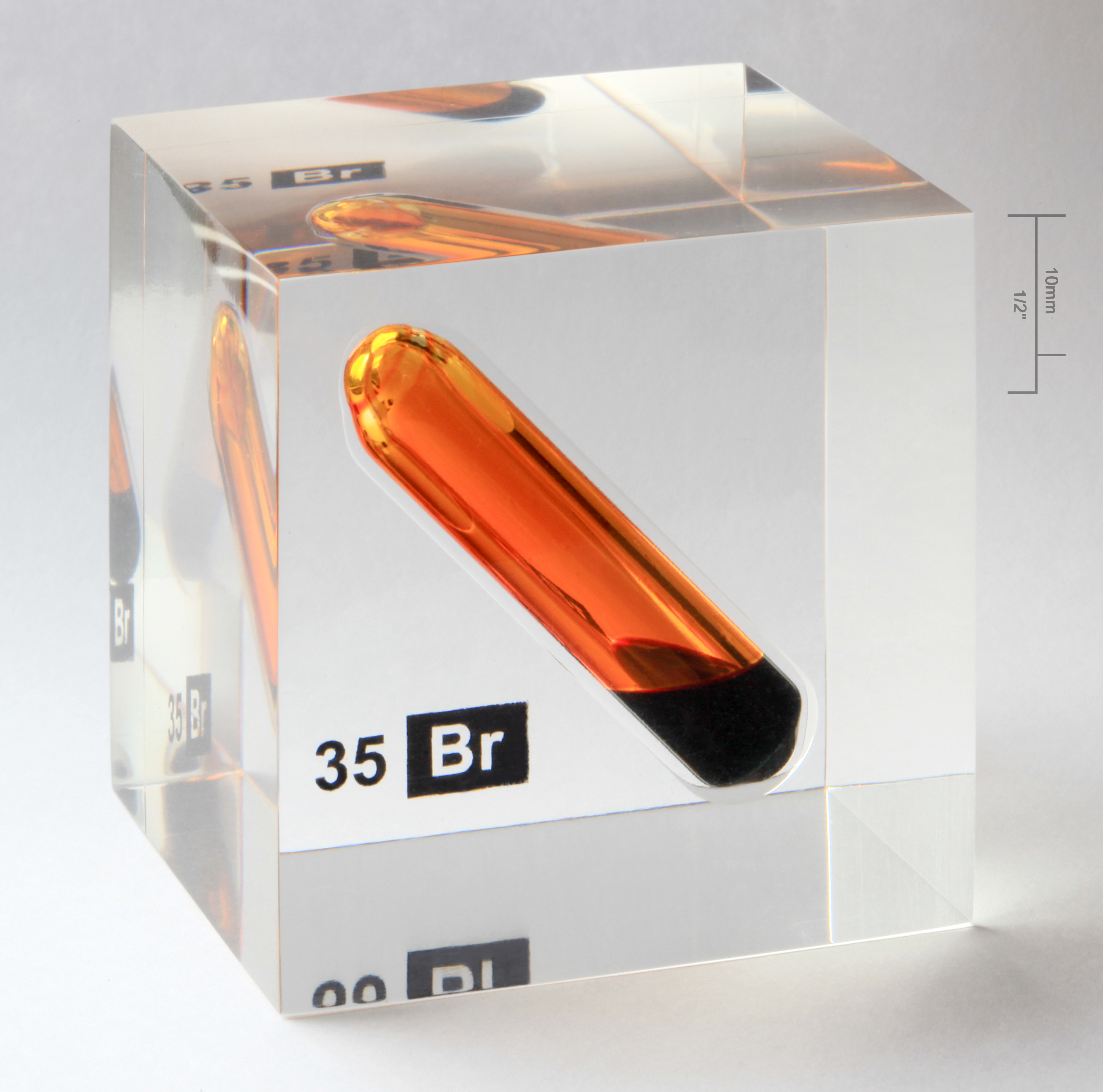
(35) Brom
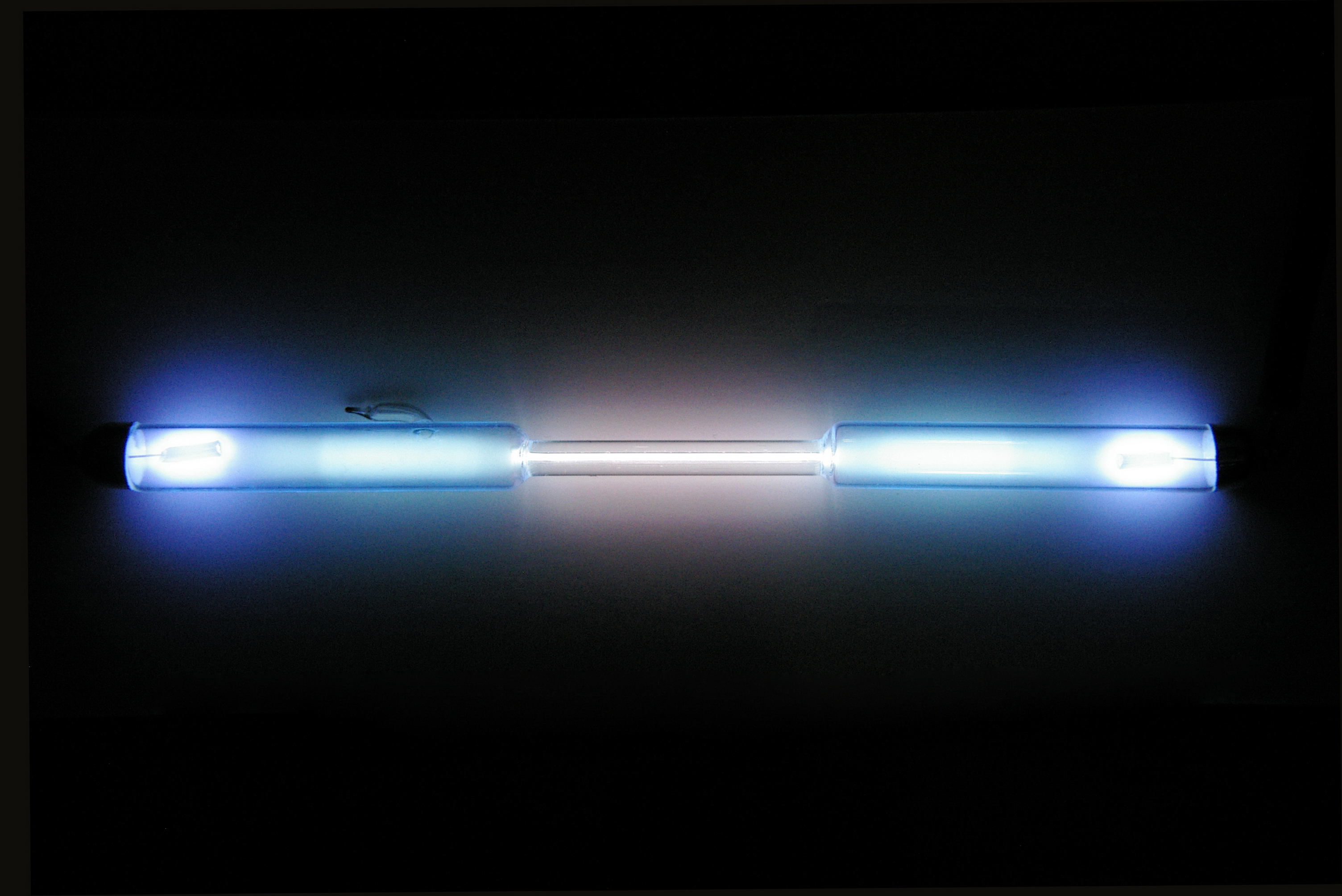
(36) Krypton

### Chemische Elemente der fünften Periode

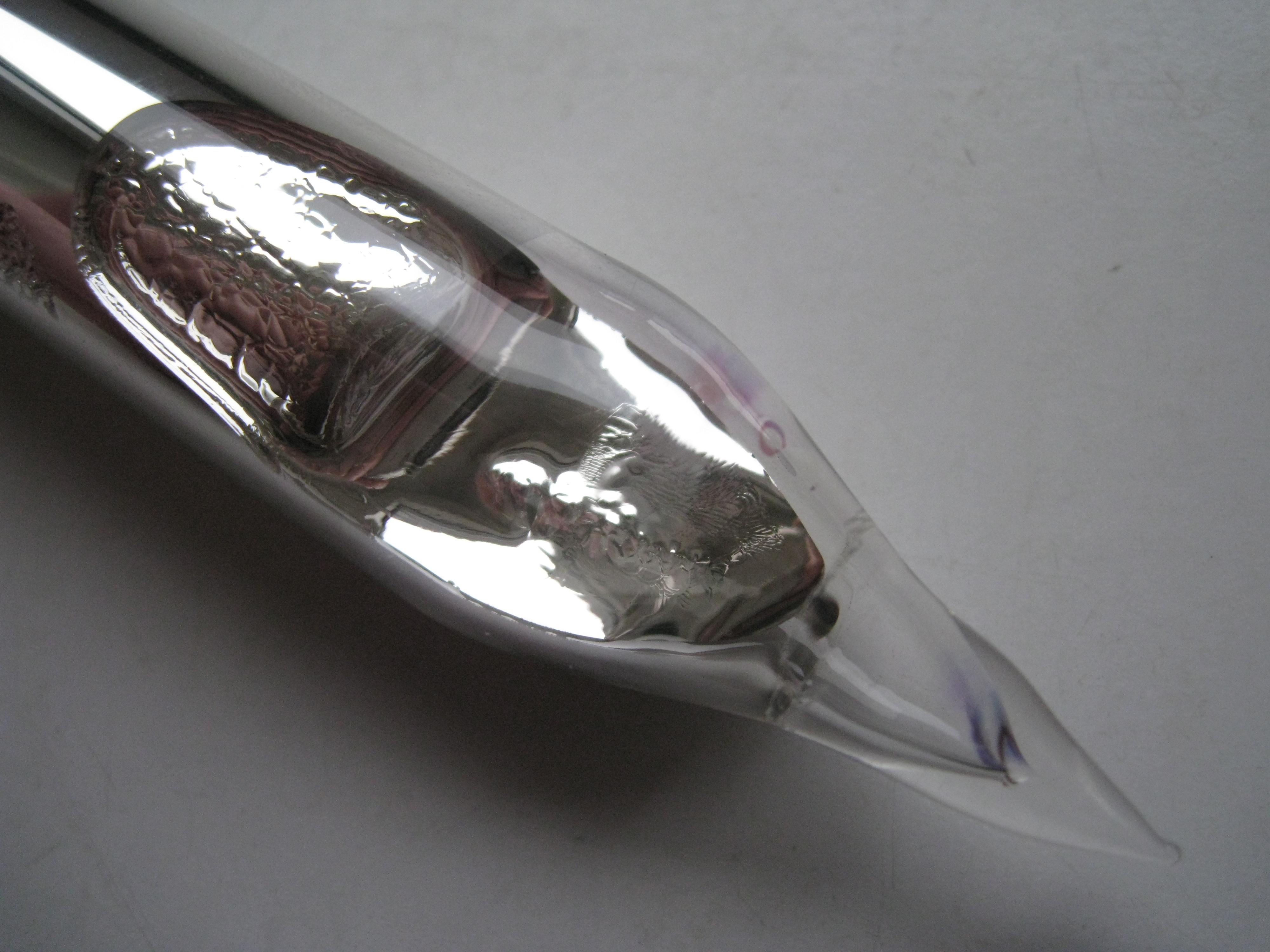
(37) Rubidium
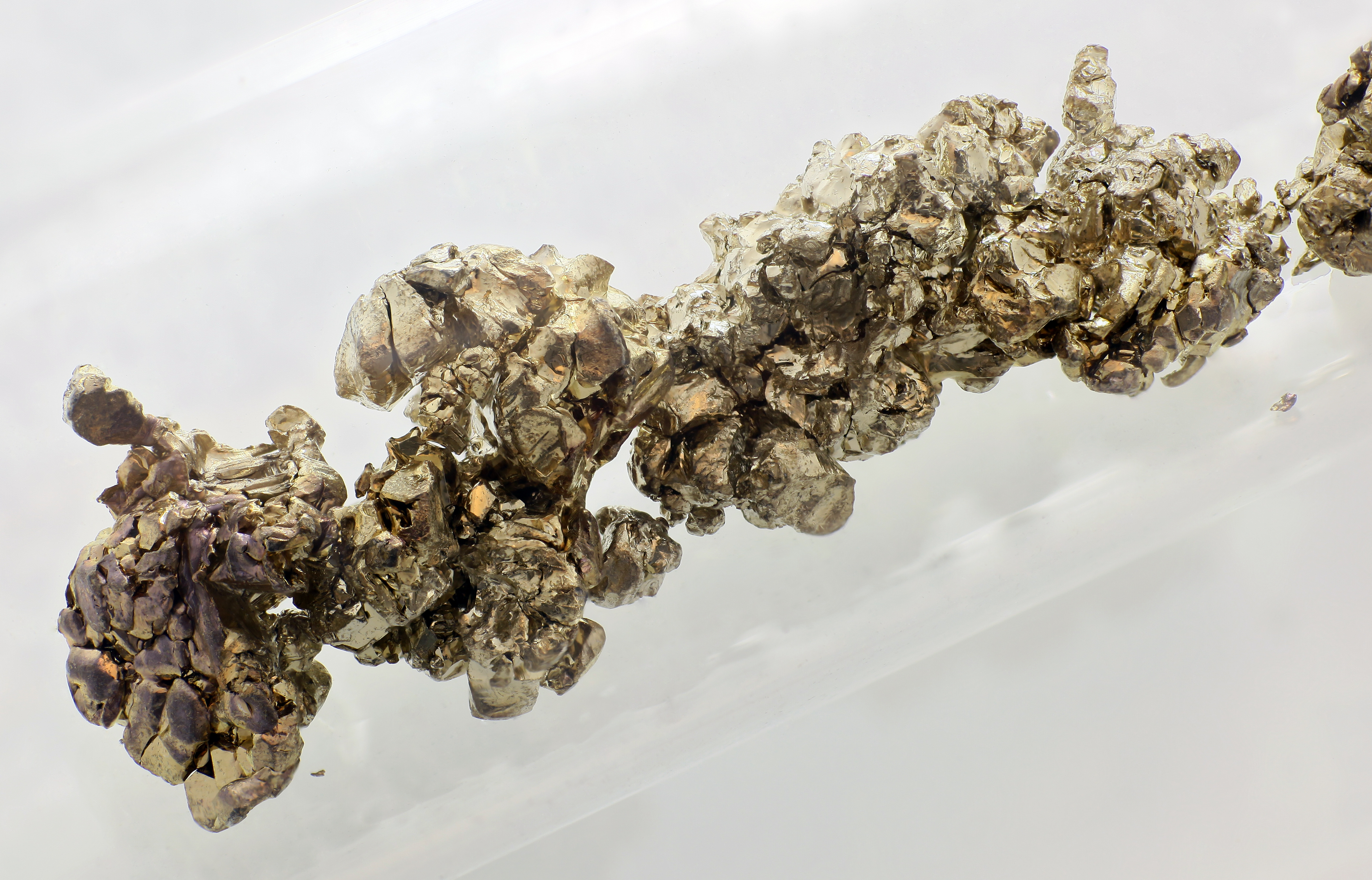
(38) Strontium
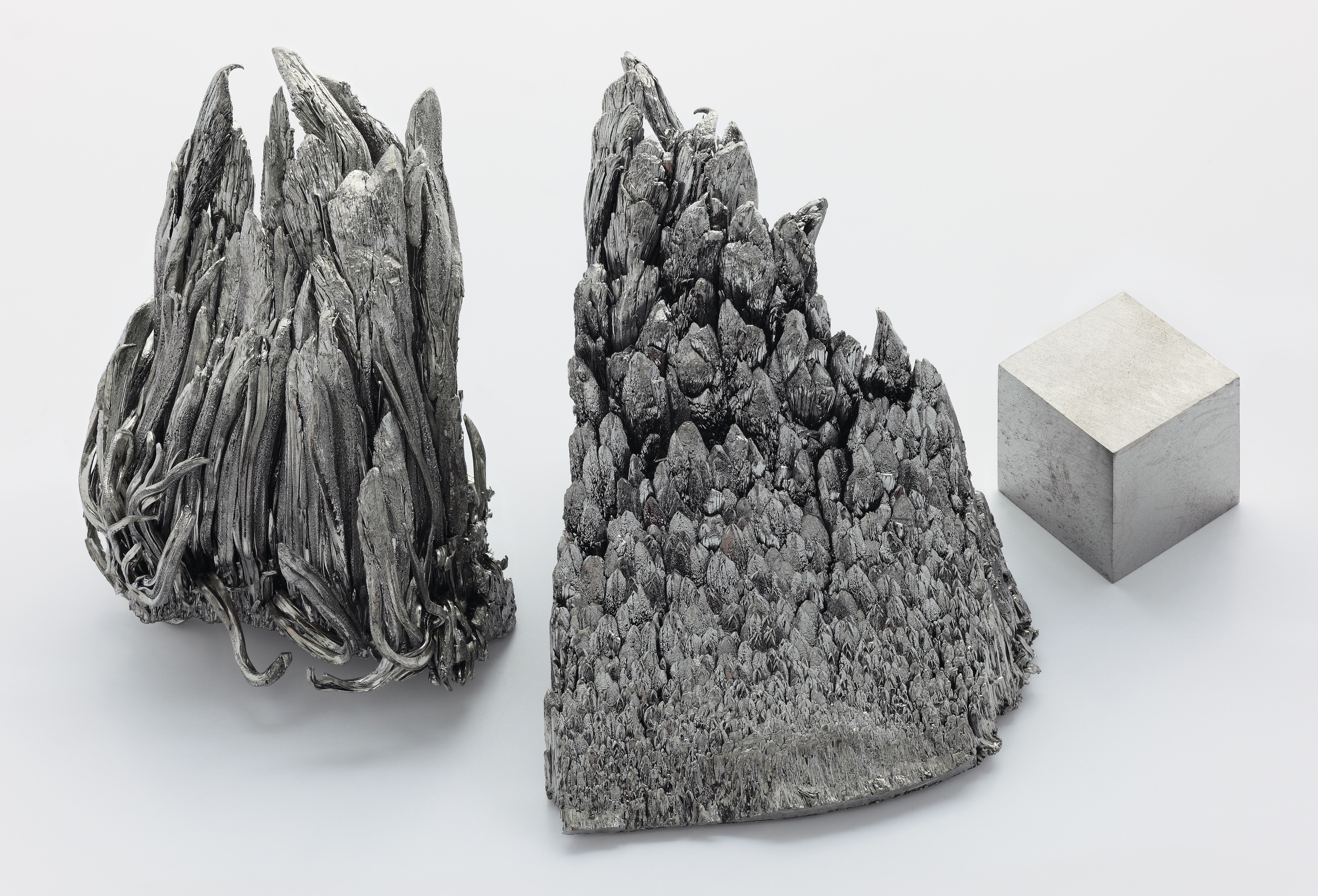
(39) Yttrium
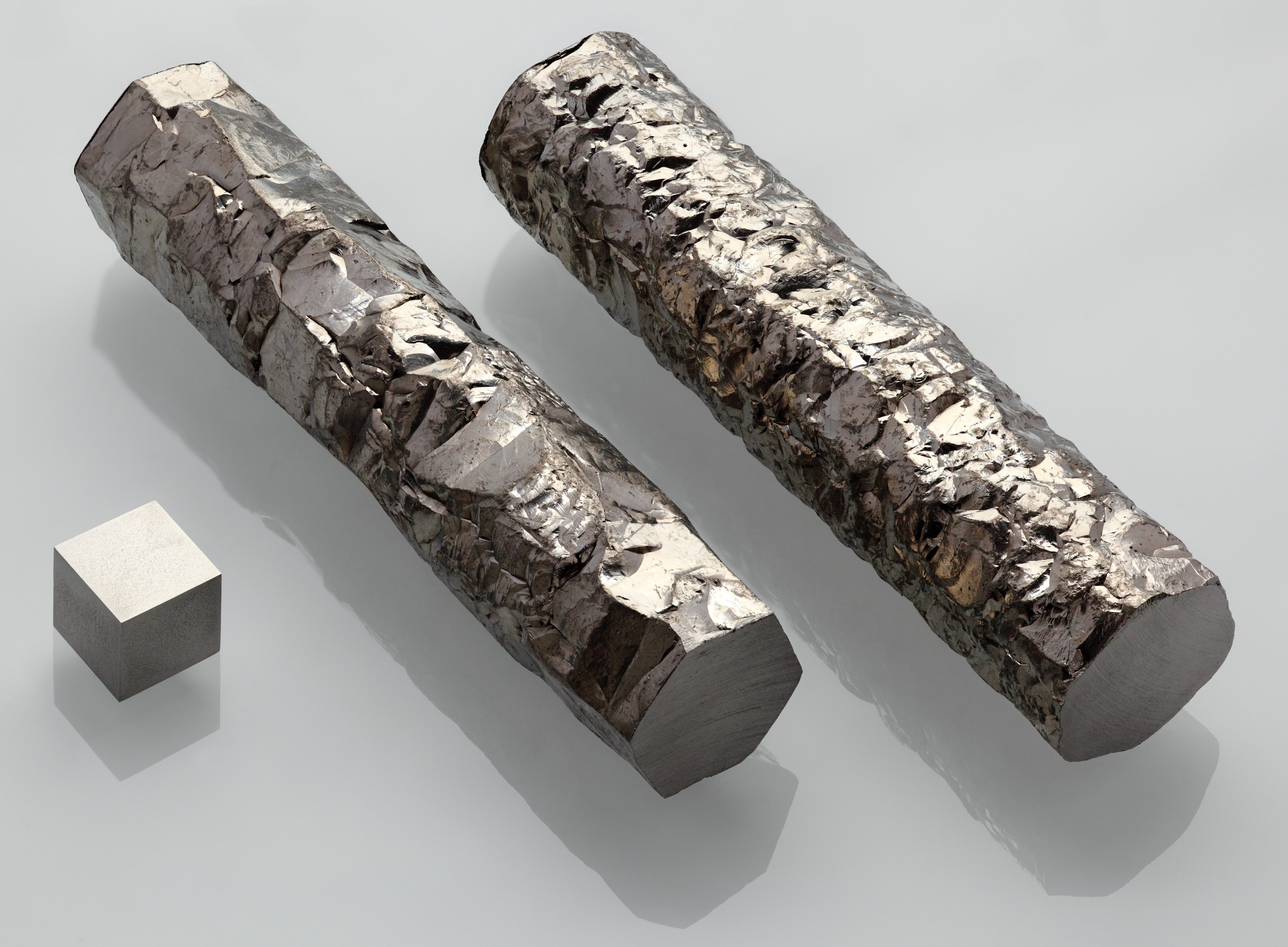
(40) Zirconium
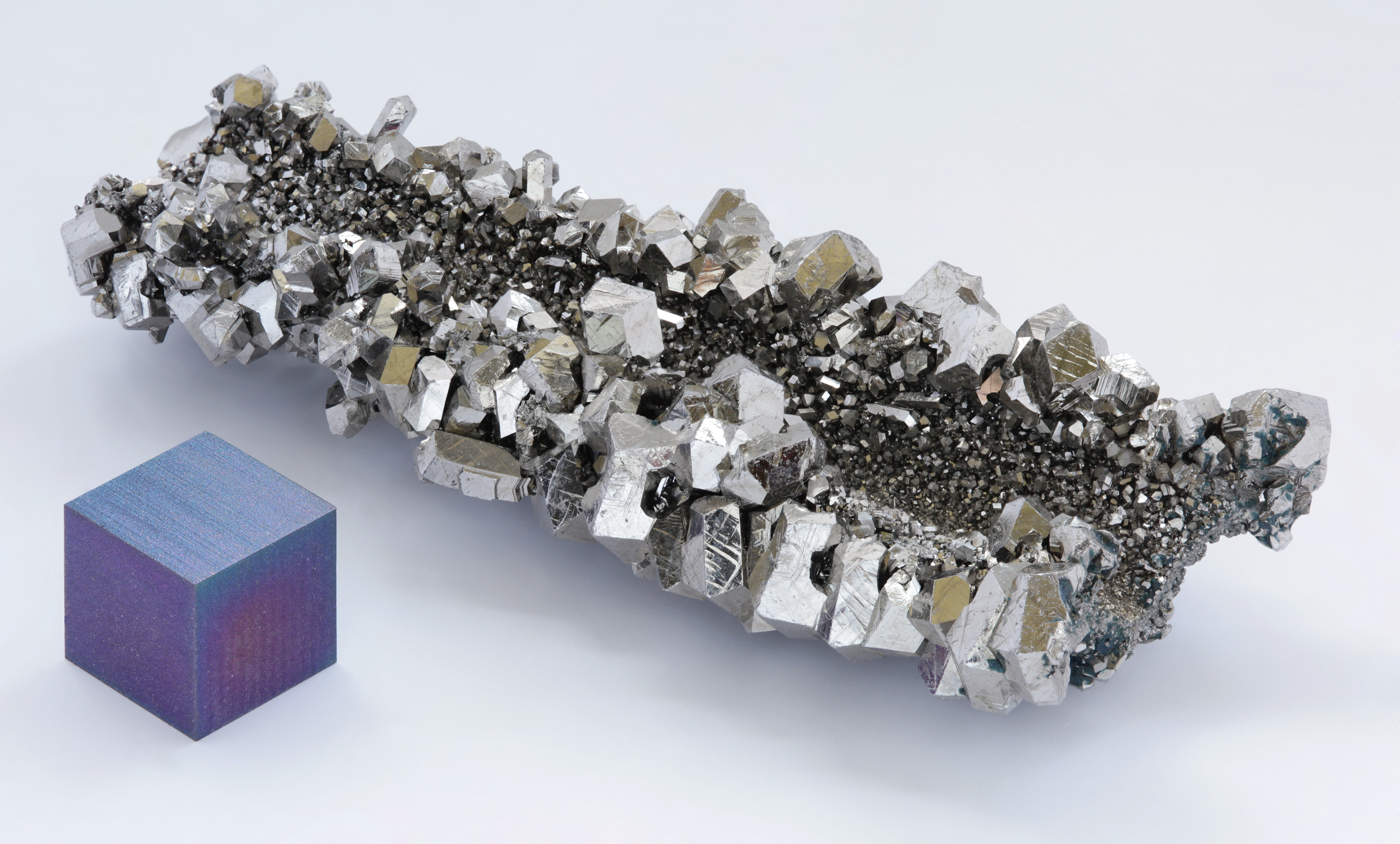
(41) Niob
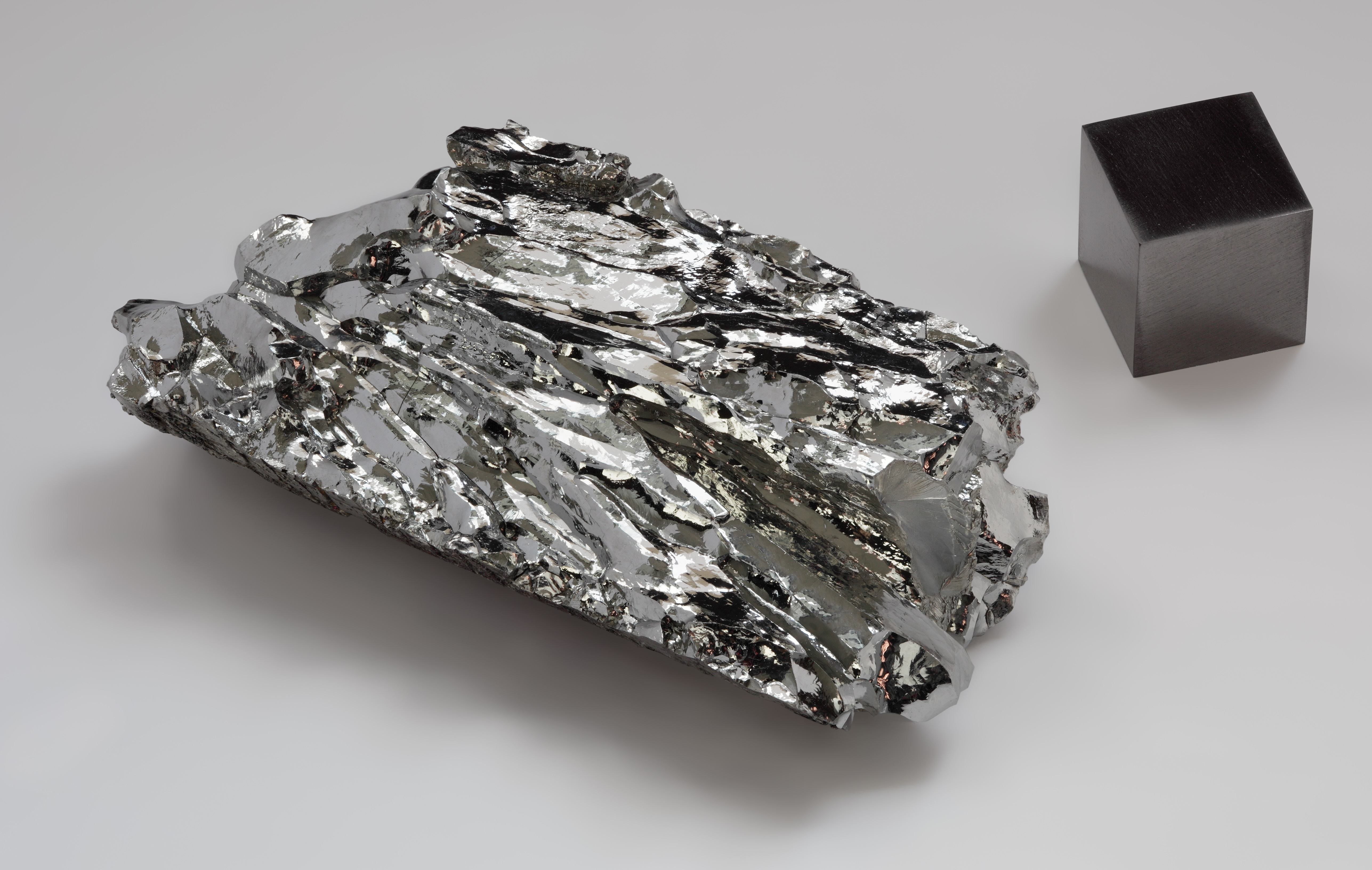
(42) Molybdän
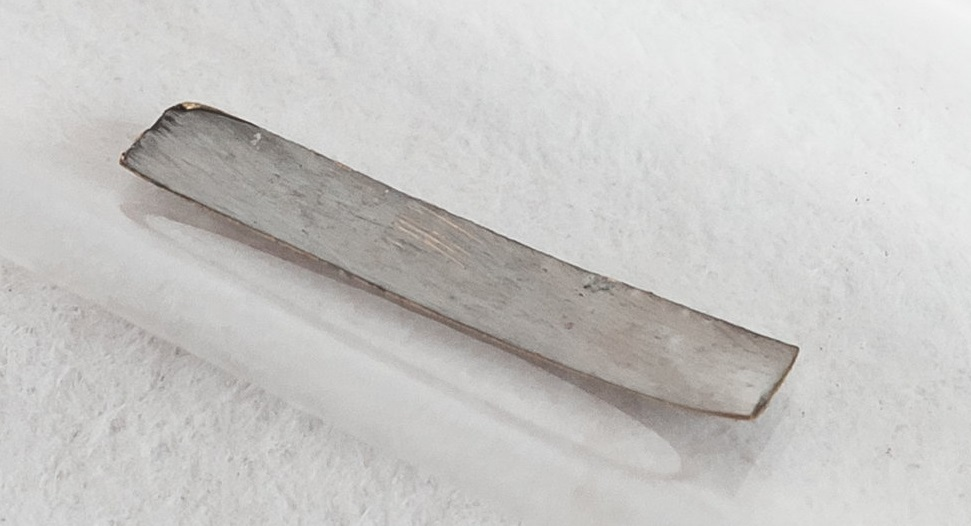
(43) Technetium
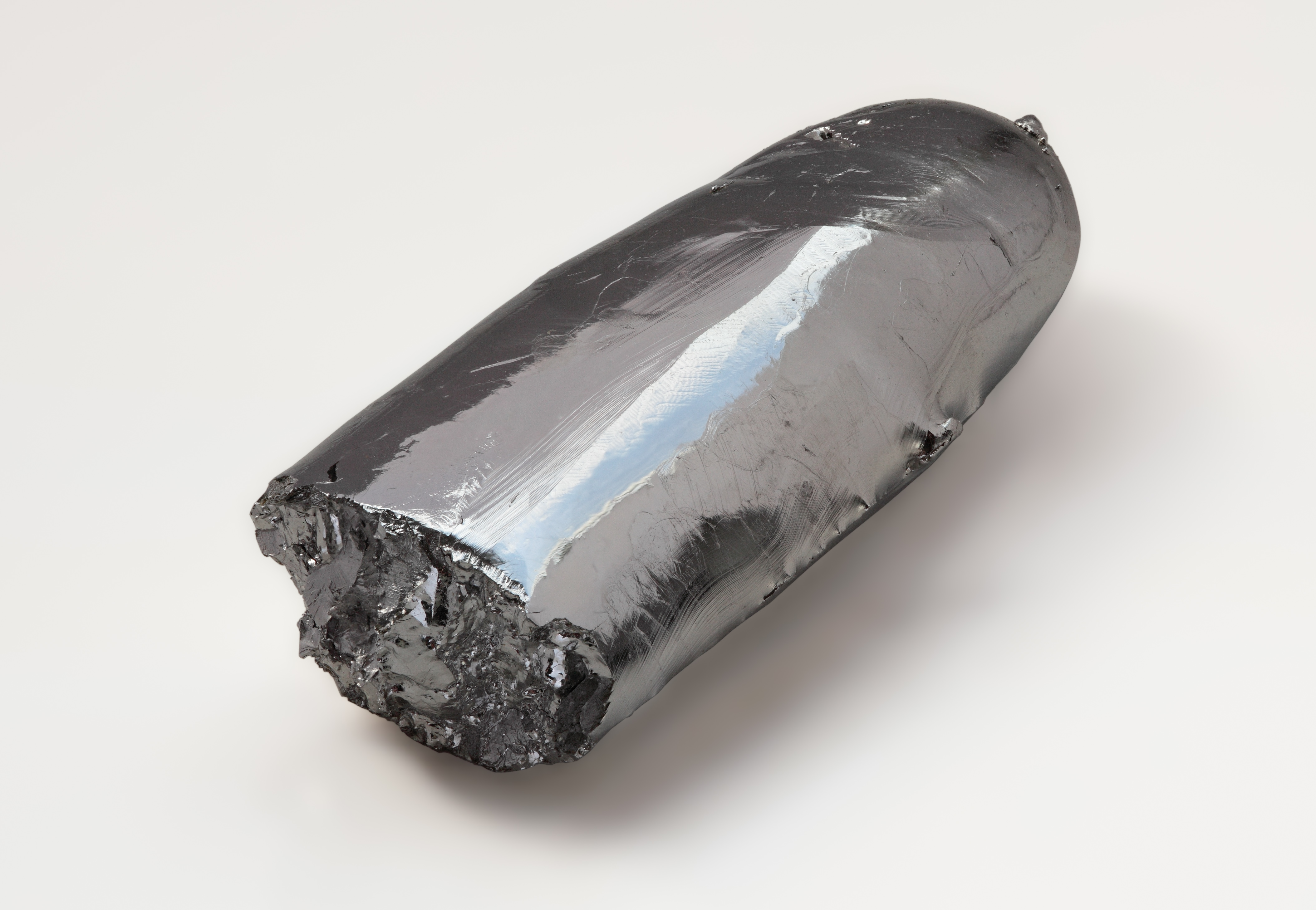
(44) Ruthenium
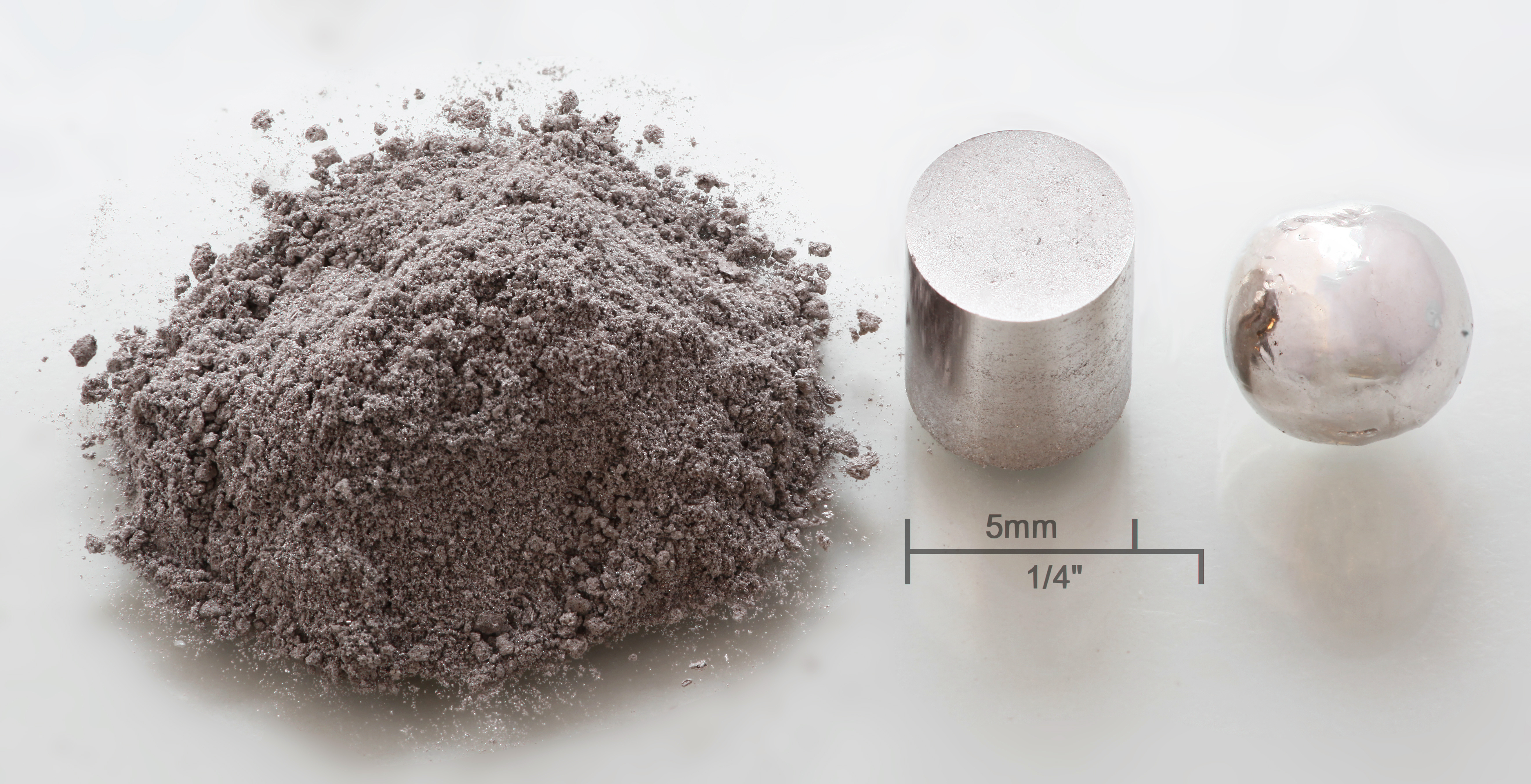
(45) Rhodium
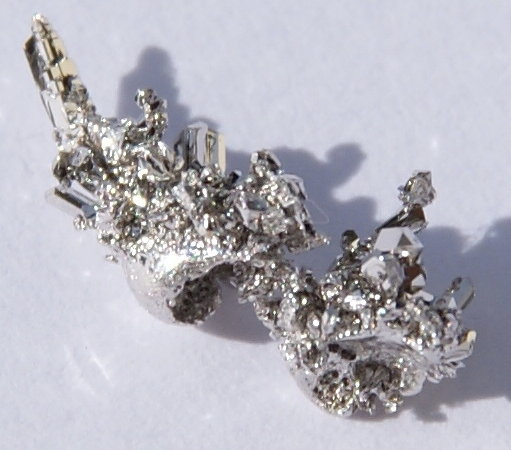
(46) Palladium
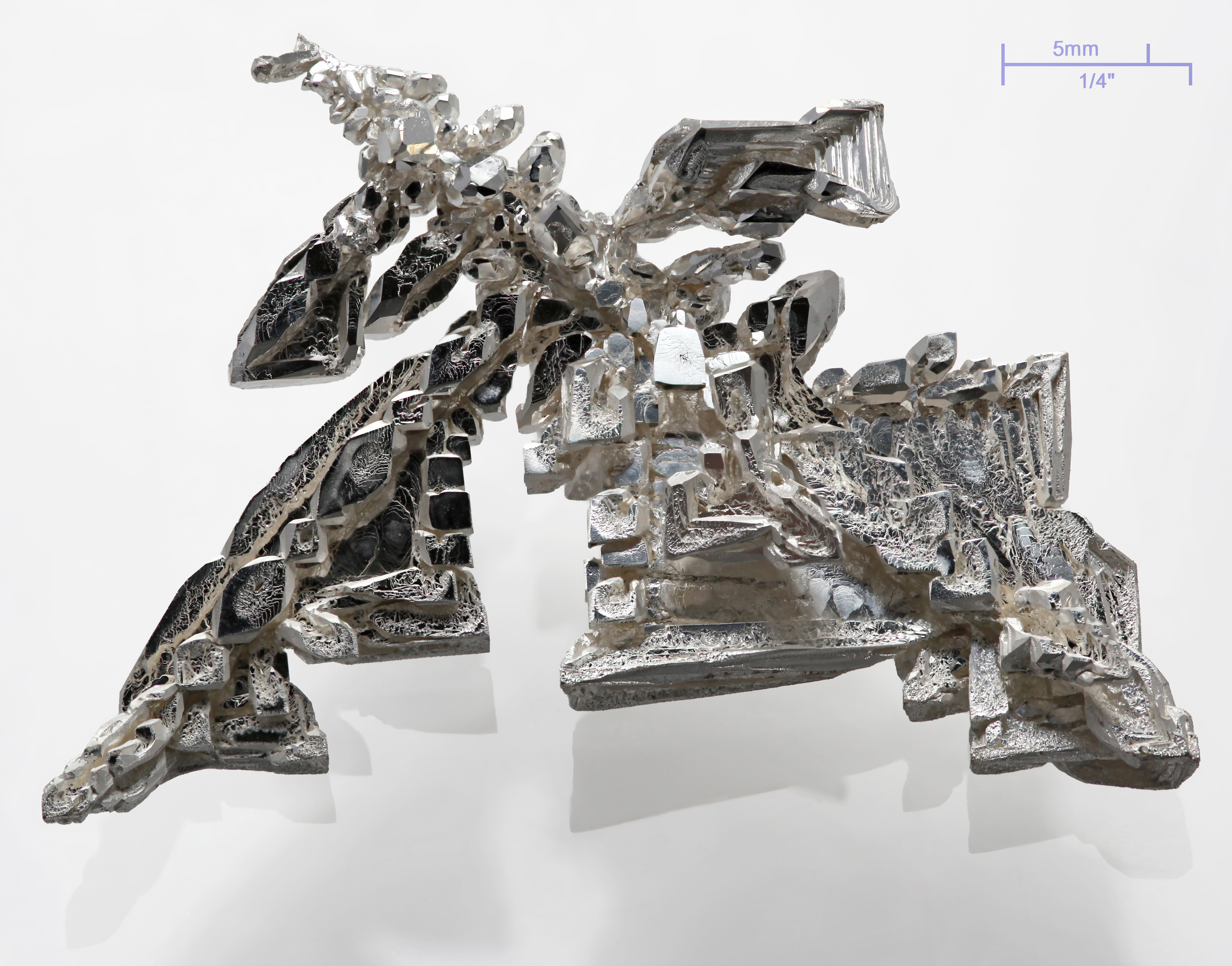
(47) Silber
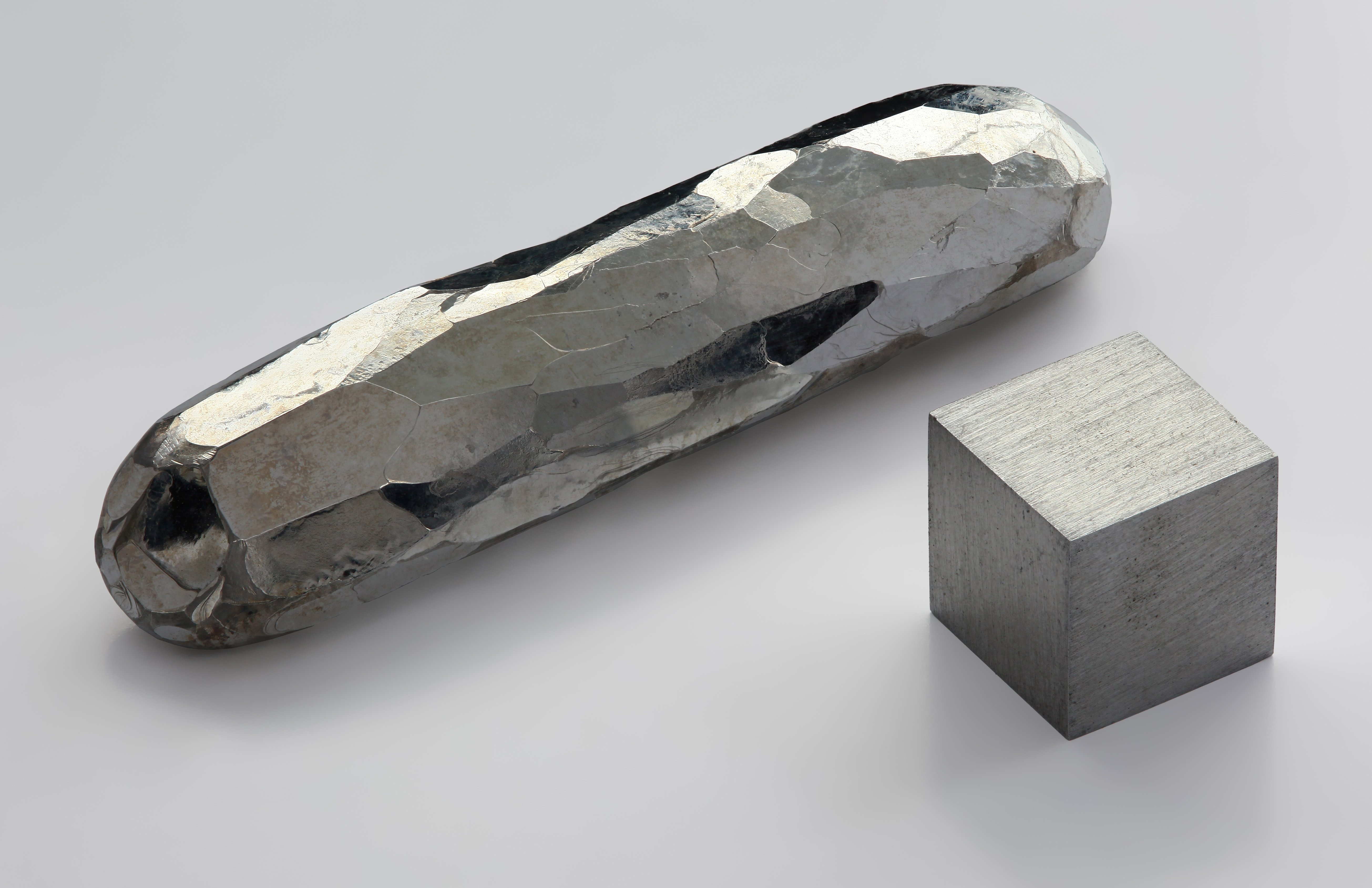
(48) Cadmium
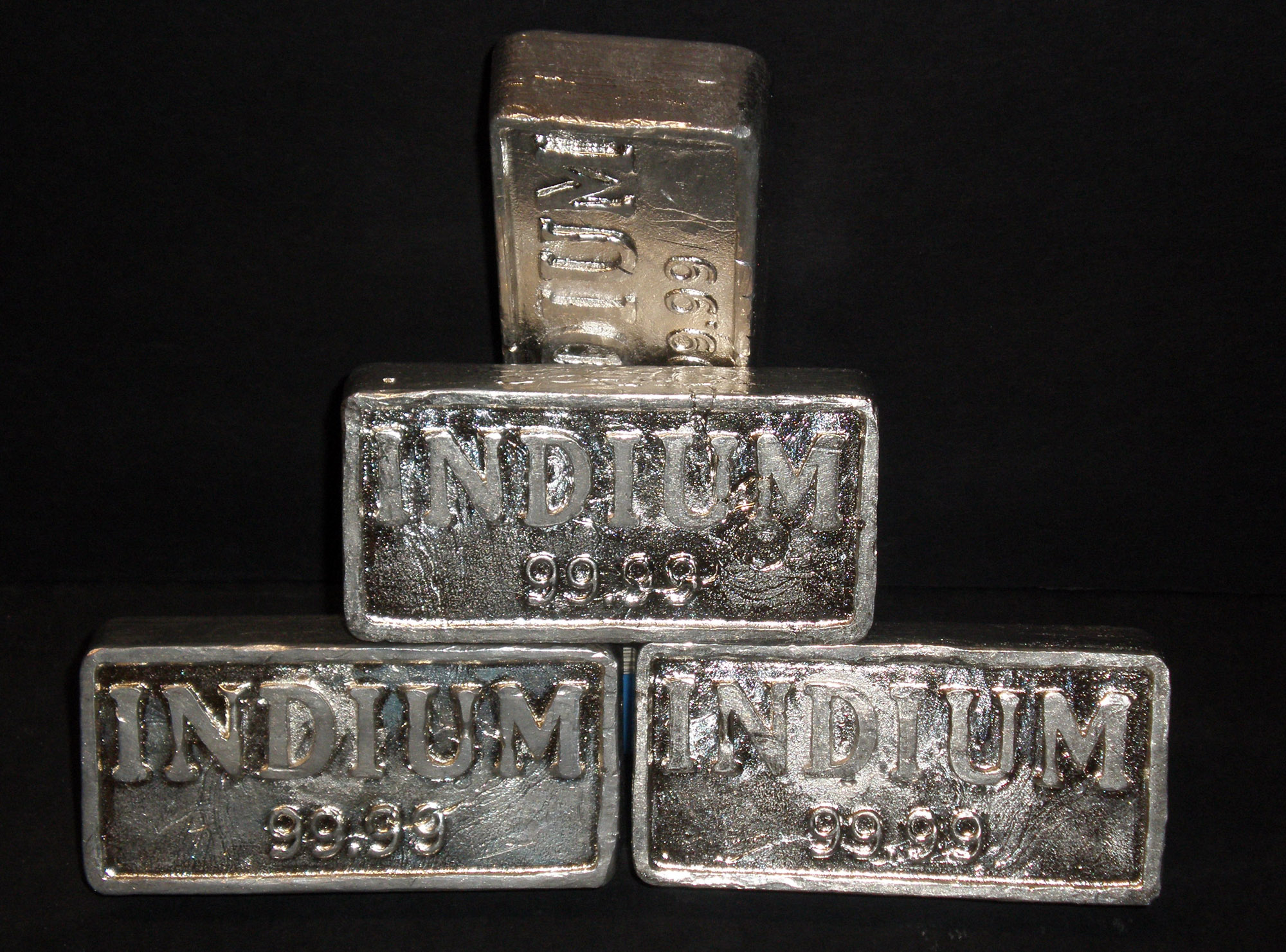
(49) Indium
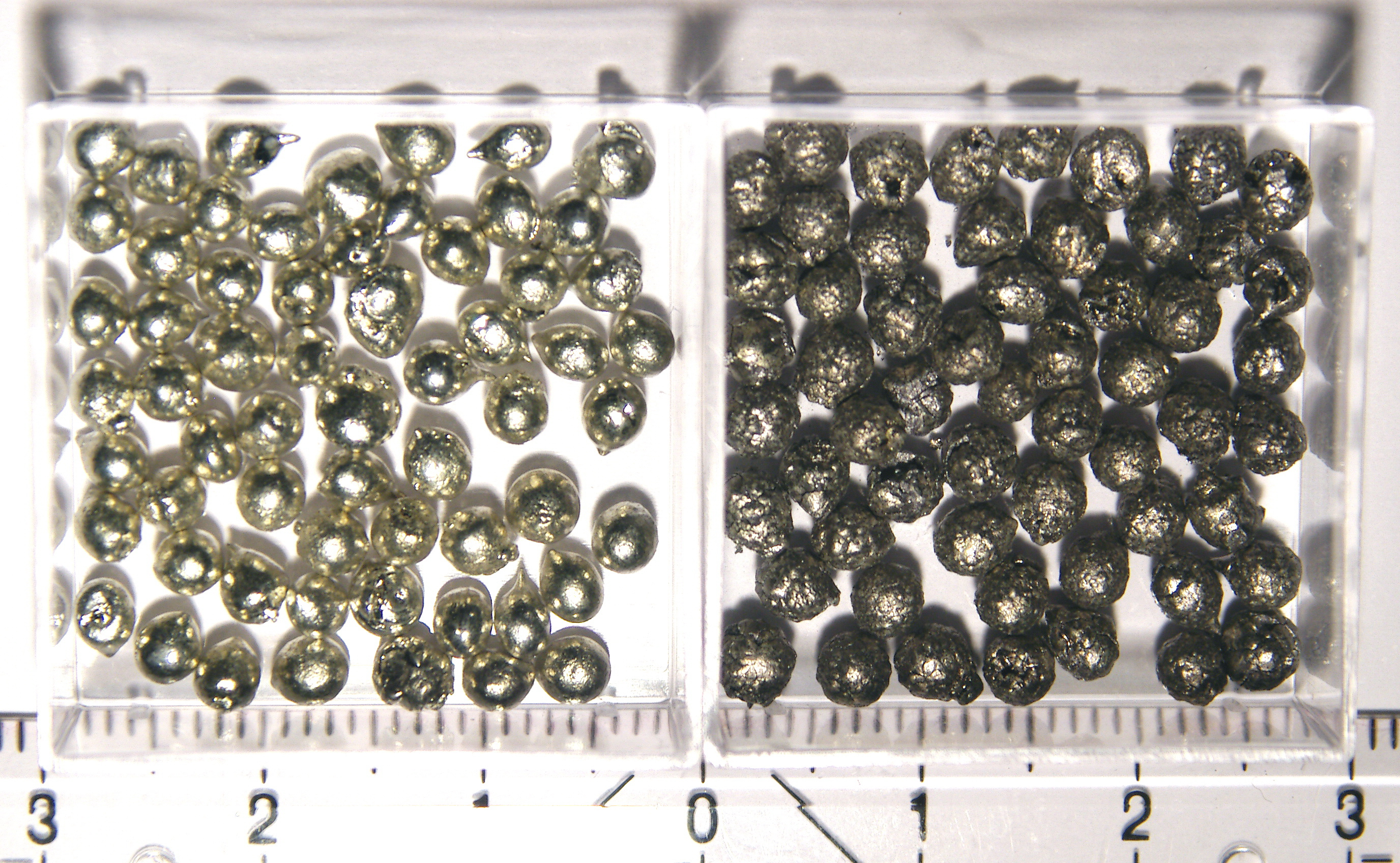
(50) Zinn
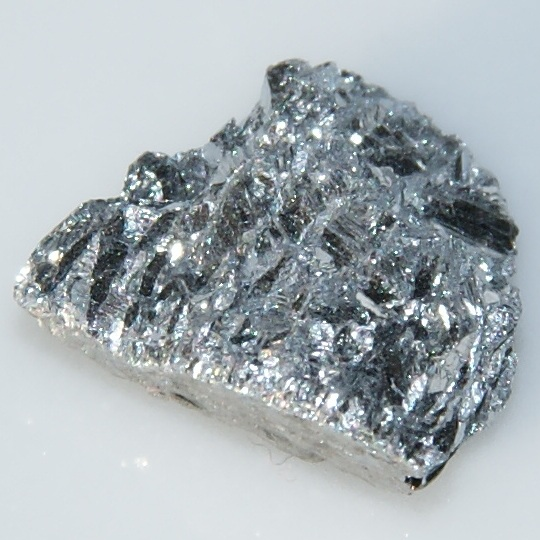
(51) Antimon
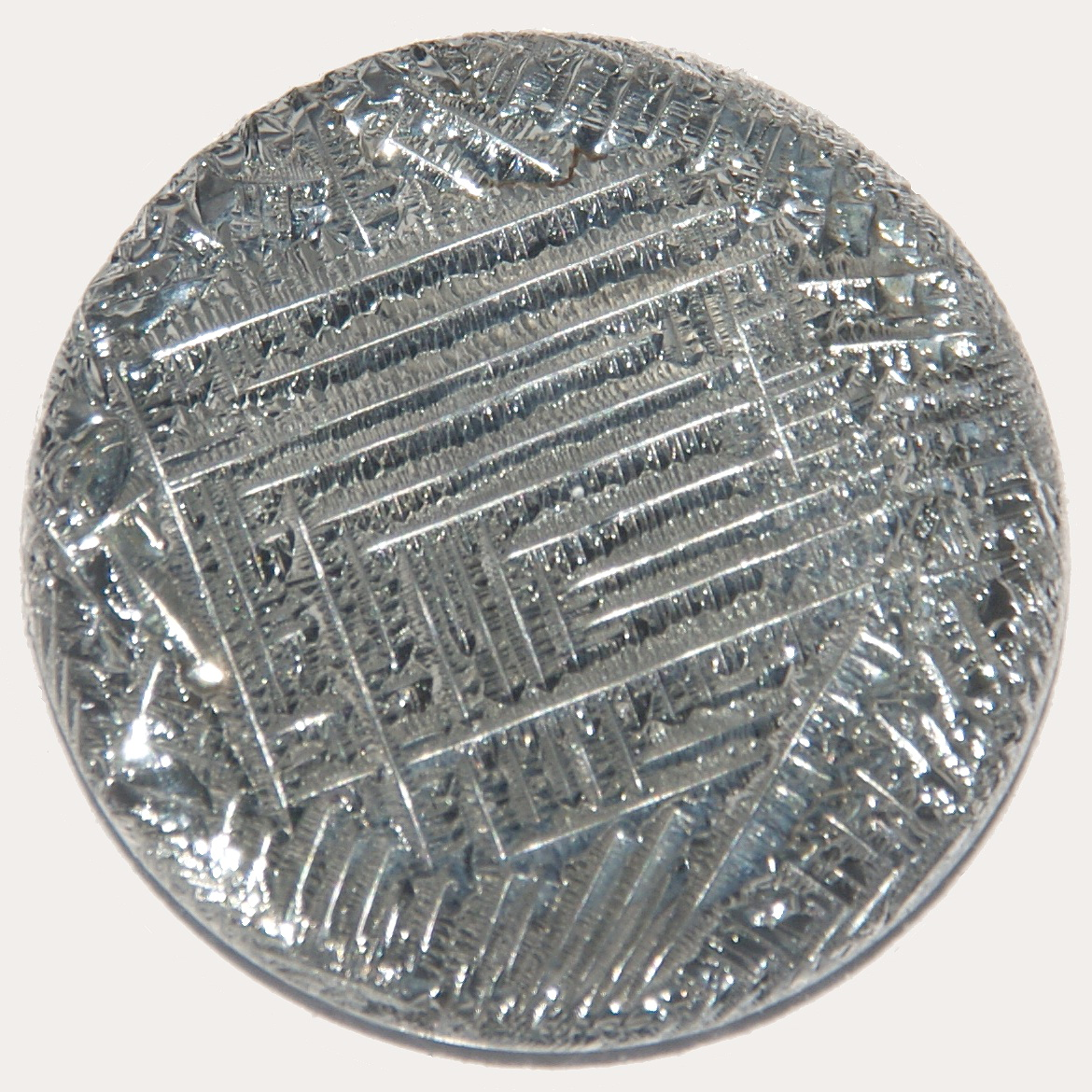
(52) Tellur
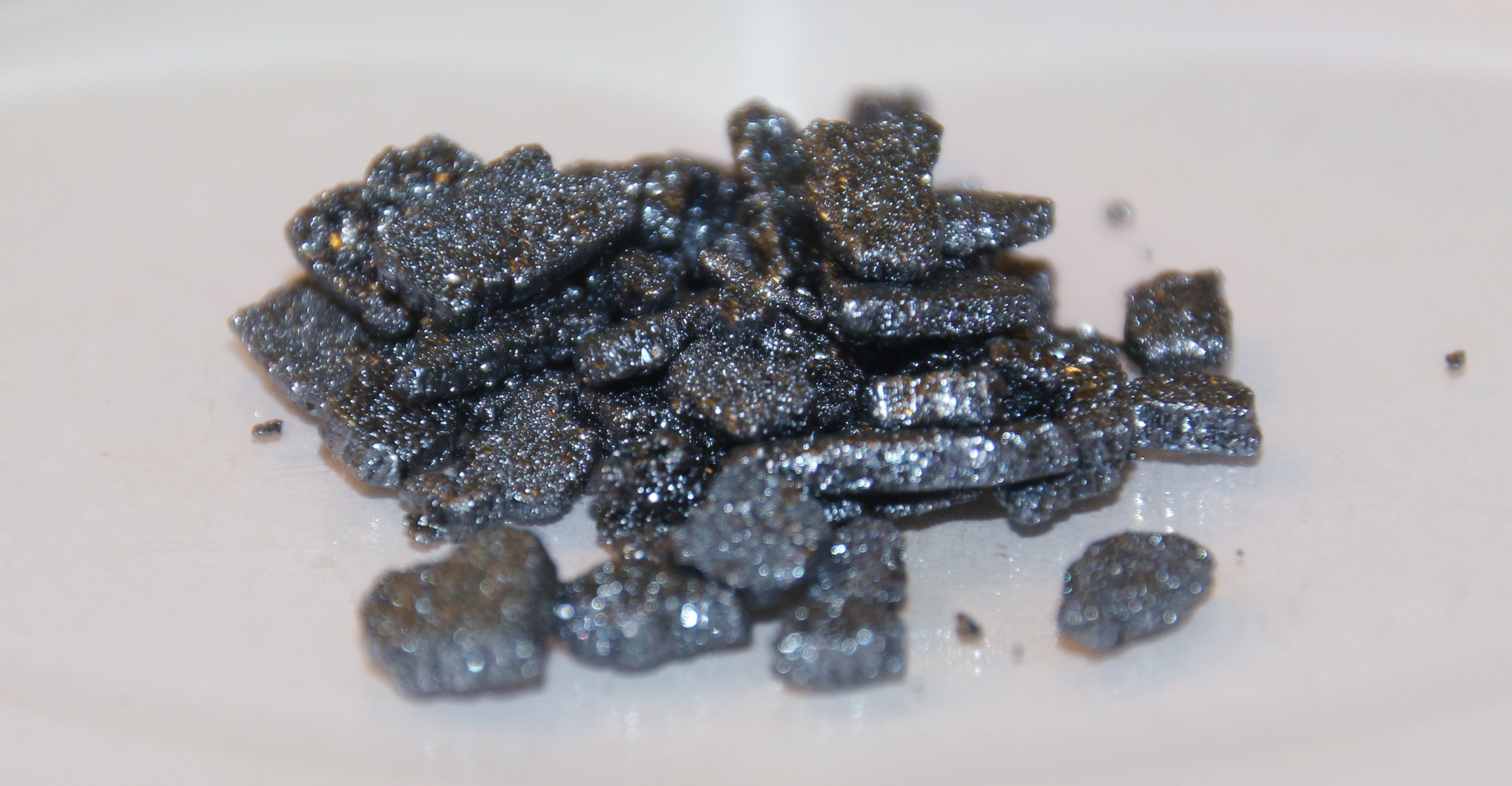
(53) Iod
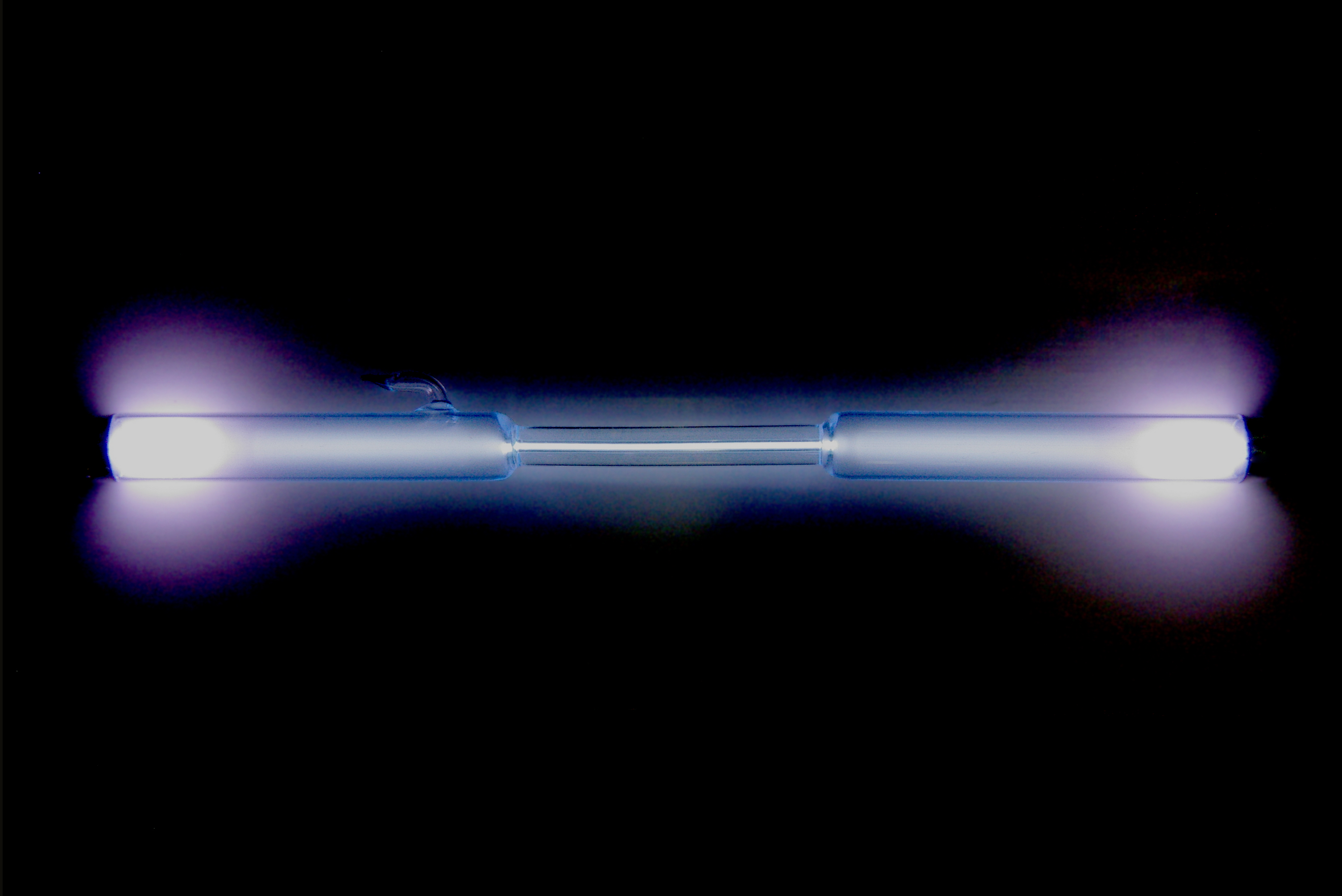
(54) Xenon

### Chemische Elemente der sechsten Periode

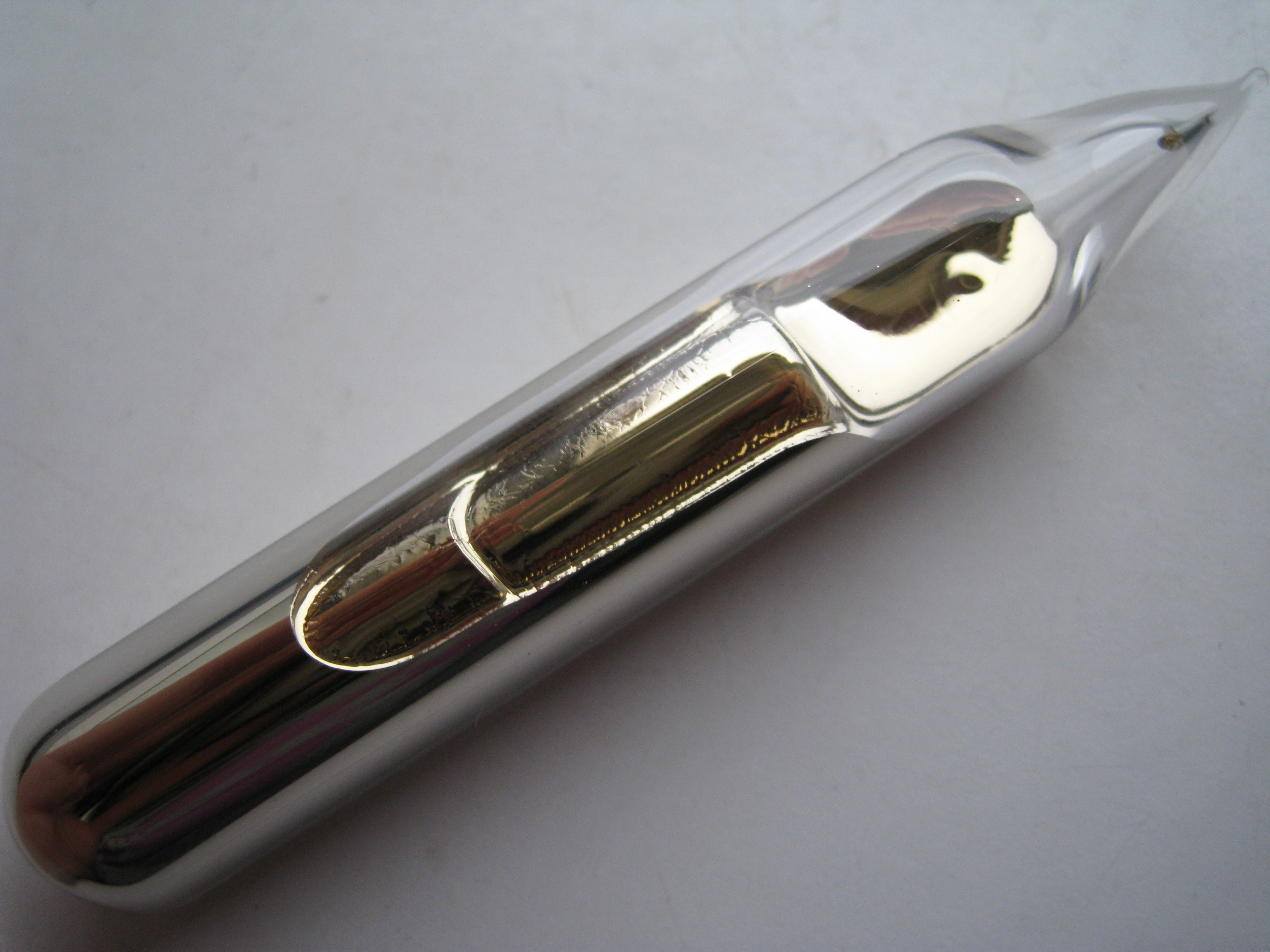
(55) Caesium
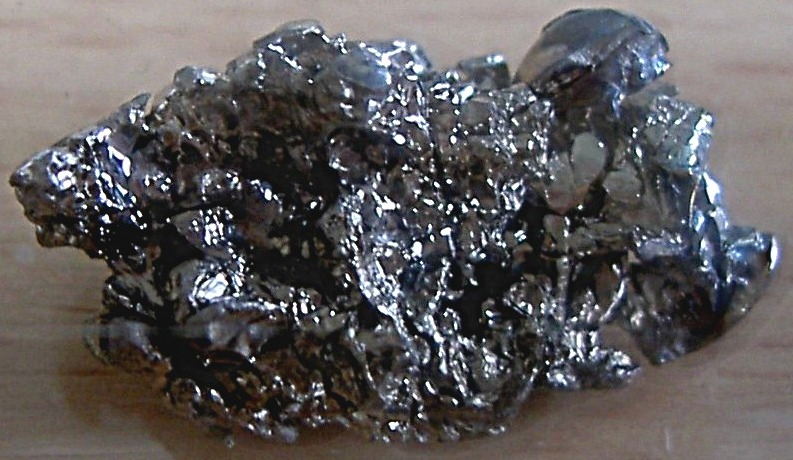
(56) Barium
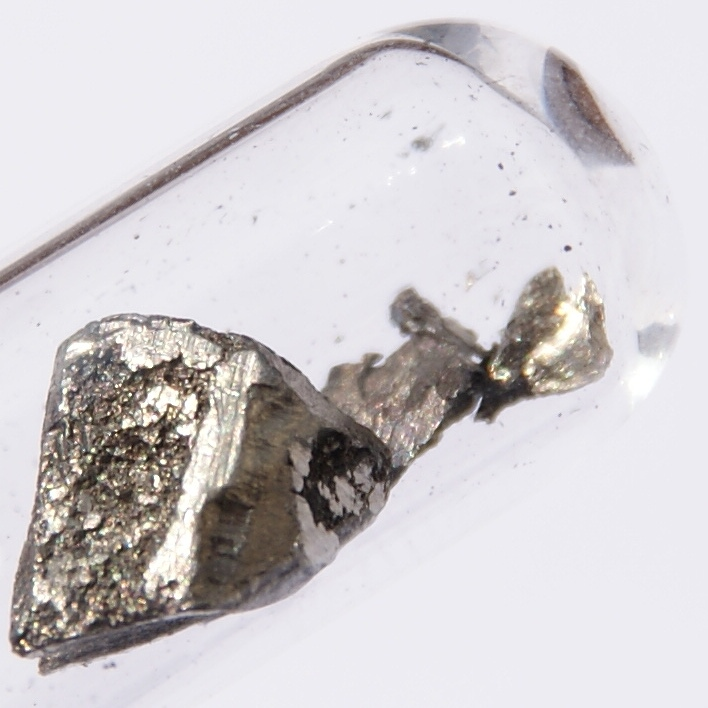
(57) Lanthan
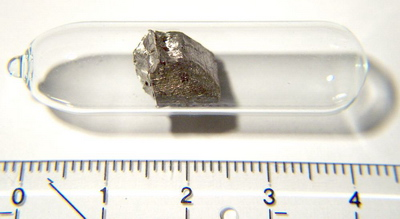
(58) Cer
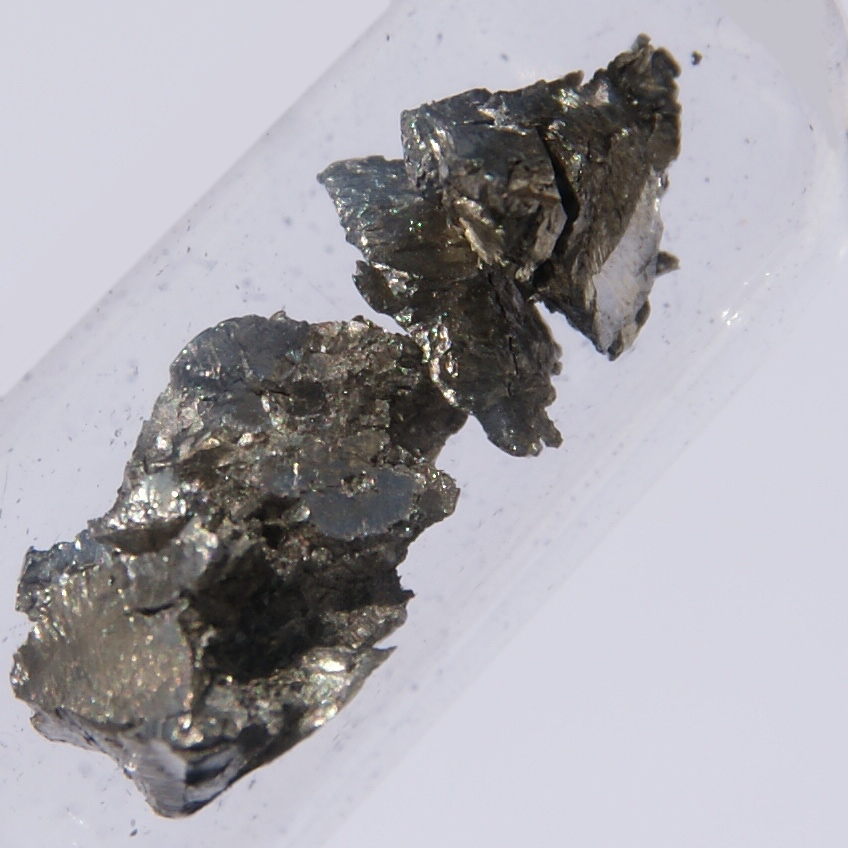
(59) Praseodym
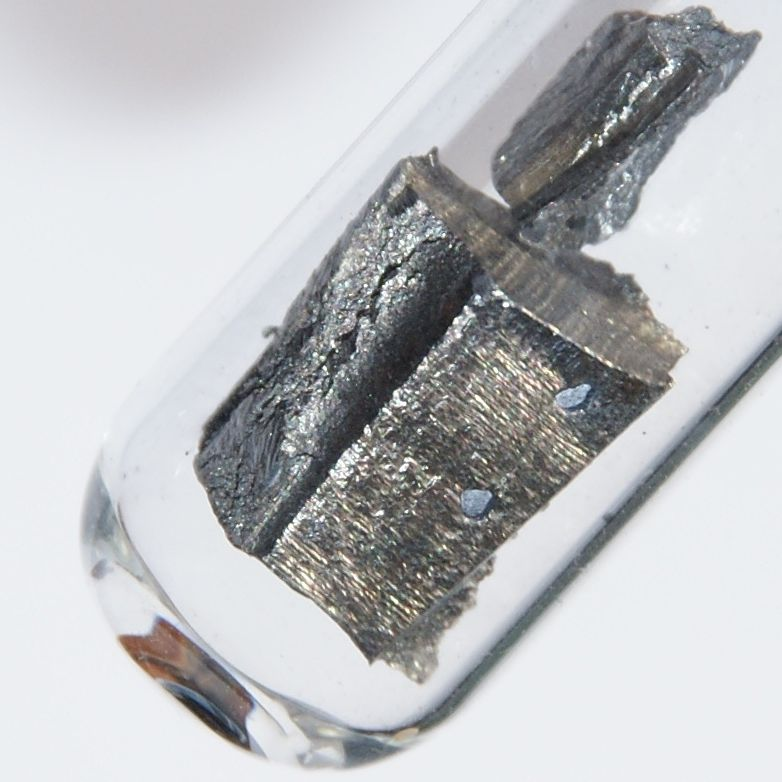
(60) Neodym
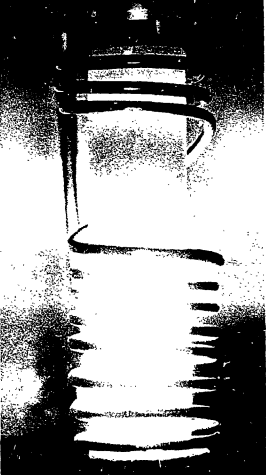
61) Promethium
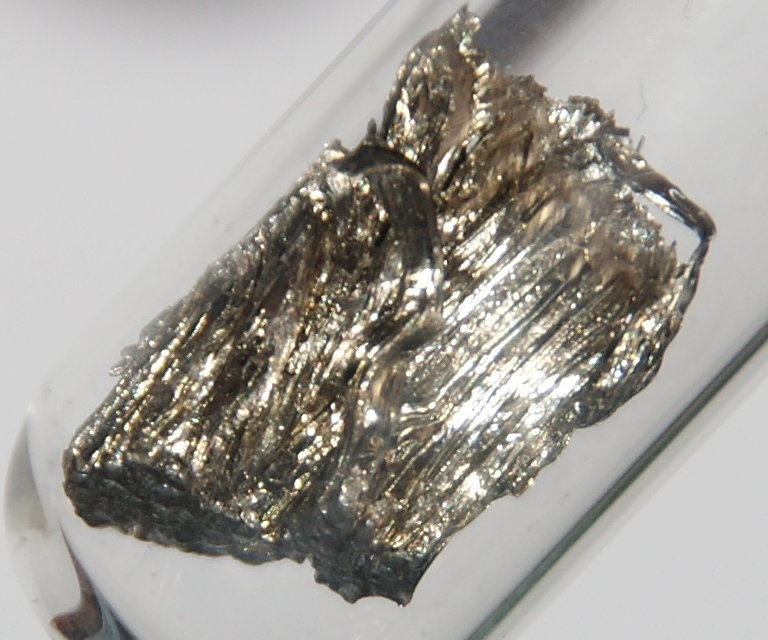
(62) Samarium
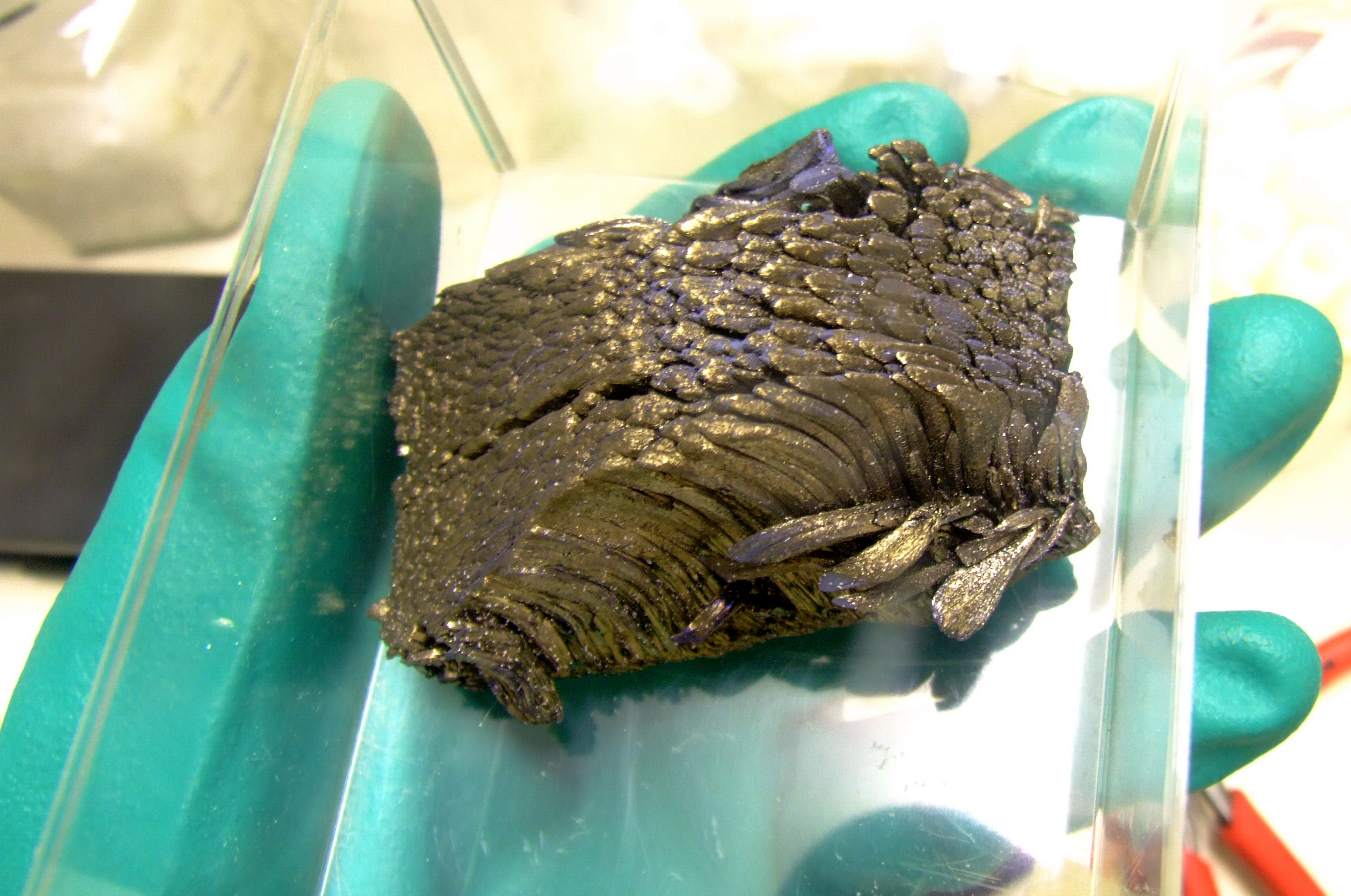
(63) Europium
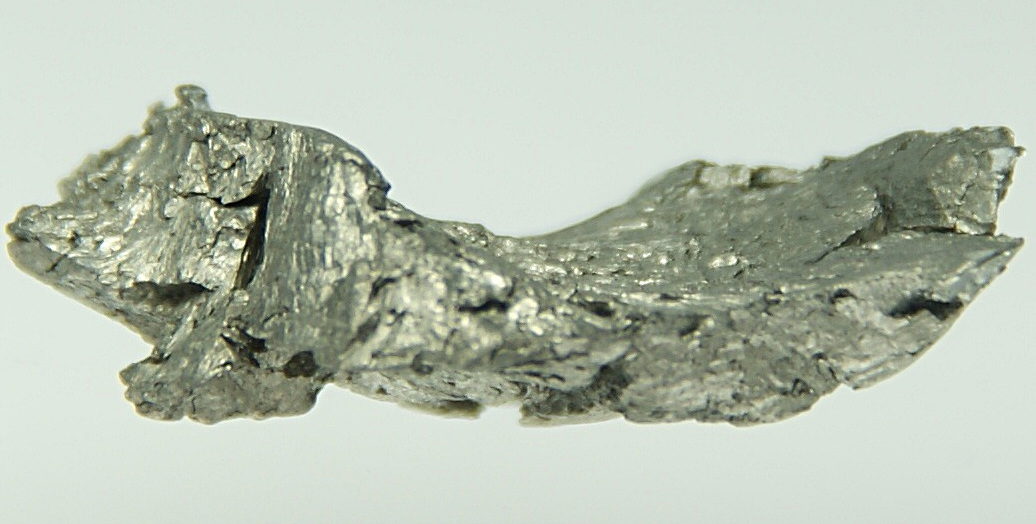
(64) Gadolinium
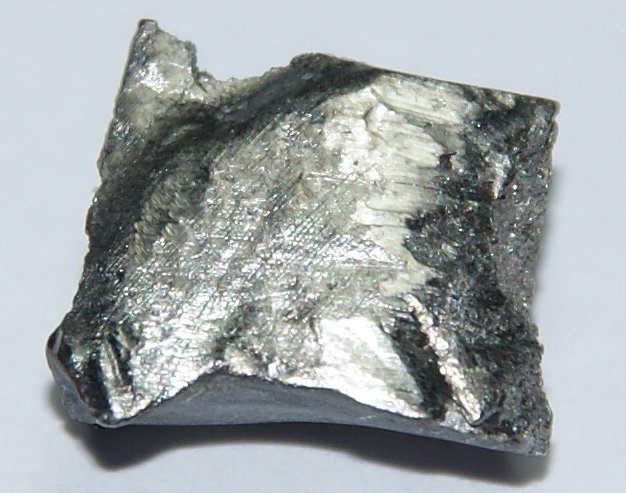
(65) Terbium
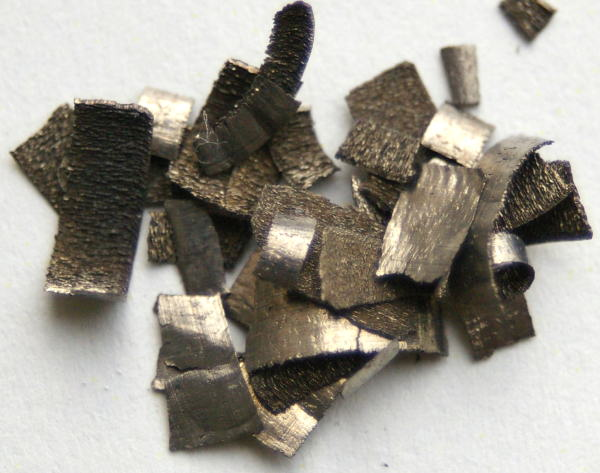
(66) Dysprosium
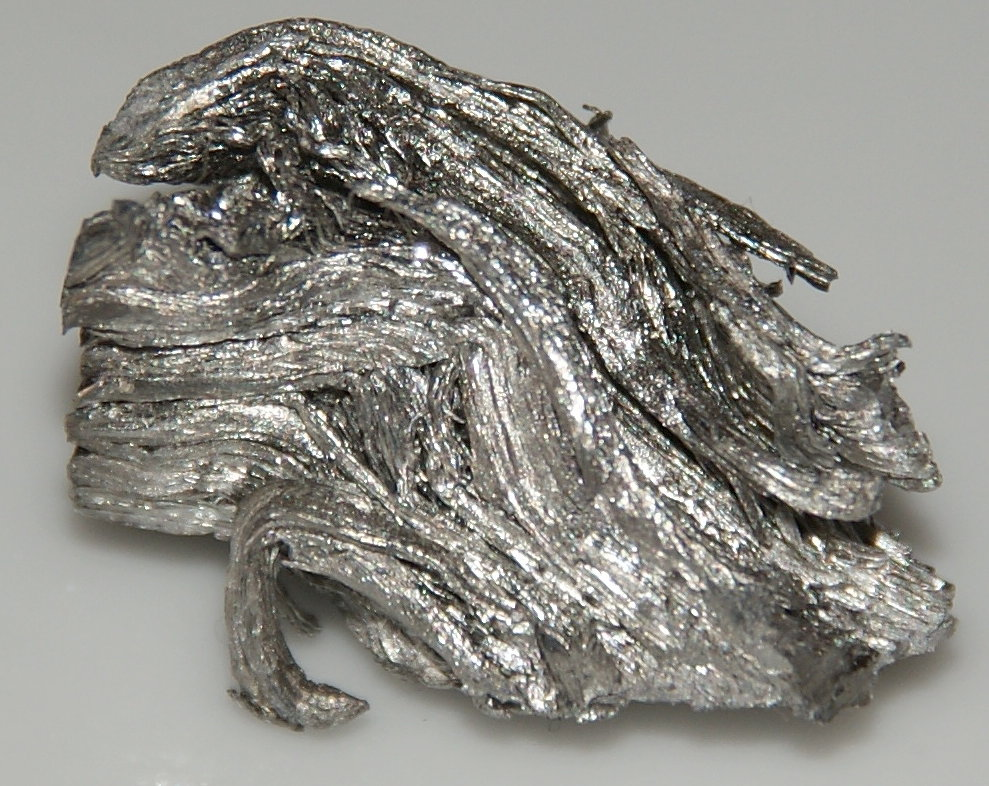
(67) Holmium
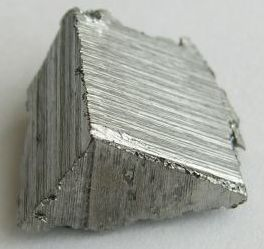
(68) Erbium
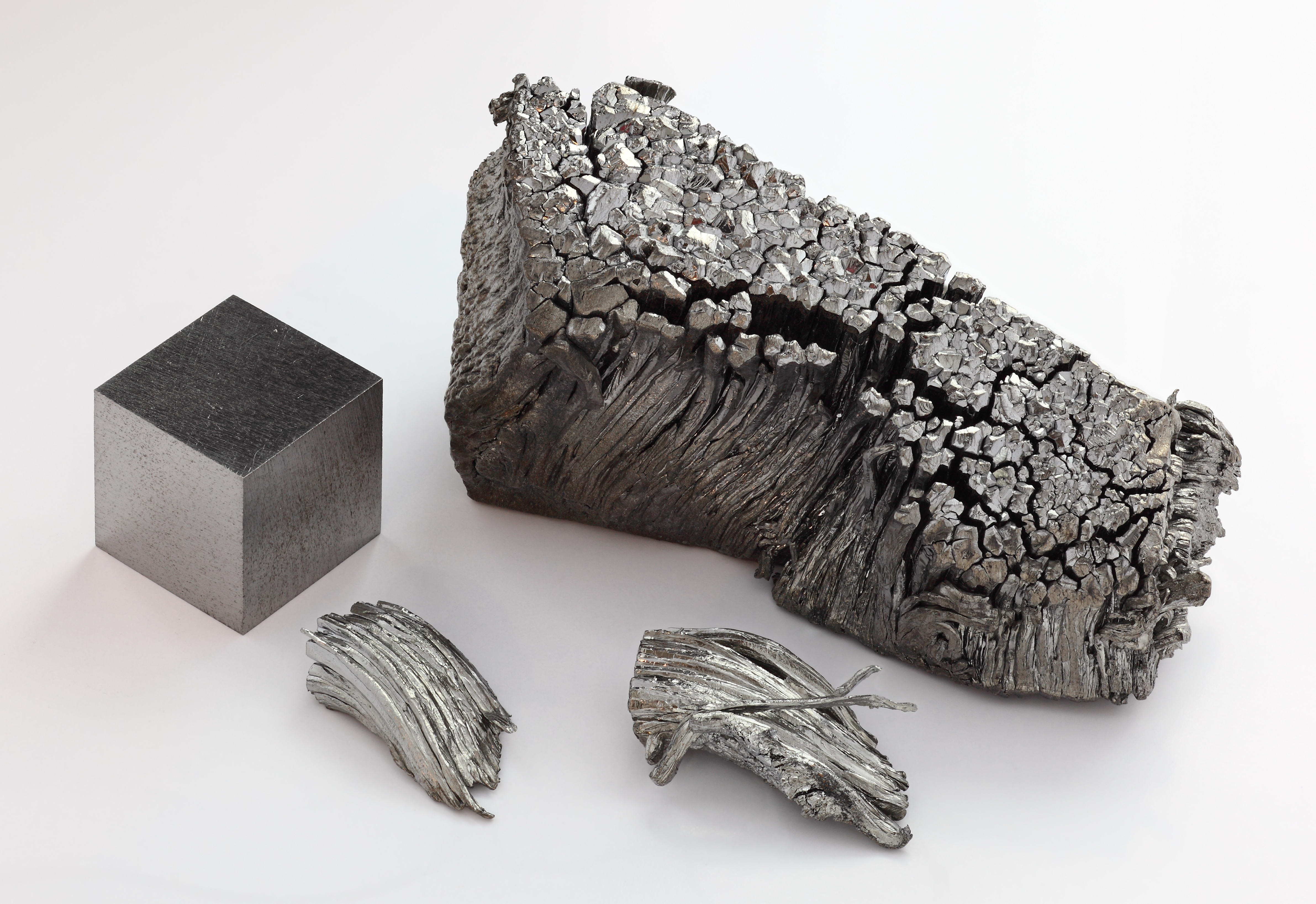
(69) Thulium
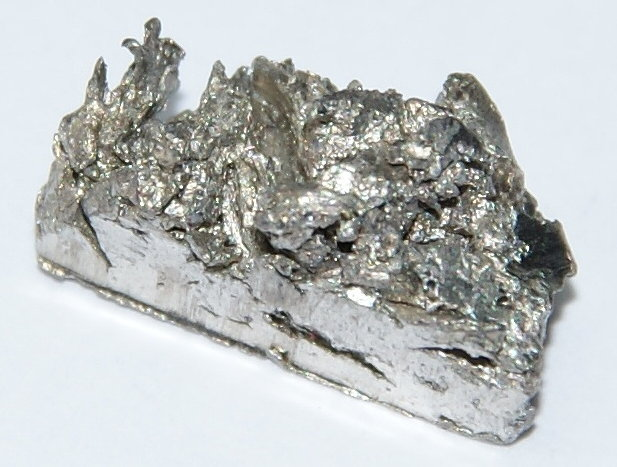
(70) Ytterbium
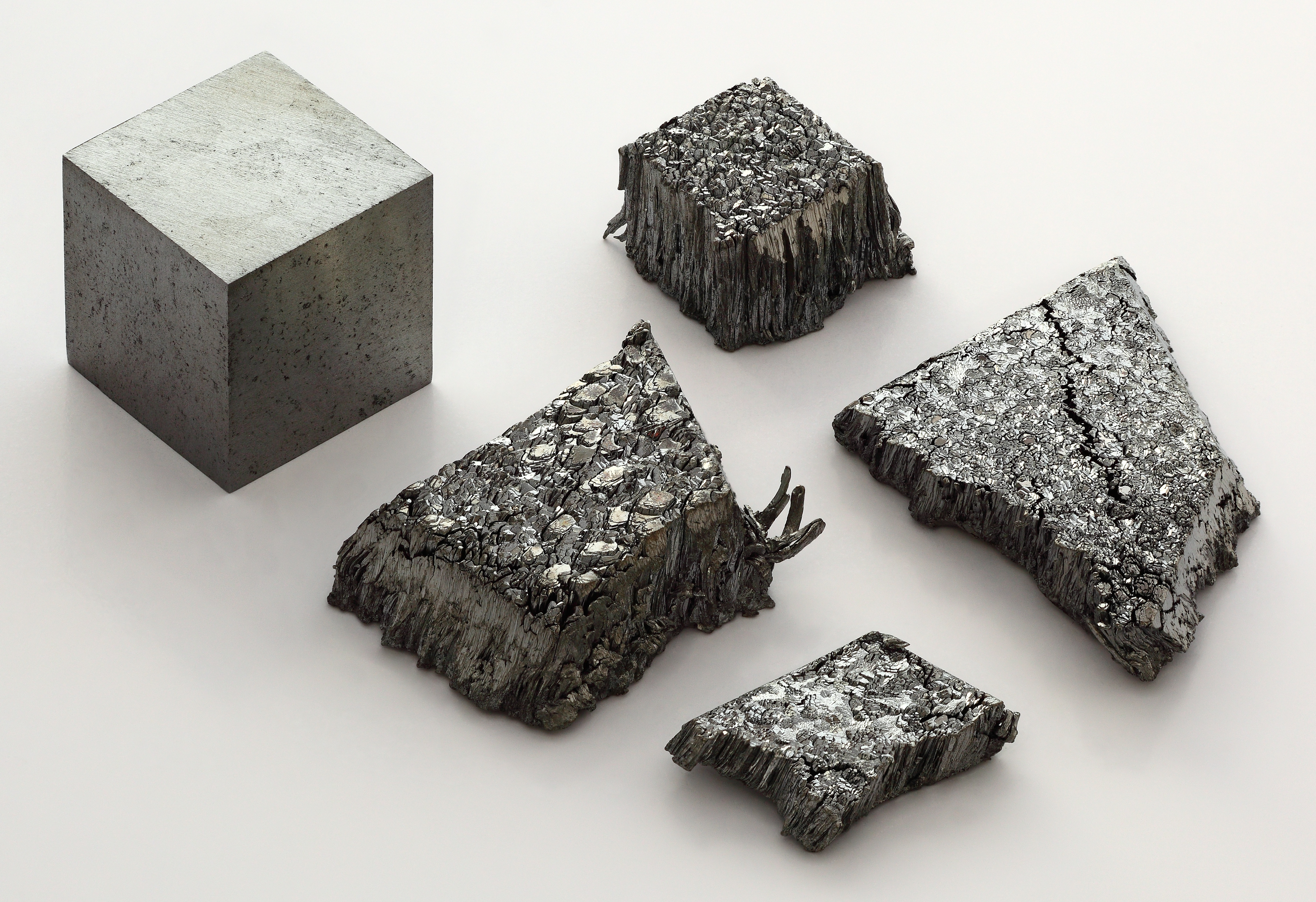
(71) Lutetium
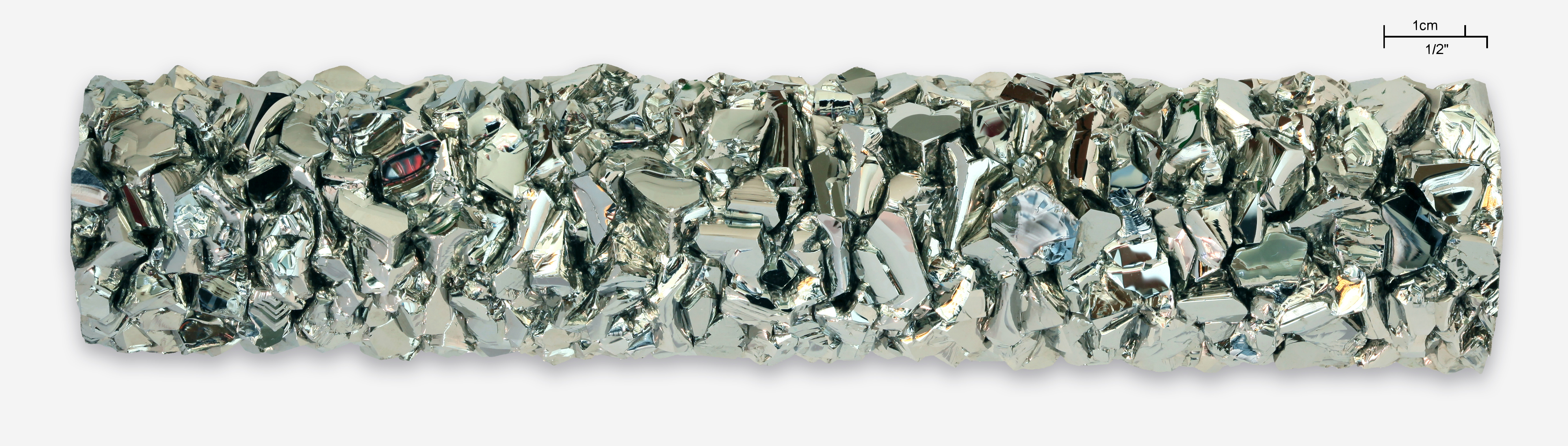
(72) Hafnium
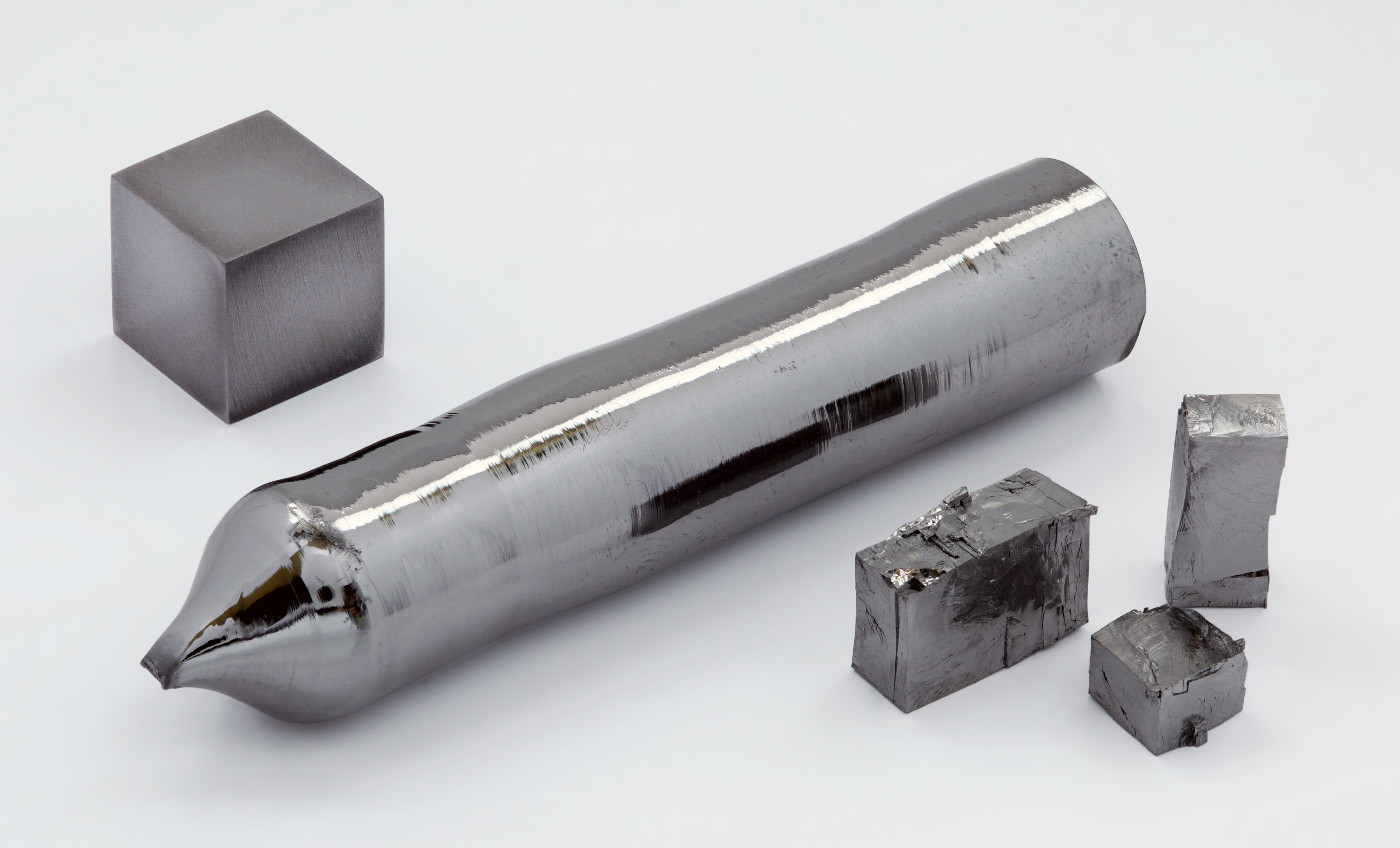
(73) Tantal
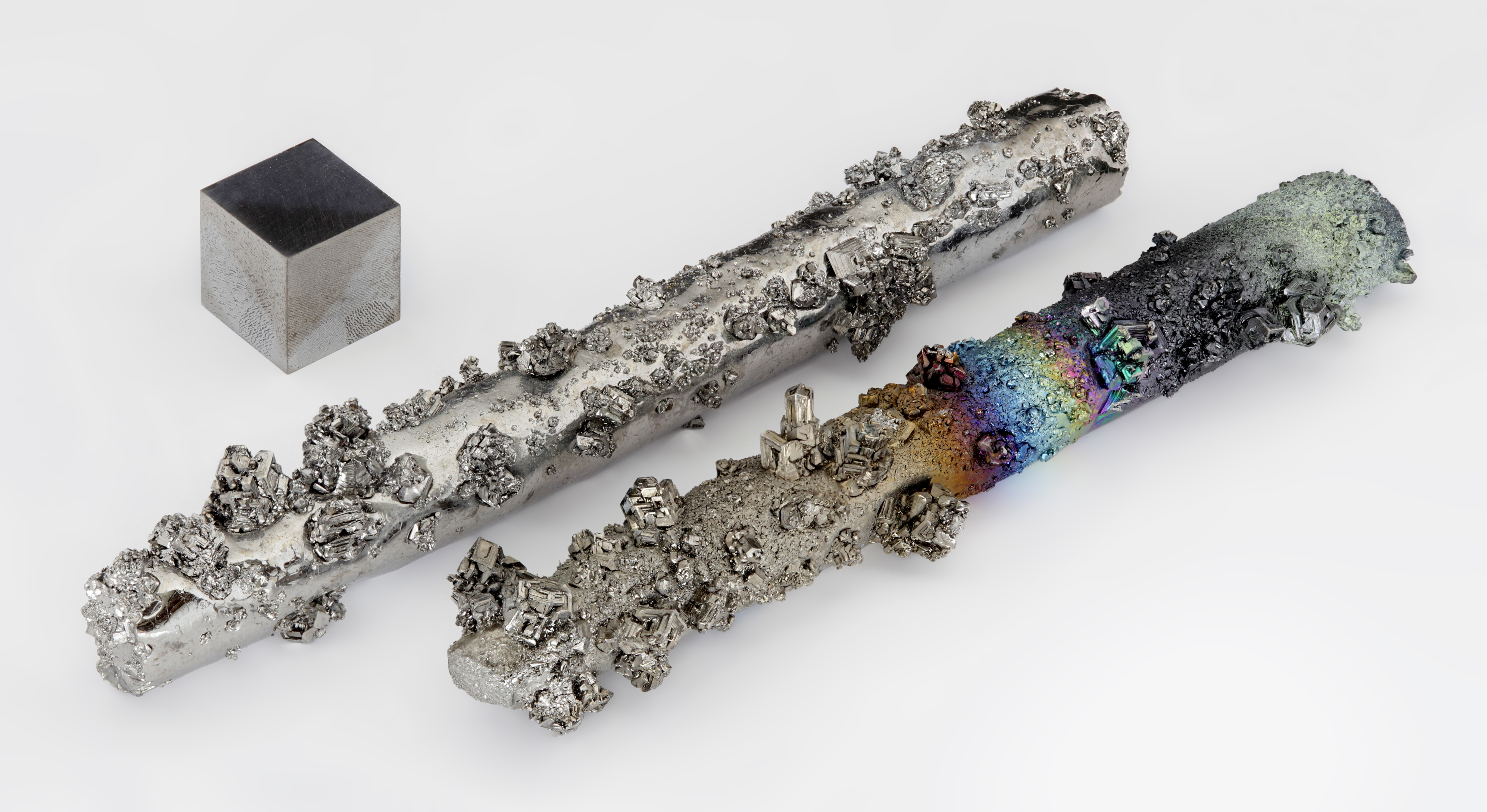
(74) Wolfram
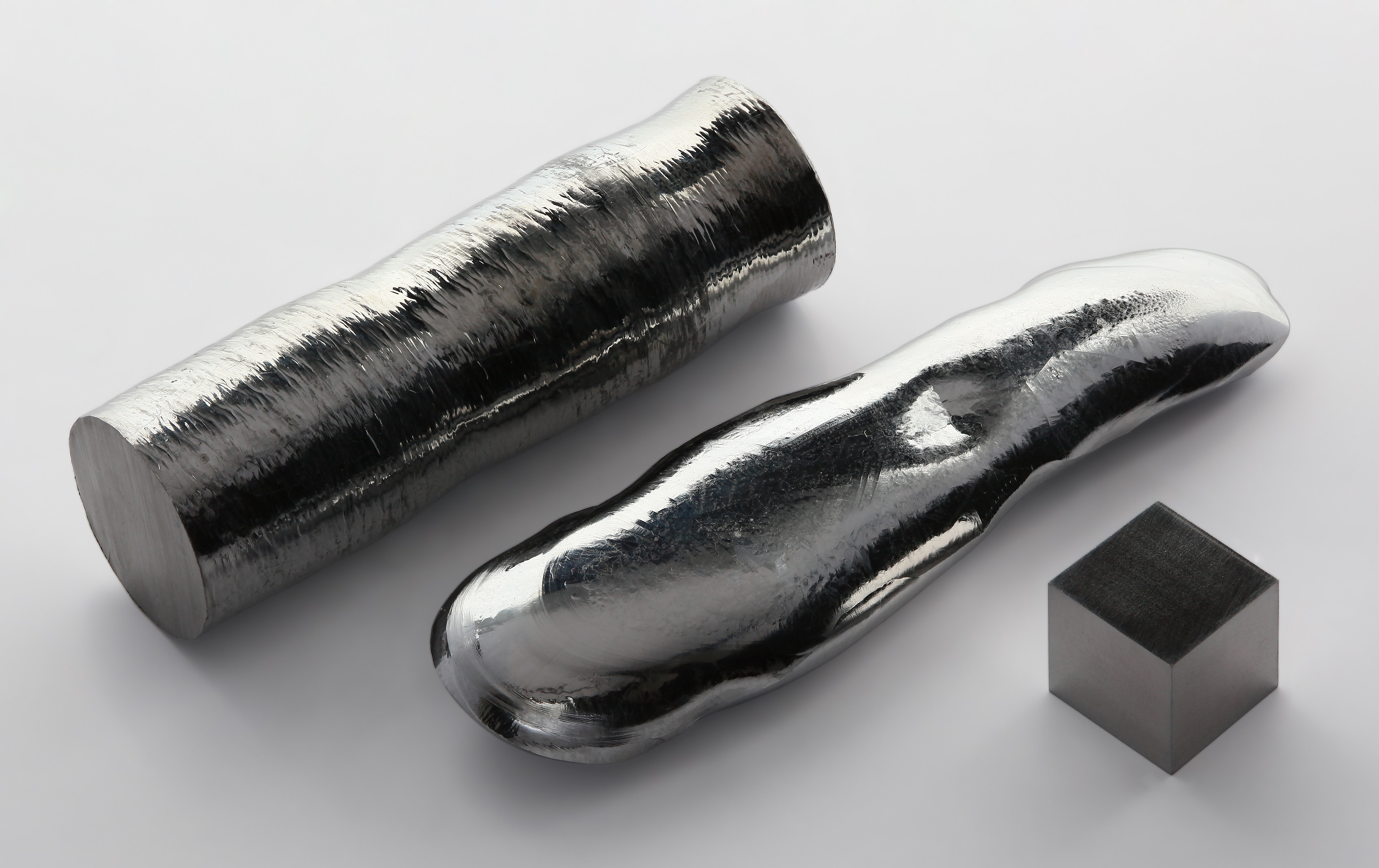
(75) Rhenium
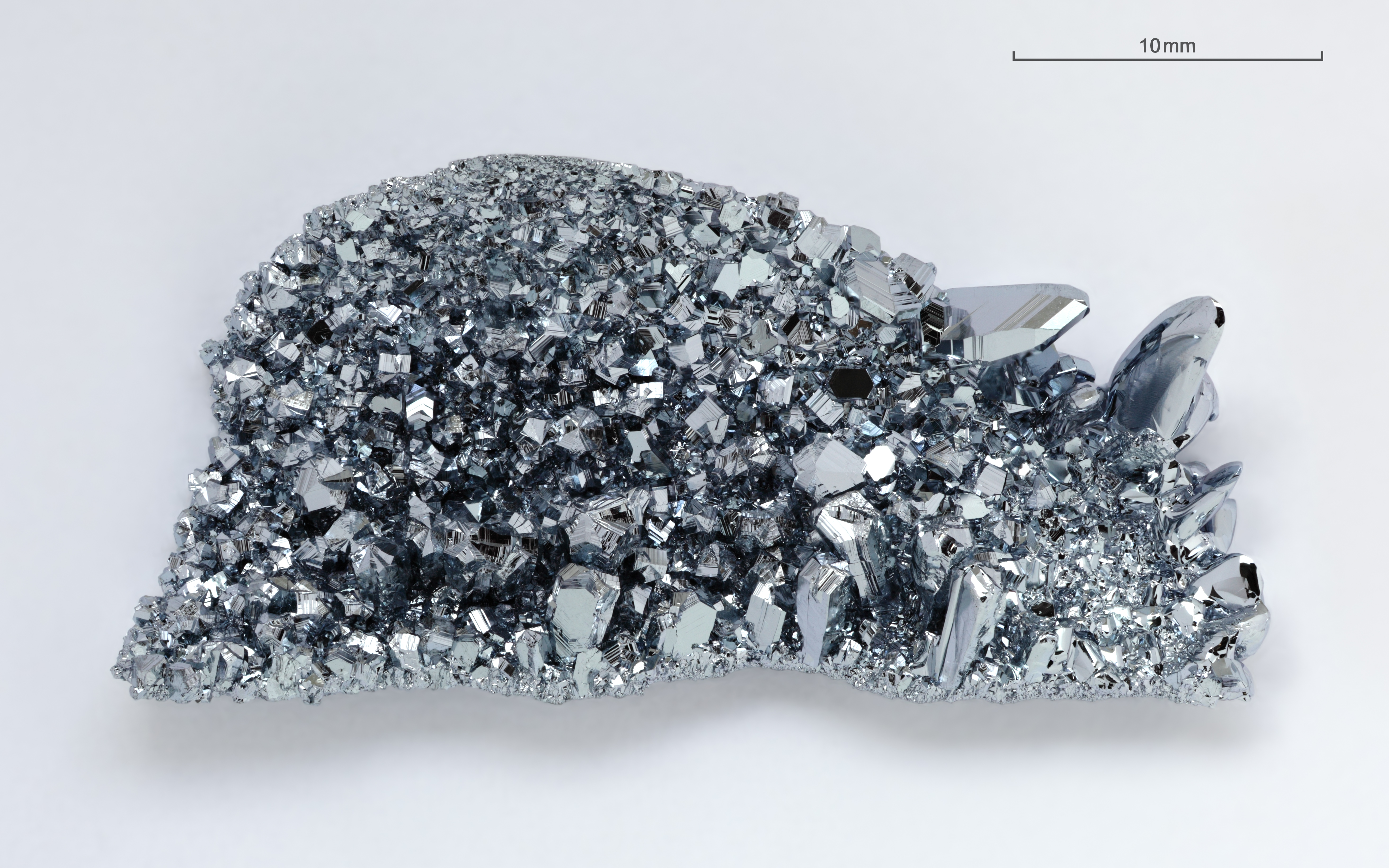
(76) Osmium
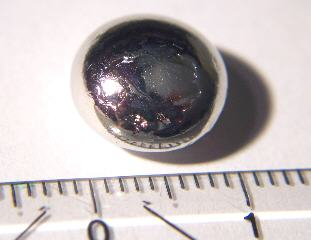
(77) Iridium
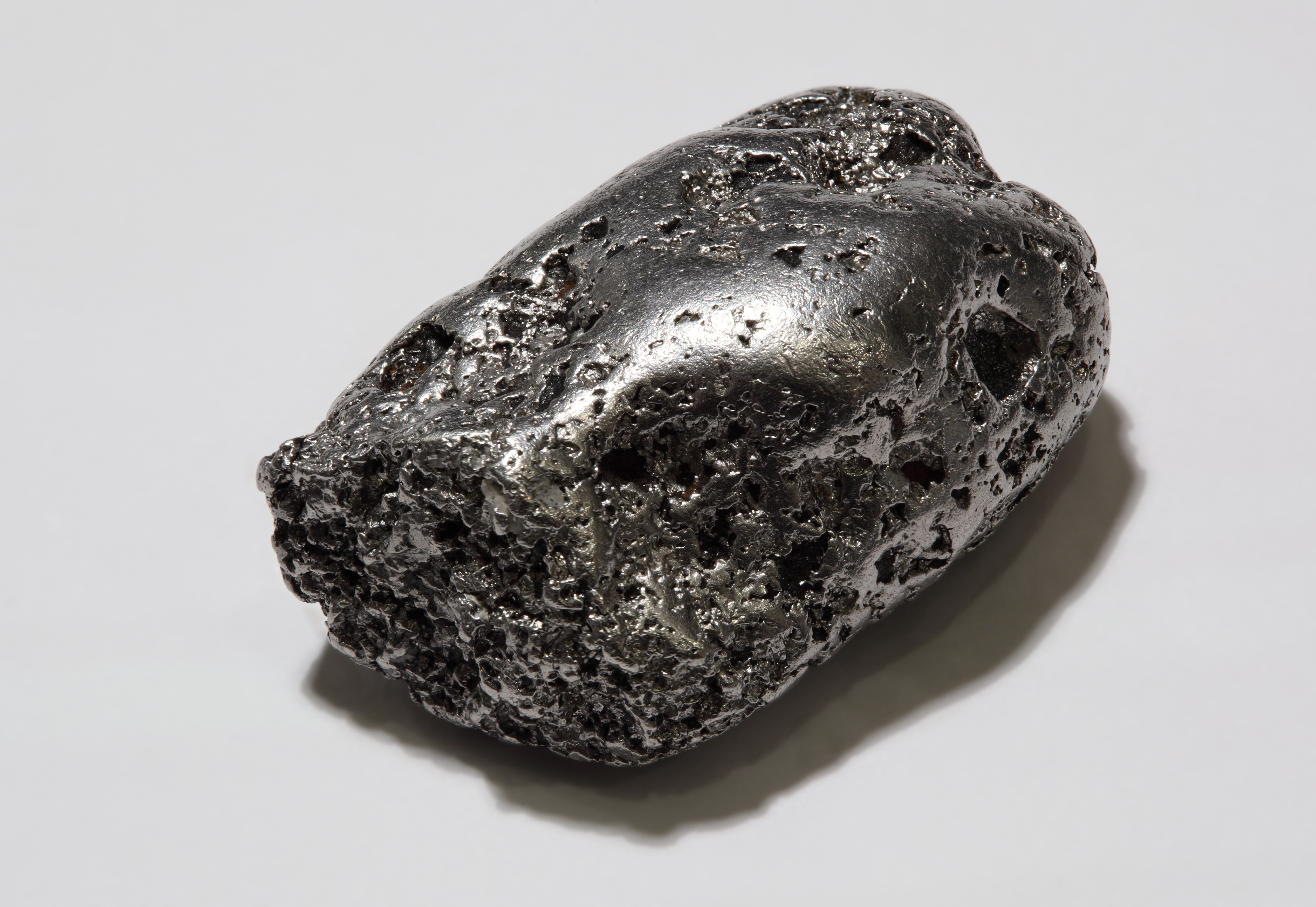
(78) Platin
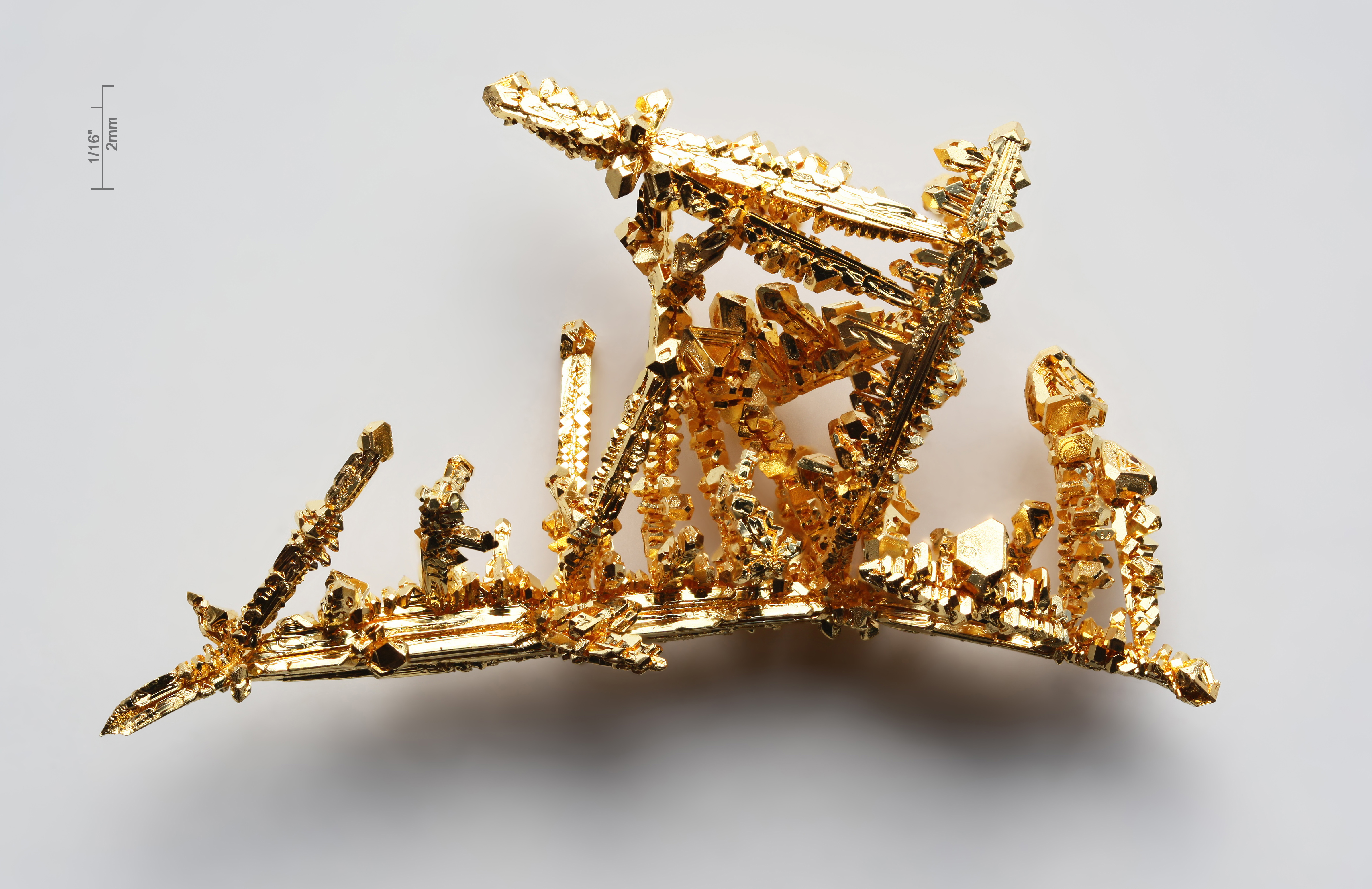
(79) Gold
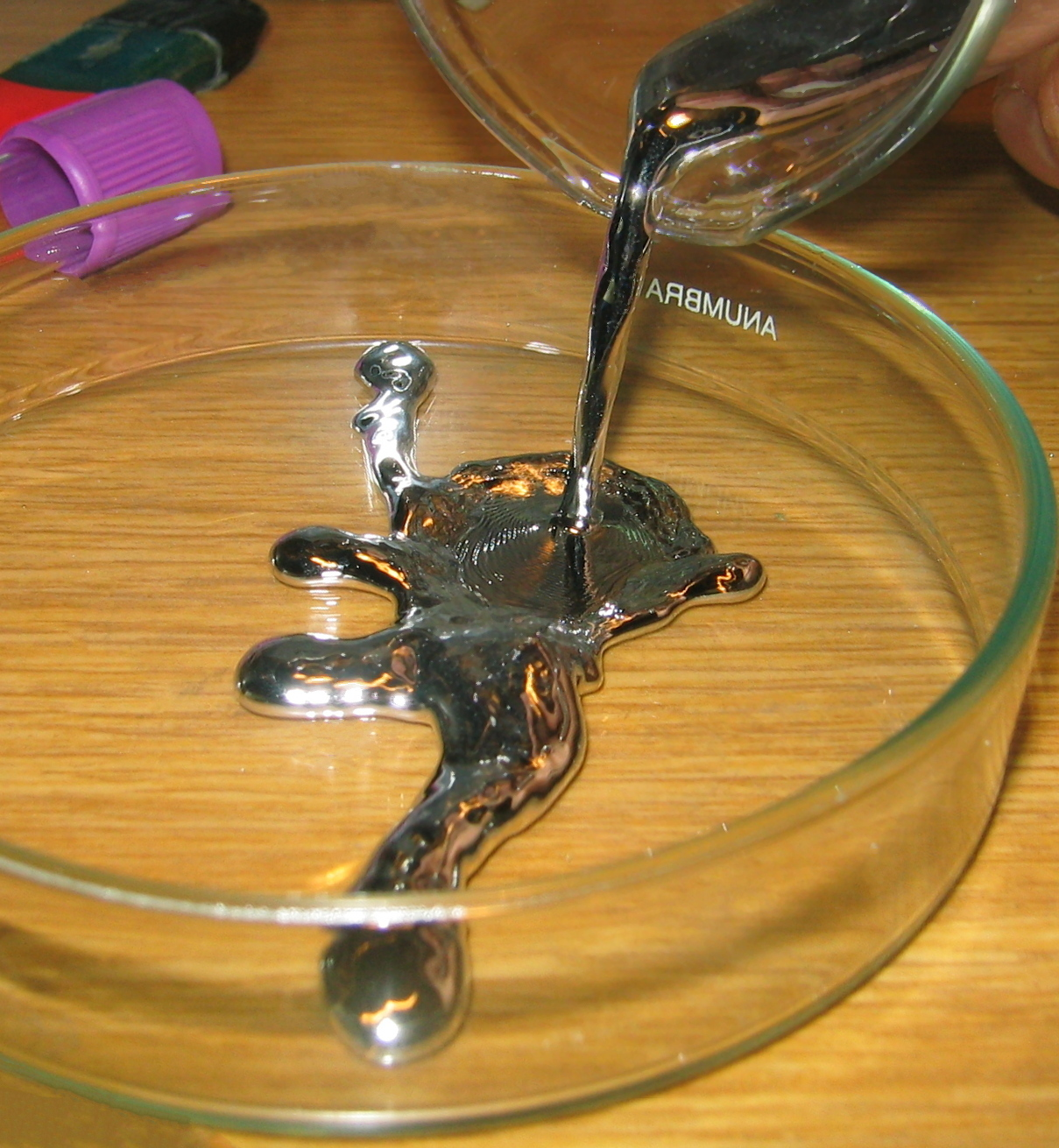
(80) Quecksilber
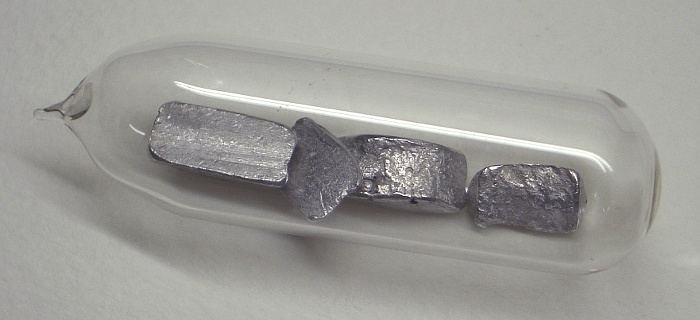
(81) Thallium
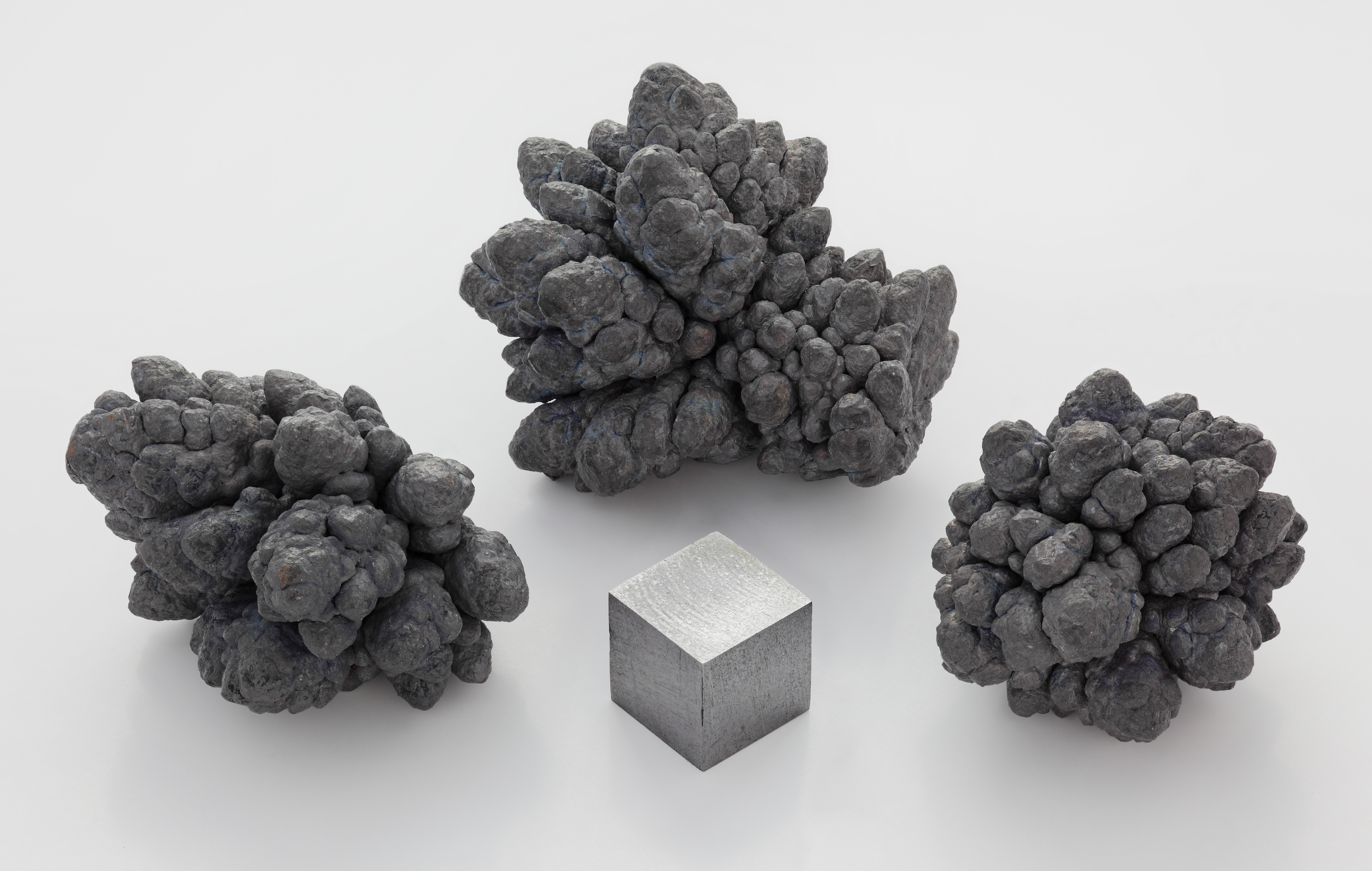
(82) Blei
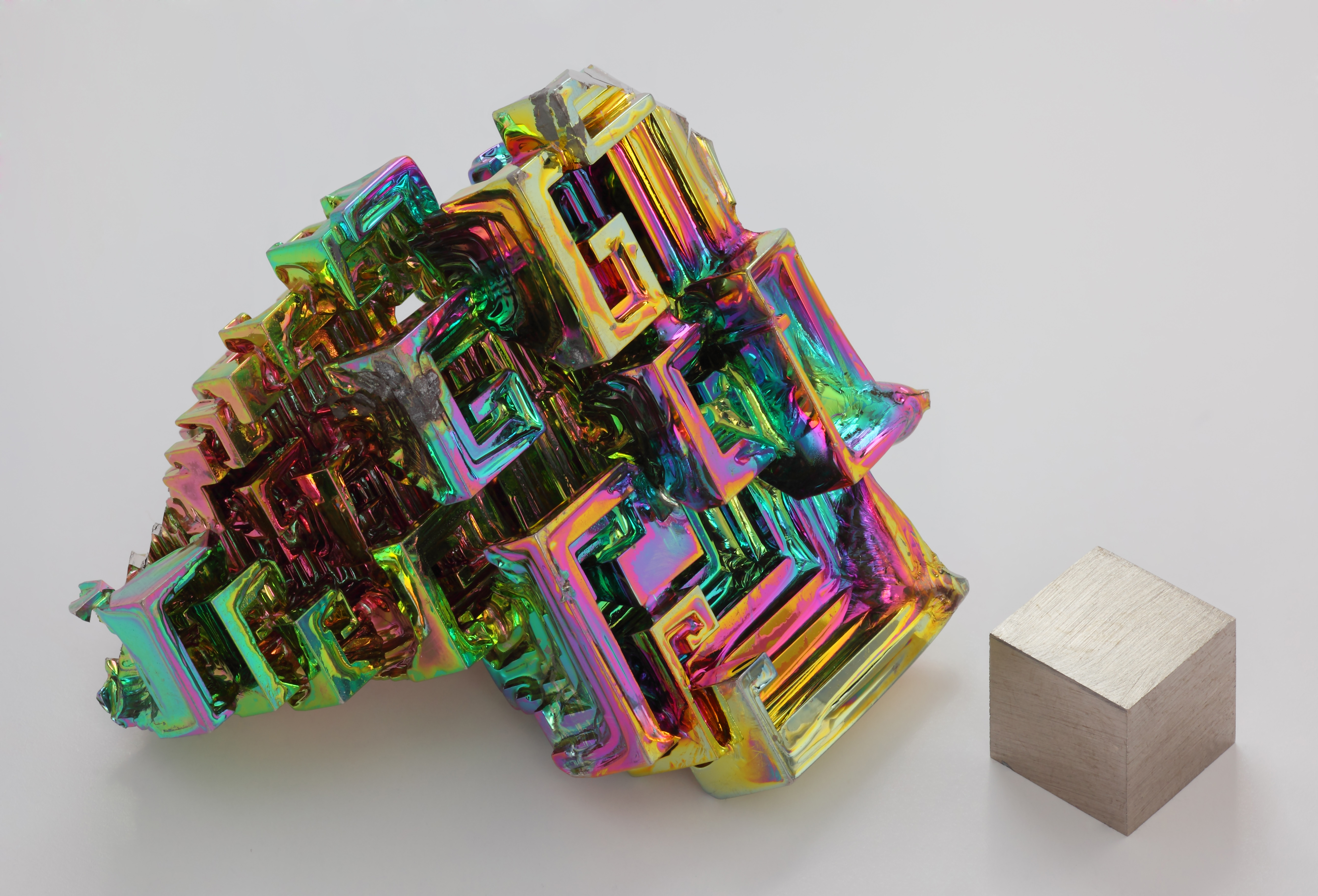
(83) Bismut
84) Polonium
85) Astat
86) Radon

### Chemische Elemente der siebten Periode

87) Francium
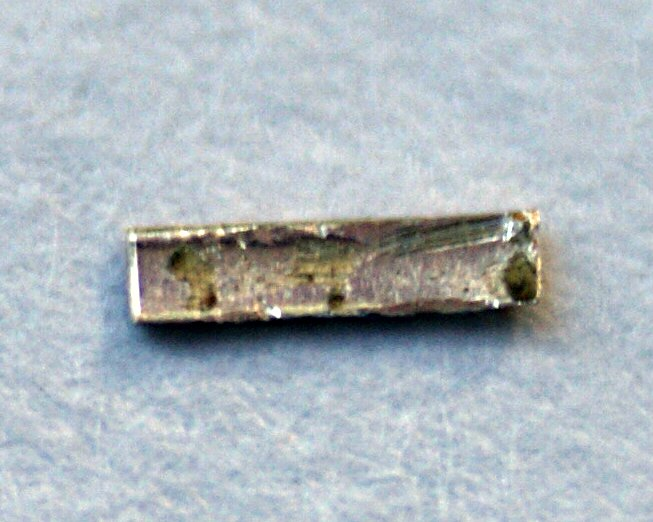
(88) Radium
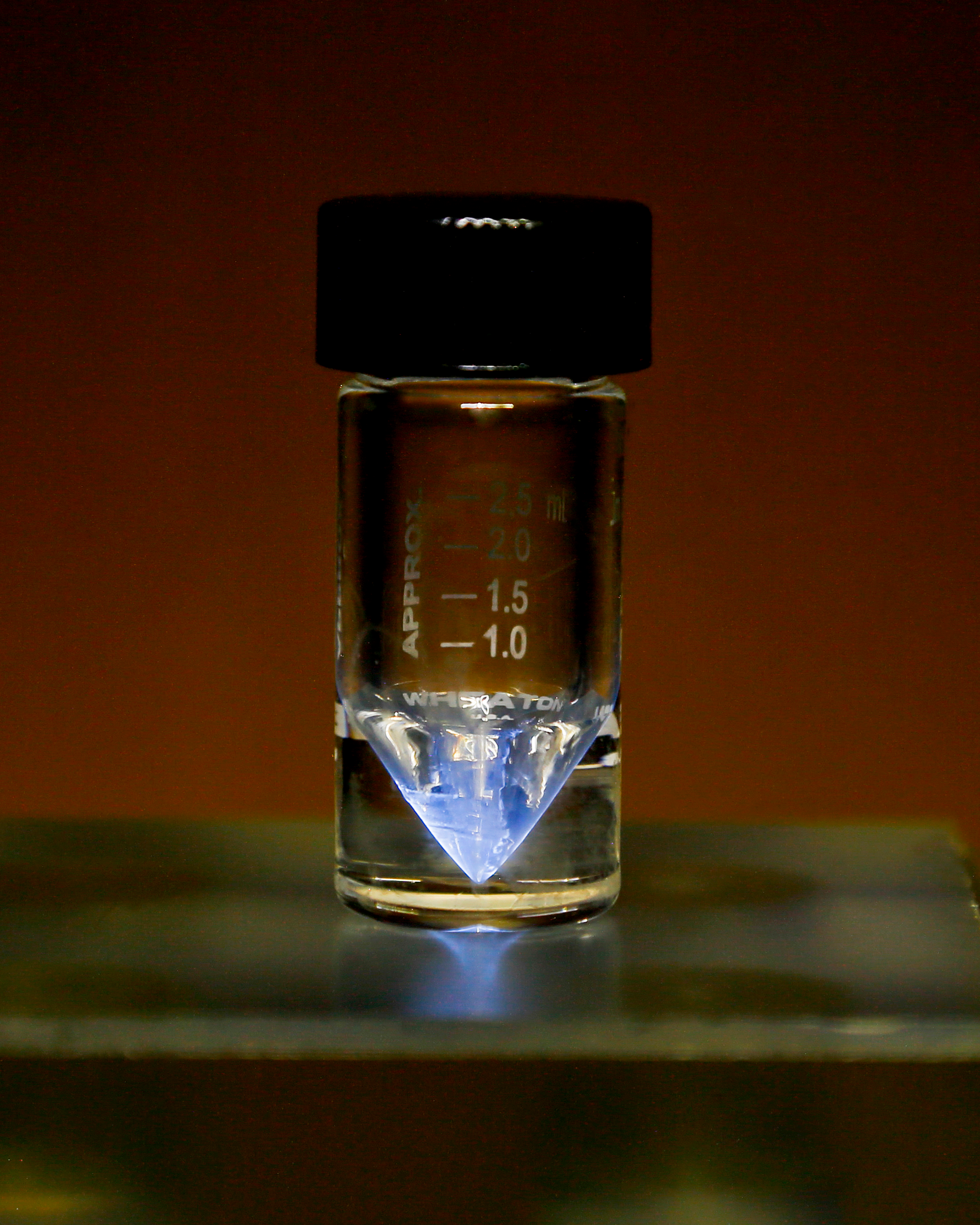
89) Actinium
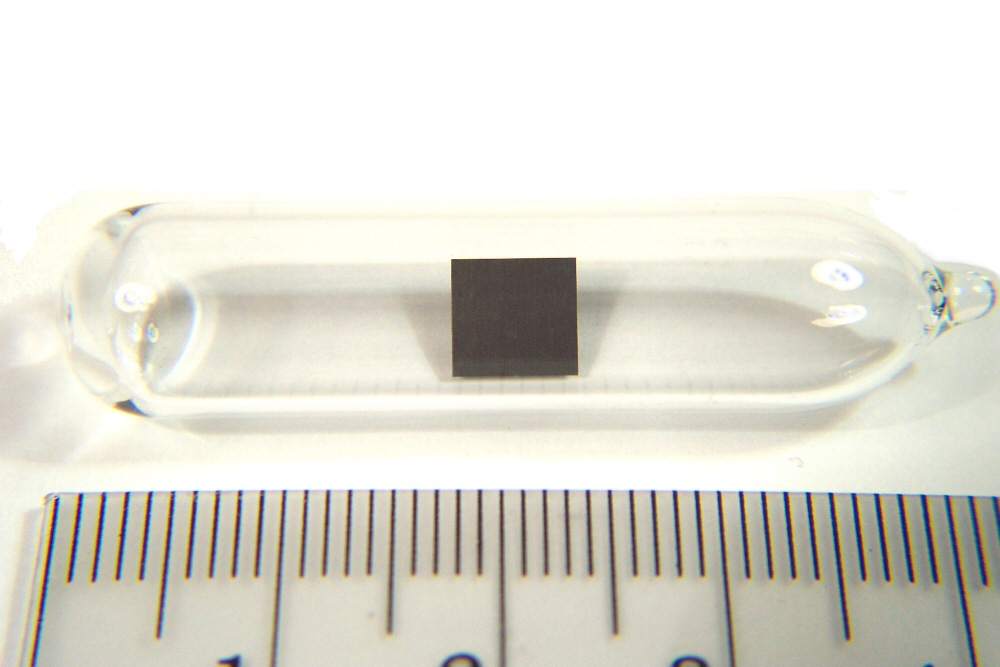
(90) Thorium
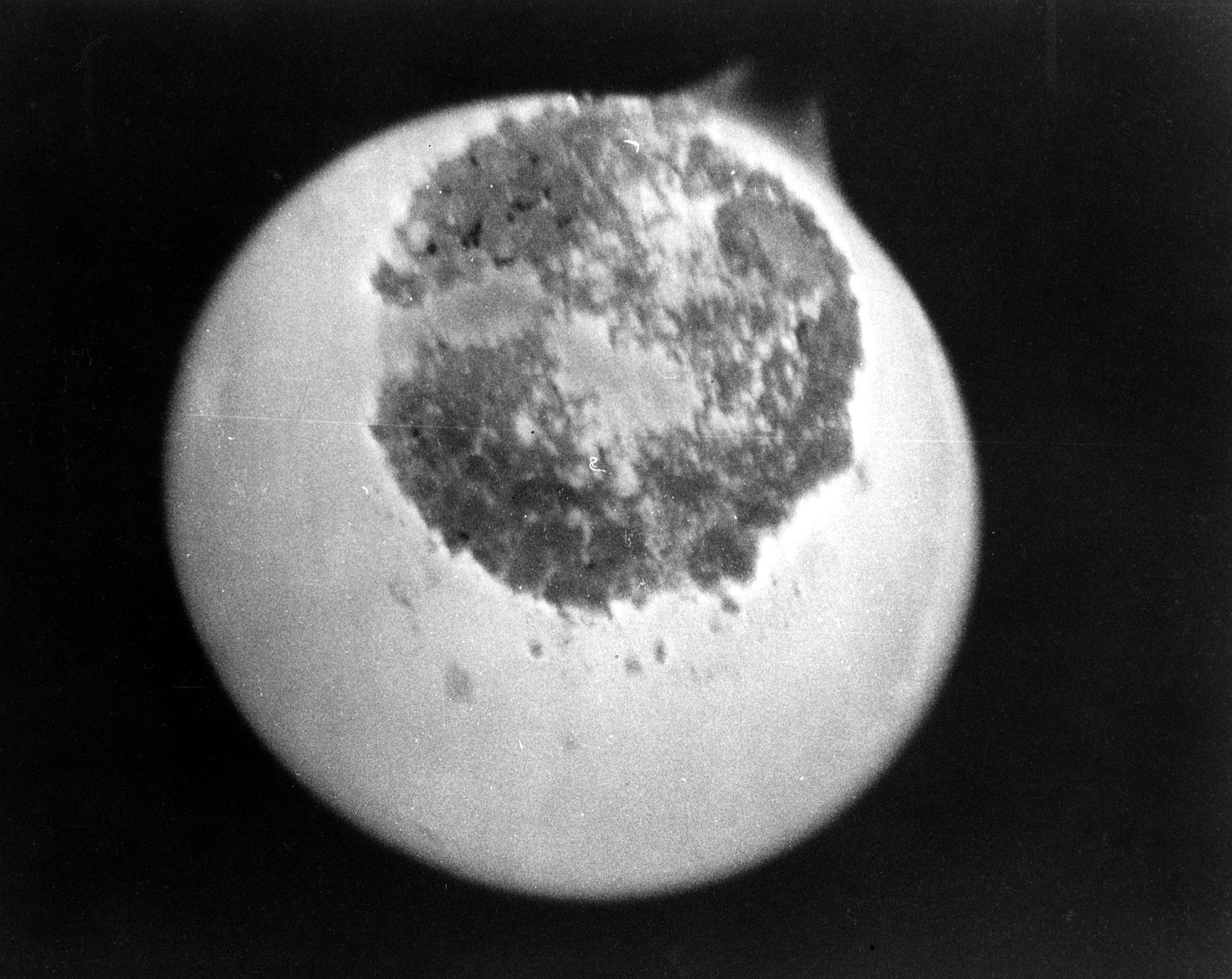
(91) Protactinium
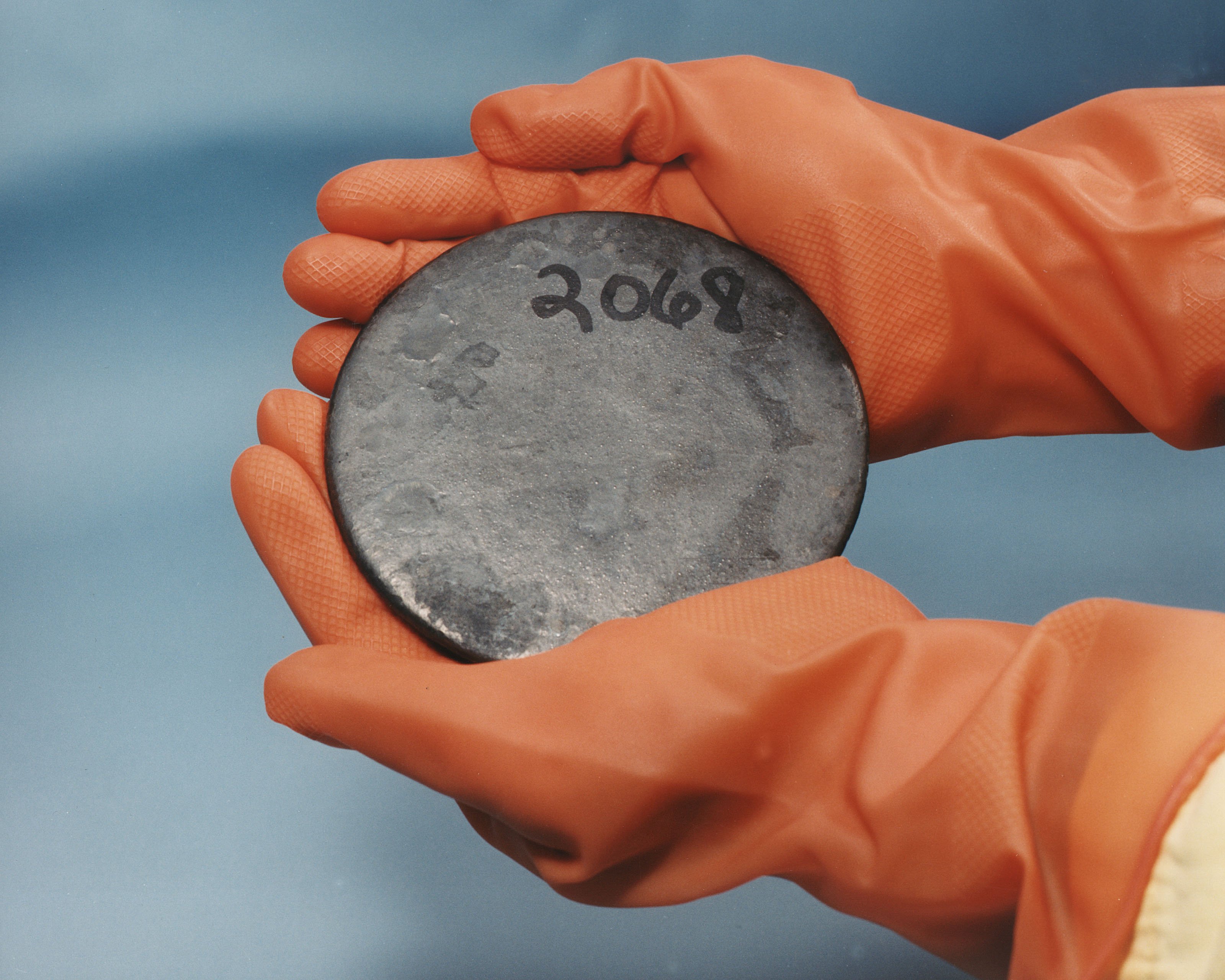
(92) Uran
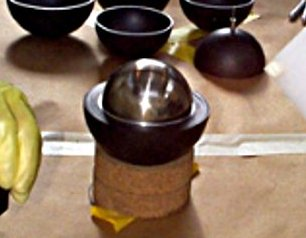
(93) Neptunium
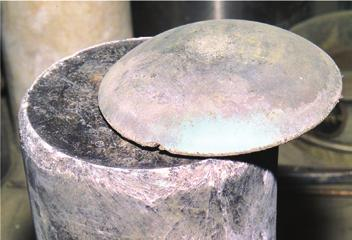
(94) Plutonium
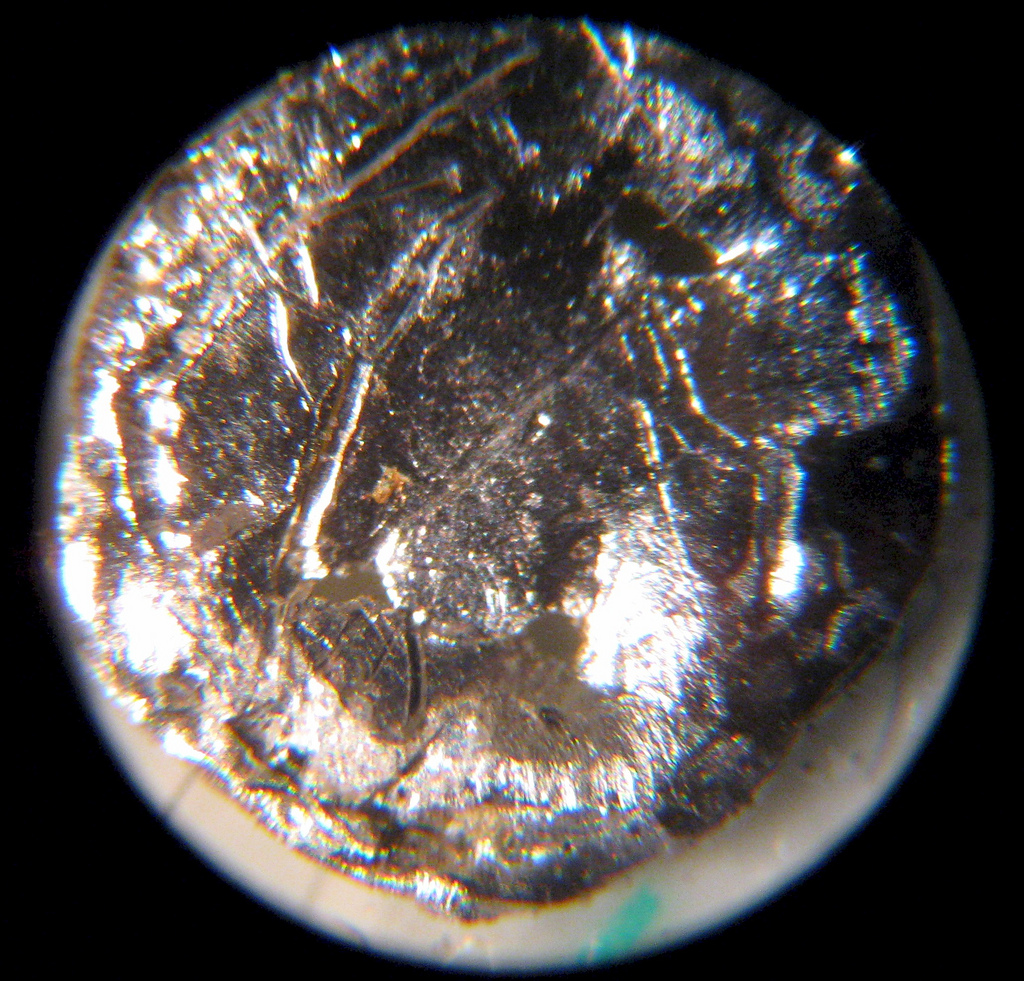
(95) Americium
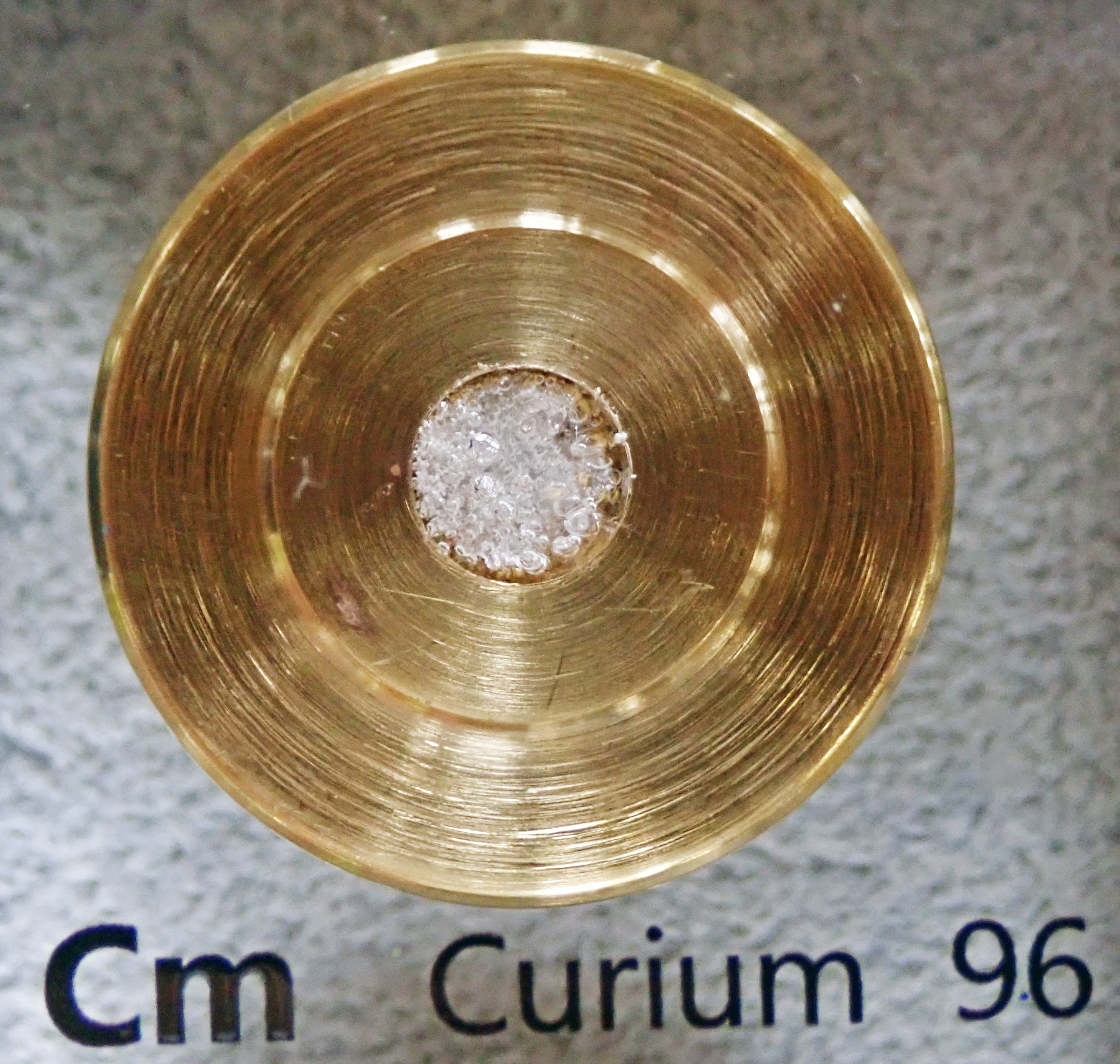
(96) Curium
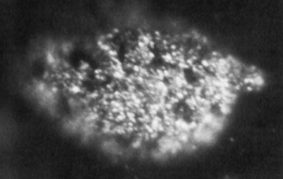
(97) Berkelium
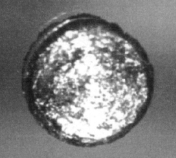
(98) Californium
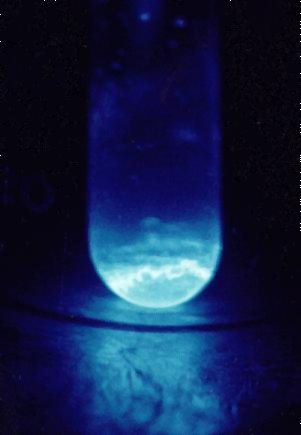
(99) Einsteinium
(100) Fermium
(101) Mendelevium
(102) Nobelium

Für die weiteren Elemente gibt es bisher keine Bilder und es sind meistens auch keine zu erwarten, da sie entweder zu schnell zerfallen oder in zu geringen Mengen herstellbar sind, um ein Bild zu erstellen:

(103) Lawrencium
(104) Rutherfordium
(105) Dubnium
(106) Seaborgium
(107) Bohrium
(108) Hassium
(109) Meitnerium
(110) Darmstadtium
(111) Roentgenium
(112) Copernicium
(113) Nihonium
(114) Flerovium
(115) Moscovium
(116) Livermorium
(117) Tenness
(118) Oganesson